# Grammy Award para Gravação do Ano
O Grammy Award para Gravação do Ano (no original em inglês: Grammy Award for Record of the Year) é apresentado pela Academia Nacional de Artes e Ciências de Gravação dos Estados Unidos para "honrar a realização artística, proficiência técnica e excelência geral na indústria fonográfica, sem considerar vendas ou posição nas paradas". O prêmio Gravação do Ano é uma das quatro categorias "gerais" da premiação (ao lado de Álbum de Ano, Canção do Ano e Artista Revelação) apresentadas anualmente desde o 1.º Grammy Awards em 1959.
De acordo com o guia de descrição do 54.º Grammy Awards, o prêmio é atribuído a singles lançados comercialmente ou faixas de novas gravações de voz ou instrumentos, em regime de não anonimato. Faixas de um álbum lançado no ano anterior podem entrar desde que a mesma não tenha entrado no ano anterior e que a faixa não pertença a um álbum que tenha ganho um Grammy. É entregue ao(s) artista(s), produtor(es), engenheiro(s) de gravação e/ou misturador(es) se não for o artista.
Gravação do Ano não deve ser confundida com Canção do Ano ou Álbum do Ano:
- O prêmio de Gravação do Ano é atribuído a um single ou a uma faixa de um álbum. Os recipientes deste prêmio são o artista, o produtor, o engenheiro de gravação e/ou o misturador da canção. Neste contexto, "gravação" significa a gravação de uma canção e não a sua composição ou um álbum de canções;
- O prêmio de Canção do Ano é também atribuído a um single ou a uma faixa de um álbum, mas o recipiente do prêmio é o compositor que escreveu a letra e/ou a melodia da canção. Neste contexto, "canção" significa uma canção como está escrita e não a sua gravação;
- O prêmio de Álbum do Ano é atribuído a um álbum inteiro, cujos recipientes são o artista, o produtor, o engenheiro de gravação e o engenheiro de masterização desse álbum. Neste contexto, "álbum" significa uma coleção gravada de canções (um LP com várias faixas, CD ou pacote para download) e não as canções individuais ou as suas composições.

## História e descrição
Os prêmios de Gravação do Ano são concedidos desde 1959. É um dos quatro prêmios Grammy de maior prestígio. Apesar de ambos os prêmios de Canção do Ano e Gravação do Ano serem concedidos a um single ou a uma faixa de um álbum, este prêmio vai para o intérprete e a equipe de produção da canção, enquanto o prêmio de Canção do Ano vai apenas para o compositor(es) da canção. De acordo com o guia de descrição do 54.º Grammy Awards, o prêmio é atribuído a singles lançados comercialmente ou faixas de novas gravações de voz ou instrumentos, em regime de não anonimato. Faixas de um álbum lançado no ano anterior podem entrar desde que a mesma não tenha entrado no ano anterior e que a faixa não pertença a um álbum que tenha ganho um Grammy. É entregue ao(s) artista(s), produtor(es), engenheiro(s) de gravação e/ou misturador(es) se não for o artista.
Os homenageados ao longo de sua história têm sido:
- 1959–1965: Apenas o artista;
- 1966–1998: Artista e o produtor;
- 1999–2012: Artista, produtor, engenheiro de gravação e engenheiro de mixagem;
- 2013–presente: Artista, produtor, engenheiro de gravação, engenheiro de mixagem e engenheiro de masterização.

A categoria se expandiu para incluir oito indicados no Grammy Awards de 2019.

## Recordes
Tom Coyne detém o recorde de mais vitórias nesta categoria como engenheiro de masterização em quatro ocasiões (2015, 2016, 2017 e 2018) e foi a única pessoa a ganhar o prêmio por quatro anos consecutivos. Apenas dois artistas ganharam três vezes: Paul Simon ("Mrs. Robinson" em 1969, "Bridge Over Troubled Water" em 1971, ambos como parte de Simon & Garfunkel; e "Graceland" em 1988) e Bruno Mars ("Uptown Funk" com Mark Ronson em 2016; "24K Magic" em 2018; e "Leave the Door Open" em 2022, como parte do Silk Sonic). Quatro engenheiros/misturadores ganharam o prêmio três vezes: Tom Elmhirst (2008, 2012 e 2017), Serban Ghenea (2016, 2018 e 2022), John Hanes (2016, 2018 e 2022) e Charles Moniz (2016, 2018 e 2022).
Roberta Flack foi a primeira artista a ganhar Gravação do Ano em dois anos consecutivos: em 1973 ("The First Time Ever I Saw Your Face") e 1974 ("Killing Me Softly with His Song") de dois álbuns de estúdio diferentes. Isso aconteceu novamente quando o U2 venceu em 2001 ("Beautiful Day") e 2002 ("Walk On"), a única ocorrência de um artista ganhando o prêmio em dois anos consecutivos com gravações do mesmo álbum. Billie Eilish se tornou a primeira musicista a completar o feito com gravações de um álbum de estúdio, bem como um single não pertencente ao álbum: em 2020 ("Bad Guy") e 2021 ("Everything I Wanted").
Outros artistas que receberam diversos Grammys para Gravação do Ano: Henry Mancini ("Moon River" e "Days of Wine and Roses"); Simon & Garfunkel ("Sra. Robinson" e "Bridge Over Troubled Water"); The 5th Dimension ("Up, Up and Away" e "Aquarius/Let the Sunshine In"); Eric Clapton ("Tears in Heaven" e "Change the World"); Norah Jones ("Don't Know Why" e "Here We Go Again"); Adele ("Rolling in the Deep" e "Hello").
Mark Ronson é o único artista a ganhar o prêmio tanto como artista principal quanto como produtor musical, vencendo como artista principal por sua respectiva canção, "Uptown Funk" (com Bruno Mars); e como produtor de "Rehab", de Amy Winehouse.
Beyoncé é a artista mais indicada para Gravação do Ano, com oito indicações. Beyoncé também tem o maior número de indicações de Gravação do Ano entre as artistas femininas com indicações para "Say My Name" como parte de Destiny's Child e sete vezes como um artista solo com "Crazy in Love" (com Jay-Z), "Irreplaceable", "Halo", "Formation", "Black Parade", "Savage" (com Megan Thee Stallion) e "Break My Soul"; embora ela ainda não tenha vencido. Frank Sinatra detém o recorde de mais indicações como artista masculino com indicações para "Witchcraft", "High Hopes", "Nice 'n' Easy", "The Second Time Around", "Somethin' Stupid" (com Nancy Sinatra), e "Theme from New York, New York"; ele recebeu este prêmio uma vez em 1967, com "Strangers in the Night". Os The Beatles têm o maior número de indicações de Gravação do Ano para grupo, com quatro indicações: "I Want to Hold Your Hand", "Yesterday", "Hey Jude" e "Let It Be"; mas nunca ganhou o prêmio.
A primeira mulher a ganhar o prêmio foi Astrud Gilberto, em 1965, por "Garota de Ipanema" (com Stan Getz). Roberta Flack foi a primeira artista feminina a ganhar o prêmio duas vezes. Flack, Norah Jones, Adele e Billie Eilish são as únicas mulheres a ganhar o prêmio mais de uma vez por suas gravações, vencendo por "The First Time Ever I Saw Your Face" e "Killing Me Softly with His Song"; e "Don't Know Why" e "Here We Go Again" (com Ray Charles); e "Rolling in the Deep" e "Hello"; e "Bad Guy" e "Everything I Wanted", respectivamente (Flack também foi indicada por "Feel Like Makin' Love"; Adele indicada por "Chasing Pavements"; e Eilish indicada por "Happier Than Ever"). Além disso, tanto Florence LaRue quanto Marilyn McCoo também receberam esse prêmio duas vezes como parte de The 5th Dimension, por "Up, Up and Away" e "Aquarius/Let the Sunshine In".
Aos 17 anos, Lorde se tornou a artista principal mais jovem a ser indicada por "Royals" em 2014, com Billie Eilish se tornando a vencedora mais jovem aos 18 anos por "Bad Guy" em 2020.
Christopher Cross e Billie Eilish são os únicos artistas a receber o Grammy para Gravação do Ano, assim como Álbum do Ano, Canção do Ano e Melhor Artista Revelação em uma única cerimônia. Adele foi a primeira artista a ganhar o prêmio de Gravação do Ano, Álbum do Ano, Canção do Ano e Melhor Artista Revelação em ocasiões distintas, e a primeira mulher a realizar esse feito. Apenas sete artistas levaram os prêmios de Gravação do Ano e Melhor Artista Revelação durante a mesma cerimônia: Bobby Darin ("Mack the Knife" em 1960), Christopher Cross ("Sailing" em 1981), Sheryl Crow ("All I Wanna Do" em 1995), Norah Jones ("Don't Know Why" em 2003), Amy Winehouse ("Rehab" em 2008), Sam Smith ("Stay with Me (Darkchild Version)" em 2015) e Billie Eilish ("Bad Guy " em 2020).
Frank Sinatra, Roberta Flack, Steve Winwood, Post Malone, Billie Eilish e Doja Cat são os únicos artistas a receber três indicações consecutivas para Gravação do Ano. Além disso, Sinatra detém o recorde de mais anos consecutivos sendo indicado para Gravação do Ano, com quatro.
A pessoa que apareceu mais vezes consecutivas nas Gravações do Ano foi Hal Blaine, o baterista de estúdio prolífico que tocou em seis vencedores consecutivos de 1966 a 1971: "A Taste of Honey", "Strangers in the Night", "Up, Up and Away", "Mrs. Robinson", "Aquarius / Let the Sunshine In" e "Bridge Over Troubled Water".
Trinta e duas das canções vencedoras também ganharam o prêmio de Canção do Ano.

## Processo
De 1995 a 2021, os membros da Academia Nacional de Artes e Ciências de Gravação indicaram suas escolhas para a gravação do ano. Uma lista das vinte melhores gravações foi entregue ao Comitê de Revisão de Nomeações, um grupo especialmente selecionado de membros anônimos, que então selecionou as cinco melhores gravações para obter uma indicação na categoria em uma votação especial. O restante dos membros votou em um vencedor entre os cinco indicados. Em 2018, foi anunciado que o número de faixas indicadas aumentará para oito. Em 2021, foi anunciado que os Comitês de Revisão de Nomeações seriam dissolvidos e os indicados finais para gravação do ano seriam decididos por votos dos membros. A partir de 2022, o número de indicados na categoria aumentou para 10.

## Vencedores e indicados
Nas tabelas a seguir, os anos são listados como o de realização da cerimônia de entrega do prêmio.
Legenda:
     Vencedor(a)

### Década de 1950

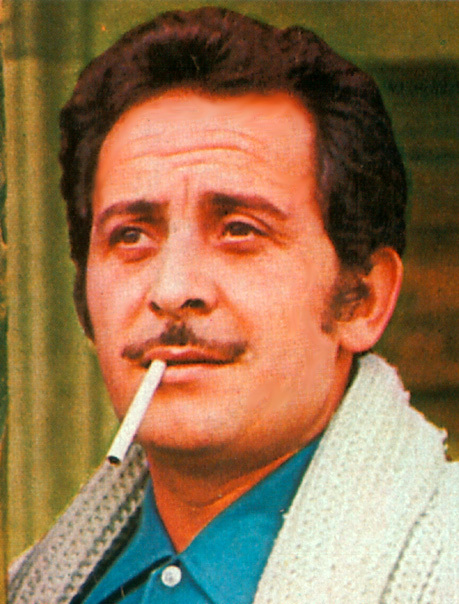
Domenico Modugno, vencedor inaugural.

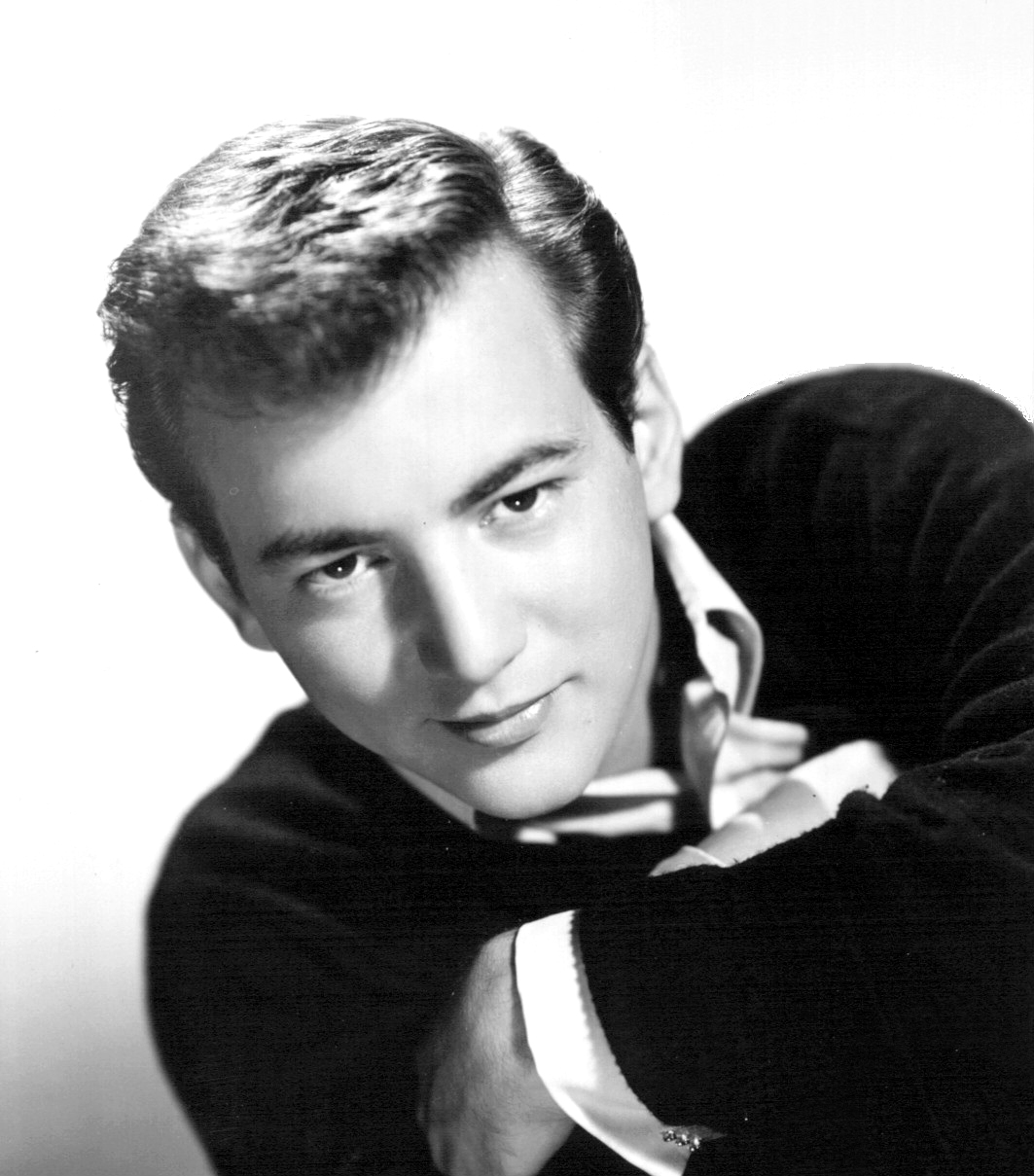
Bobby Darin venceu em 1959 (Novembro).

| Ano             | Gravação                                      | Artista(s)       | Ref.   |
| --------------- | --------------------------------------------- | ---------------- | ------ |
| 1959 (Maio)     | "Nel Blu Dipinto Di Blu (Volare)"             | Domenico Modugno | [ 23 ] |
| 1959 (Maio)     | "Catch a Falling Star"                        | Perry Como       | [ 23 ] |
| 1959 (Maio)     | "The Chipmunk Song (Christmas Don't Be Late)" | David Seville    | [ 23 ] |
| 1959 (Maio)     | "Fever"                                       | Peggy Lee        | [ 23 ] |
| 1959 (Maio)     | "Witchcraft"                                  | Frank Sinatra    | [ 23 ] |
| 1959 (Novembro) | "Mack the Knife"                              | Bobby Darin      | [ 24 ] |
| 1959 (Novembro) | "A Fool Such as I"                            | Elvis Presley    | [ 24 ] |
| 1959 (Novembro) | "High Hopes"                                  | Frank Sinatra    | [ 24 ] |
| 1959 (Novembro) | "Like Young"                                  | André Previn     | [ 24 ] |
| 1959 (Novembro) | "The Three Bells"                             | The Browns       | [ 24 ] |

### Década de 1960

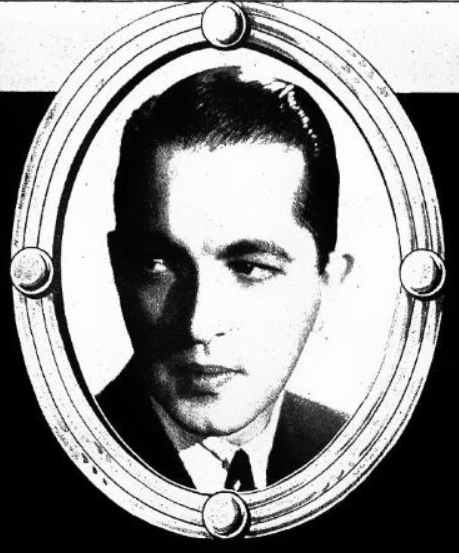
Percy Faith venceu em 1961.

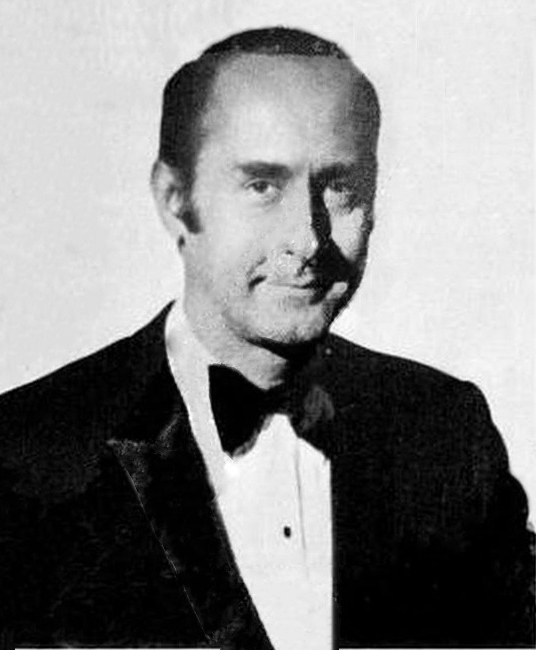
Henry Mancini venceu em 1962 e 1964.

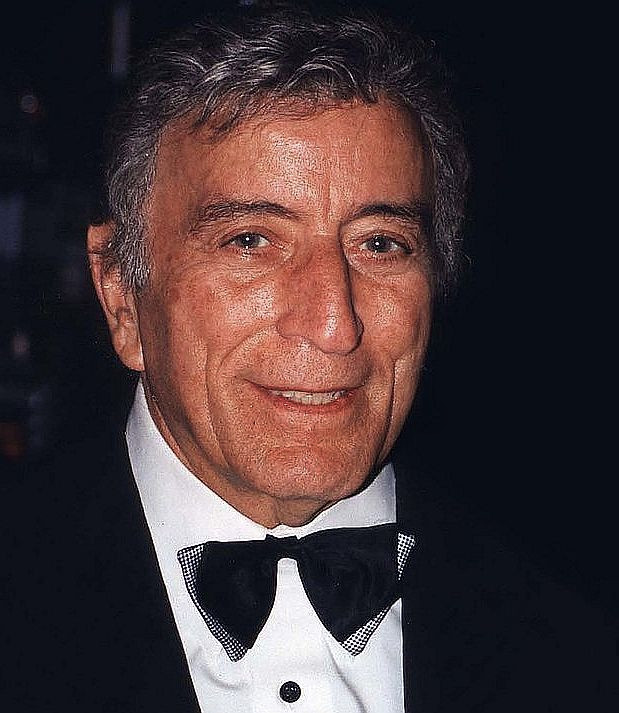
Tony Bennett venceu em 1963.

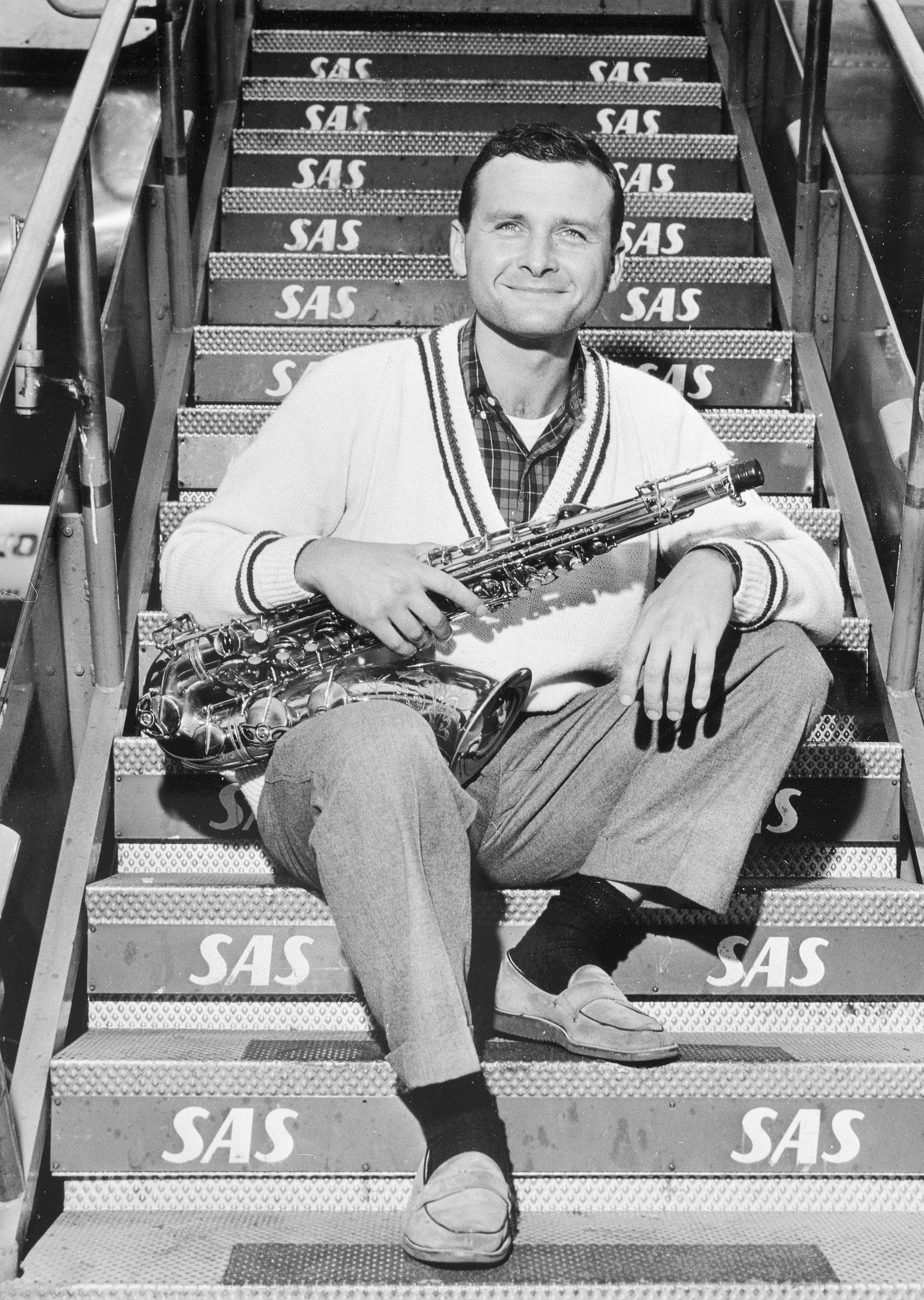
Stan Getz venceu em 1965.

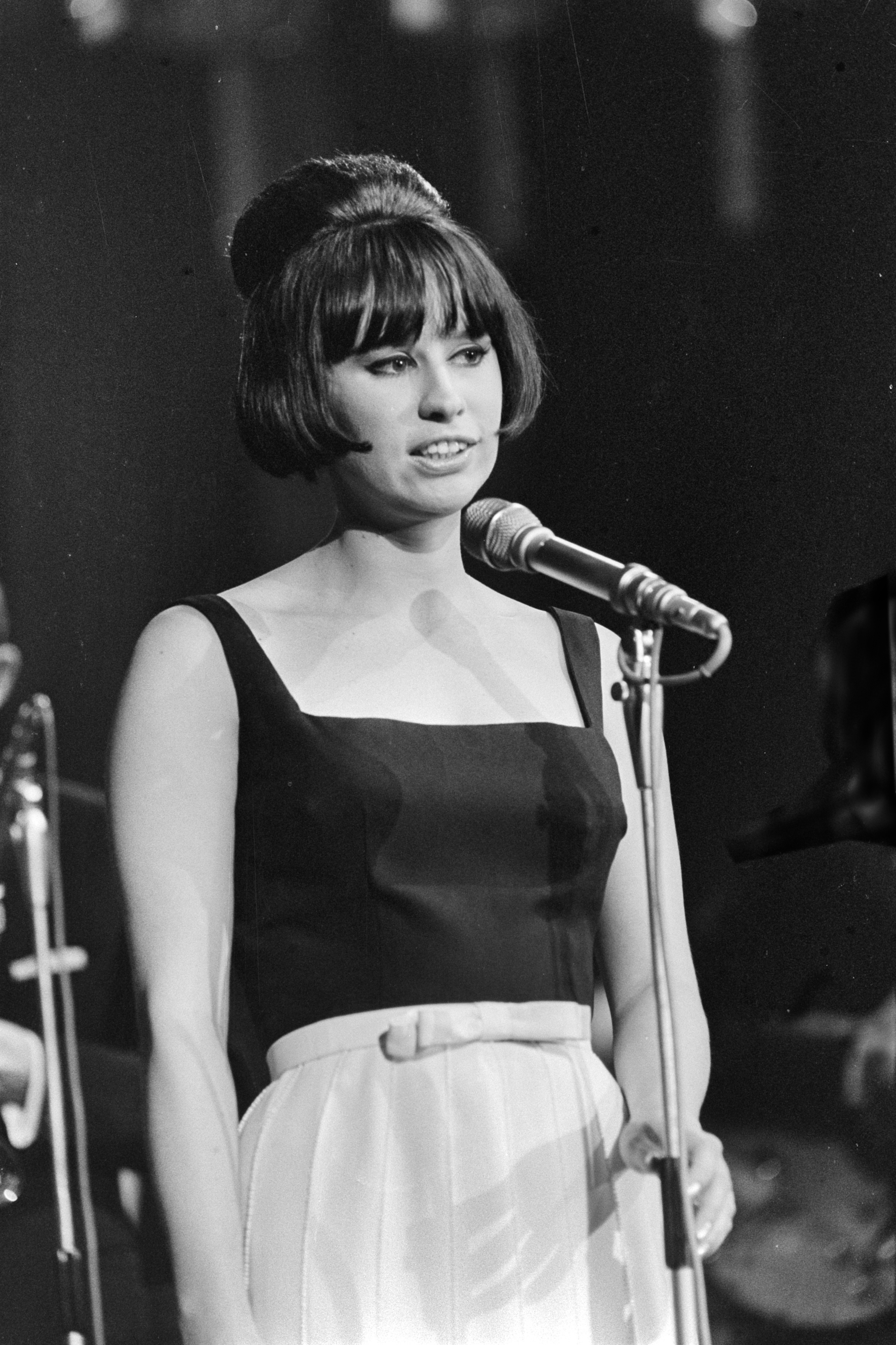
Astrud Gilberto foi a primeira mulher a vencer o prêmio.

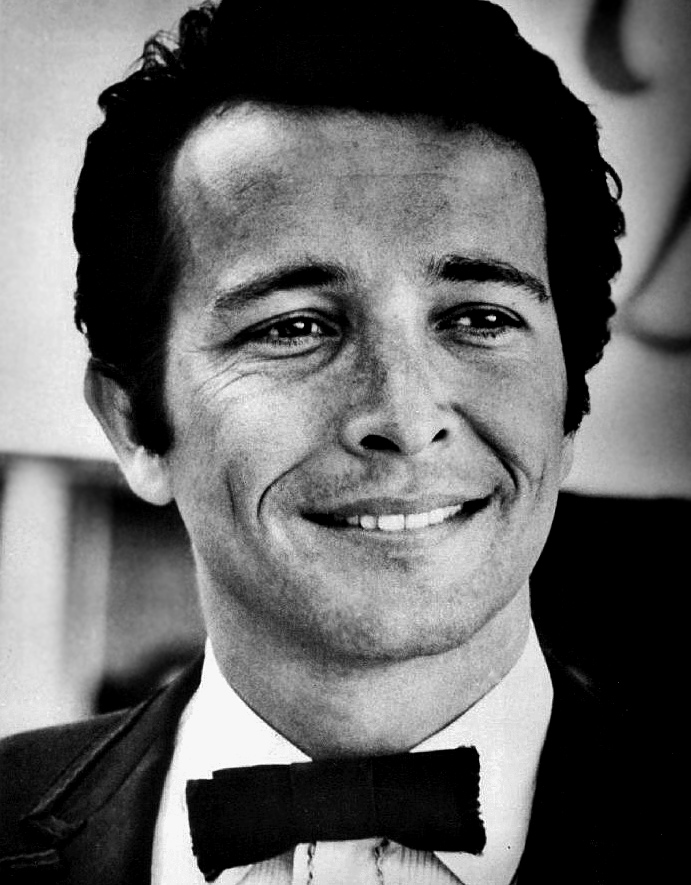
Herb Alpert venceu em 1966.

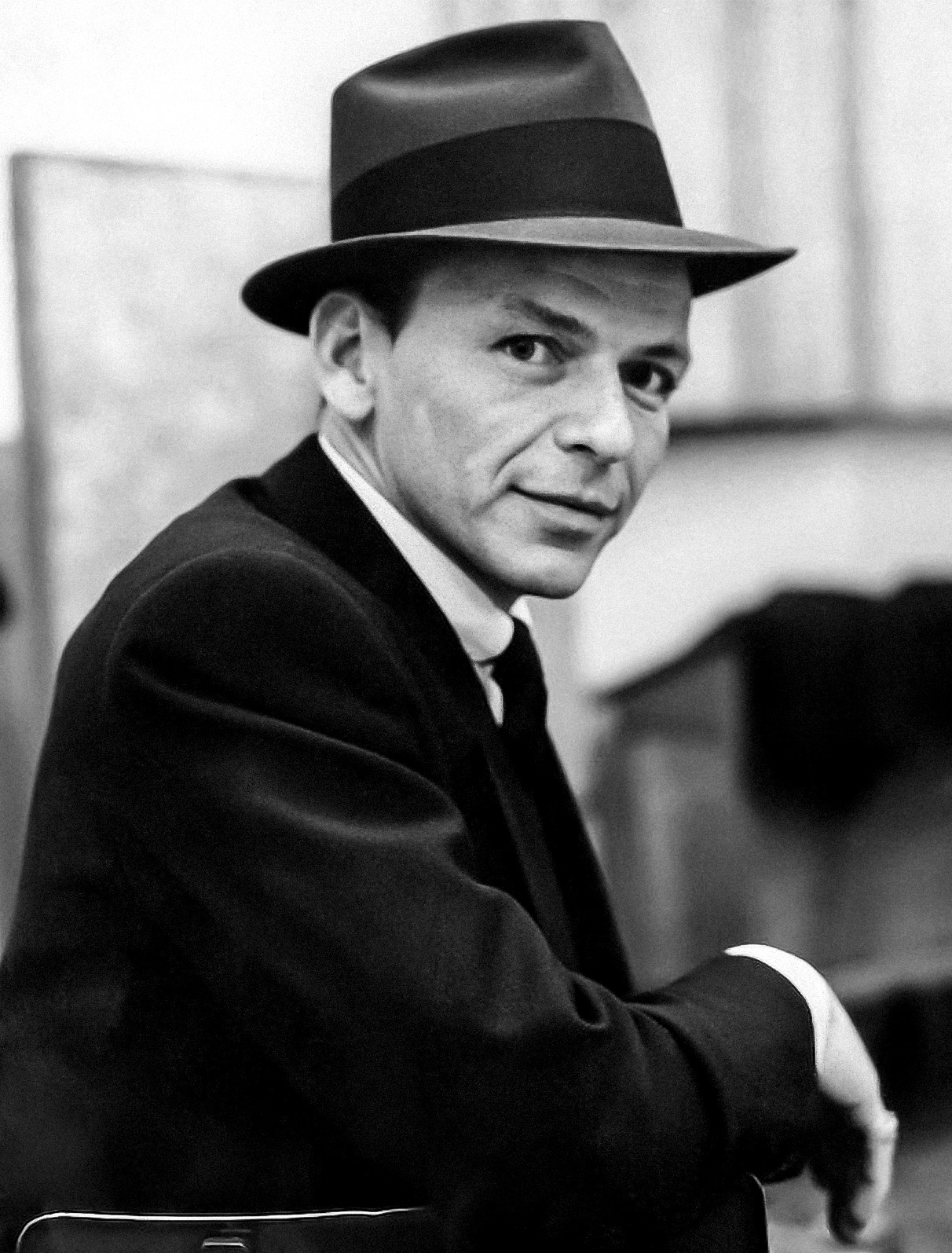
Frank Sinatra venceu em 1967.

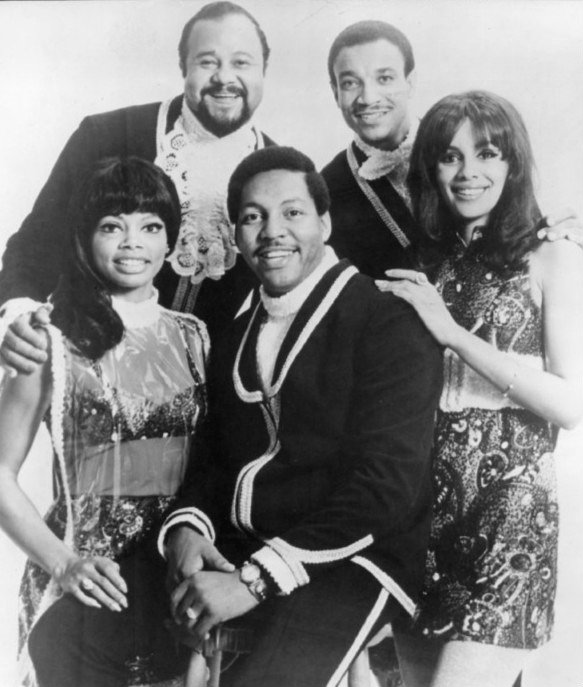
The 5th Dimension venceu em 1968 e 1970.

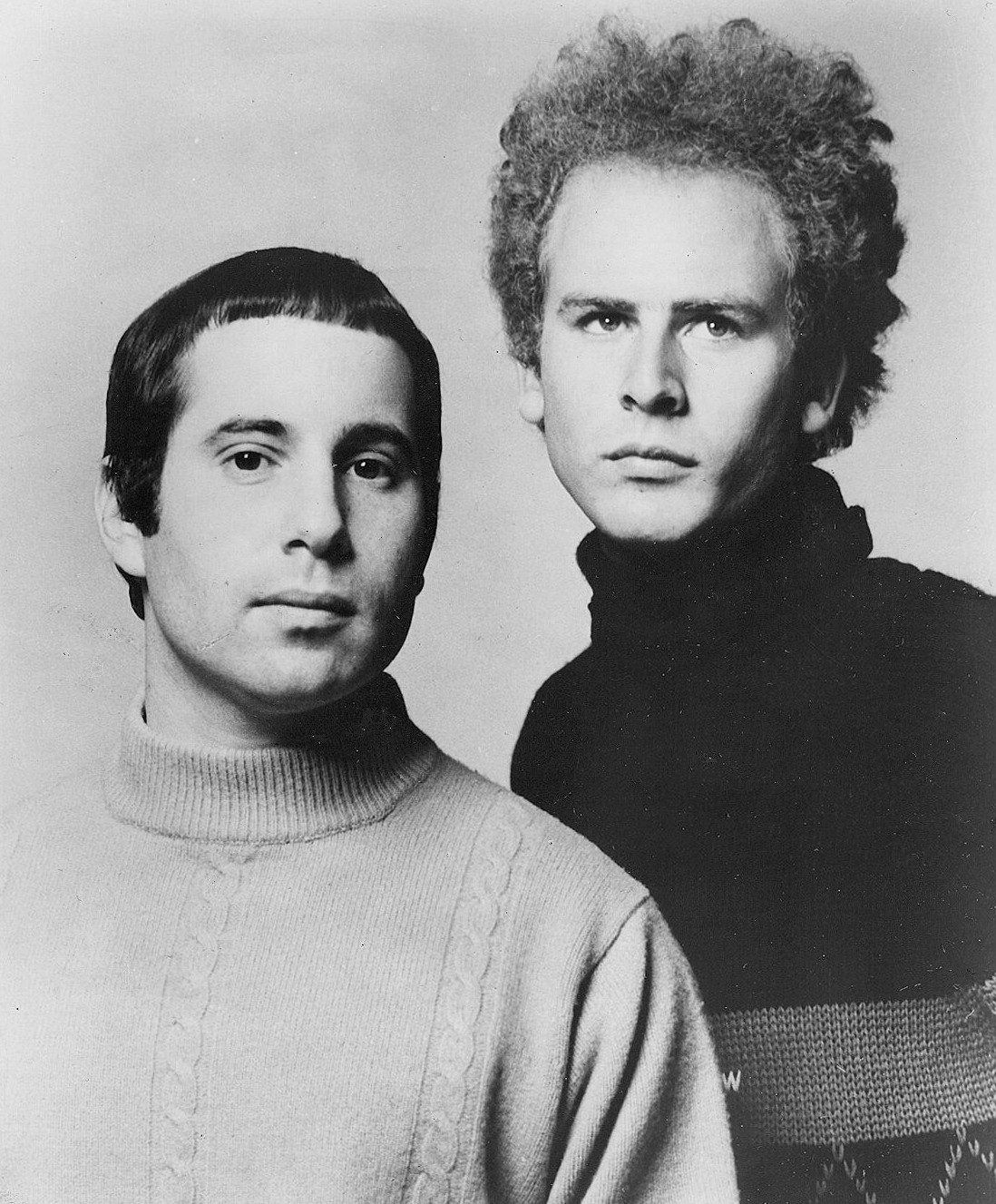
Simon & Garfunkel venceu em 1969 e 1971.

| Ano  | Gravação                                                     | Artista(s)                      | Equipe de produção                           | Ref.   |
| ---- | ------------------------------------------------------------ | ------------------------------- | -------------------------------------------- | ------ |
| 1961 | "Theme from A Summer Place"                                  | Percy Faith                     |                                              | [ 25 ] |
| 1961 | "Are You Lonesome Tonight?"                                  | Elvis Presley                   |                                              | [ 25 ] |
| 1961 | "Georgia on My Mind"                                         | Ray Charles                     |                                              | [ 25 ] |
| 1961 | "Mack the Knife"                                             | Ella Fitzgerald                 |                                              | [ 25 ] |
| 1961 | "Nice 'n' Easy"                                              | Frank Sinatra                   |                                              | [ 25 ] |
| 1962 | "Moon River"                                                 | Henry Mancini                   |                                              | [ 26 ] |
| 1962 | "Big Bad John"                                               | Jimmy Dean                      |                                              | [ 26 ] |
| 1962 | "The Second Time Around"                                     | Frank Sinatra                   |                                              | [ 26 ] |
| 1962 | "Take Five"                                                  | The Dave Brubeck Quartet        |                                              | [ 26 ] |
| 1962 | "(Up a) Lazy River"                                          | Si Zentner                      |                                              | [ 26 ] |
| 1963 | "I Left My Heart in San Francisco"                           | Tony Bennett                    |                                              | [ 27 ] |
| 1963 | "Desafinado"                                                 | Stan Getz & Charlie Byrd        |                                              | [ 27 ] |
| 1963 | "Fly Me to the Moon Bossa Nova"                              | Joe Harnell e His Orchestra     |                                              | [ 27 ] |
| 1963 | "I Can't Stop Loving You"                                    | Ray Charles                     |                                              | [ 27 ] |
| 1963 | "What Kind of Fool Am I?"                                    | Sammy Davis Jr.                 |                                              | [ 27 ] |
| 1964 | "Days of Wine and Roses"                                     | Henry Mancini                   |                                              | [ 28 ] |
| 1964 | "Dominique"                                                  | The Singing Nun                 |                                              | [ 28 ] |
| 1964 | "Happy Days Are Here Again"                                  | Barbra Streisand                |                                              | [ 28 ] |
| 1964 | "I Wanna Be Around"                                          | Tony Bennett                    |                                              | [ 28 ] |
| 1964 | "Wives and Lovers"                                           | Jack Jones                      |                                              | [ 28 ] |
| 1965 | "The Girl From Ipanema"                                      | Stan Getz & Astrud Gilberto     |                                              | [ 29 ] |
| 1965 | "Downtown"                                                   | Petula Clark                    |                                              | [ 29 ] |
| 1965 | "Hello, Dolly!"                                              | Louis Armstrong                 |                                              | [ 29 ] |
| 1965 | "I Want to Hold Your Hand"                                   | The Beatles                     |                                              | [ 29 ] |
| 1965 | "People"                                                     | Barbra Streisand                |                                              | [ 29 ] |
| 1966 | "A Taste of Honey"                                           | Herb Alpert & the Tijuana Brass | Herb Alpert & Jerry Moss, produtores         | [ 30 ] |
| 1966 | "The 'In' Crowd"                                             | Ramsey Lewis Trio               | Esmond Edwards, produtor                     | [ 30 ] |
| 1966 | "King of the Road"                                           | Roger Miller                    | Jerry Kennedy, produtor                      | [ 30 ] |
| 1966 | "The Shadow of Your Smile (Love Theme From "The Sandpiper")" | Tony Bennett                    | Al Stanton & Ernie Altschuler, produtores    | [ 30 ] |
| 1966 | "Yesterday"                                                  | The Beatles                     | George Martin, produtor                      | [ 30 ] |
| 1967 | "Strangers in the Night"                                     | Frank Sinatra                   | Jimmy Bowen, produtor                        | [ 31 ] |
| 1967 | "Almost Persuaded"                                           | David Houston                   | Billy Sherrill, produtor                     | [ 31 ] |
| 1967 | "Monday, Monday"                                             | The Mamas & the Papas           | Lou Adler, produtor                          | [ 31 ] |
| 1967 | "What Now My Love"                                           | Herb Alpert & the Tijuana Brass | Herb Alpert & Jerry Moss, produtores         | [ 31 ] |
| 1967 | "Winchester Cathedral"                                       | The New Vaudeville Band         | Geoff Stephens, produtor                     | [ 31 ] |
| 1968 | "Up, Up and Away"                                            | The 5th Dimension               | Marc Gordon & Johnny Rivers, produtores      | [ 32 ] |
| 1968 | "By the Time I Get to Phoenix"                               | Glen Campbell                   | Al De Lory, produtor                         | [ 32 ] |
| 1968 | "My Cup Runneth Over"                                        | Ed Ames                         | Joe Reisman & Jim Foglesong, produtores      | [ 32 ] |
| 1968 | "Ode to Billie Joe"                                          | Bobbie Gentry                   | Kelly Gordon & Bobby Paris, produtores       | [ 32 ] |
| 1968 | "Somethin' Stupid"                                           | Frank Sinatra & Nancy Sinatra   | Jimmy Bowen & Lee Hazlewood, produtores      | [ 32 ] |
| 1969 | "Mrs. Robinson"                                              | Simon & Garfunkel               | Roy Halee & Simon & Garfunkel, produtores    | [ 33 ] |
| 1969 | "Harper Valley PTA"                                          | Jeannie C. Riley                | Shelby Singleton, produtor                   | [ 33 ] |
| 1969 | "Hey Jude"                                                   | The Beatles                     | George Martin, produtor                      | [ 33 ] |
| 1969 | "Honey"                                                      | Bobby Goldsboro                 | Bob Montgomery & Bobby Goldsboro, produtores | [ 33 ] |
| 1969 | "Wichita Lineman"                                            | Glen Campbell                   | Al De Lory, produtor                         | [ 33 ] |

### Década de 1970

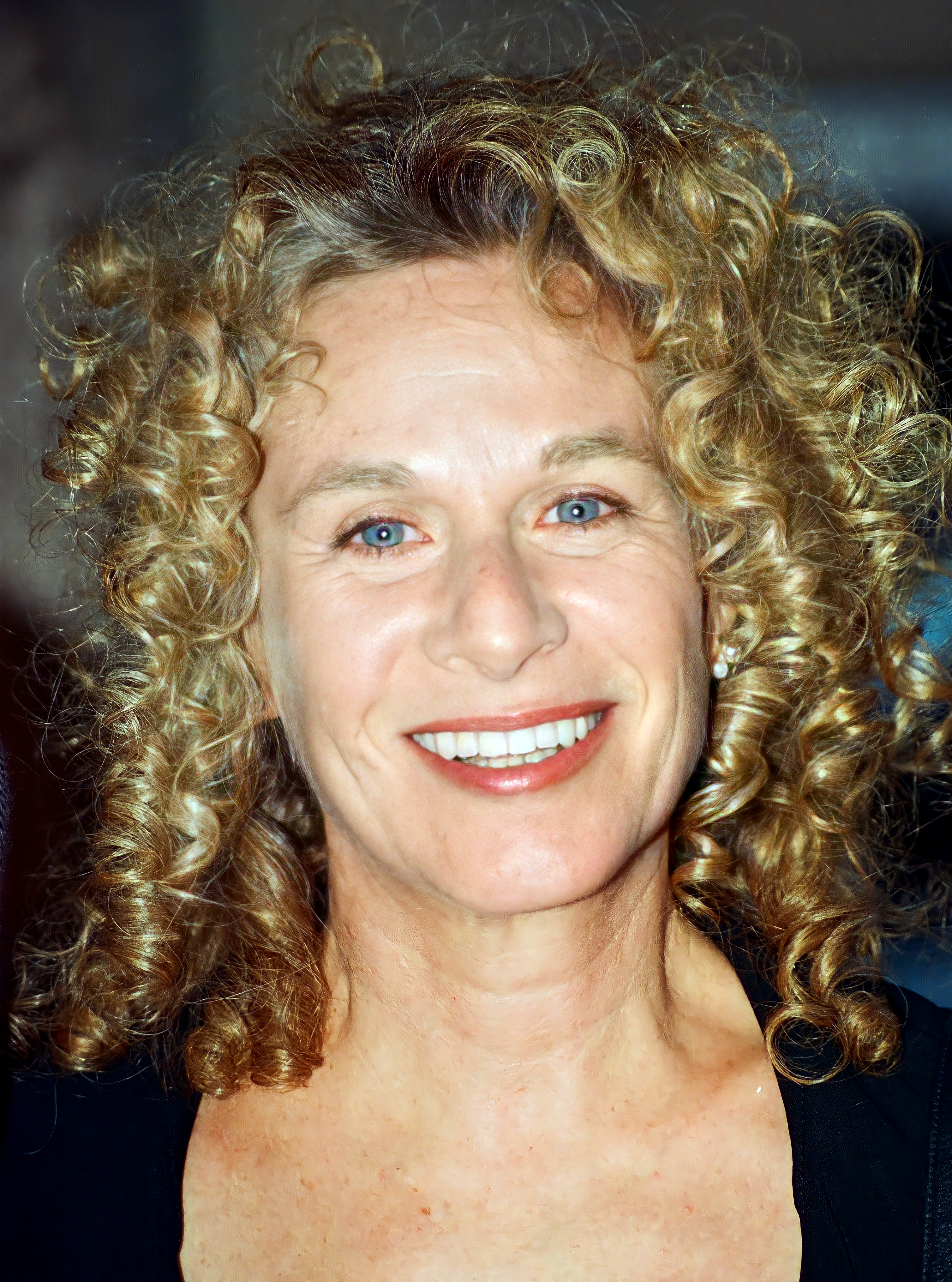
Carole King venceu em 1972.

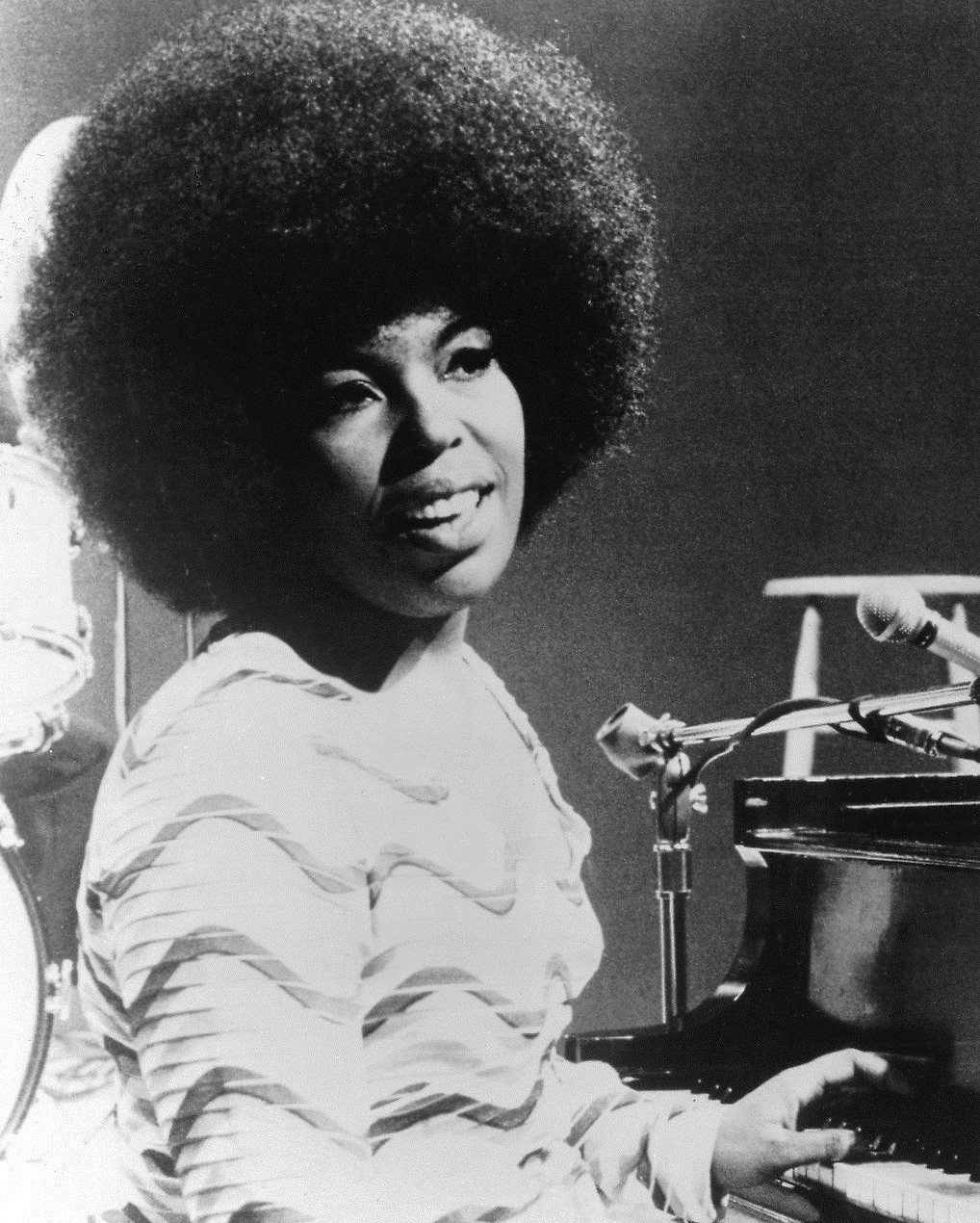
Roberta Flack foi a primeira artista feminina a vencer o prêmio duas vezes (1973 e 1974).

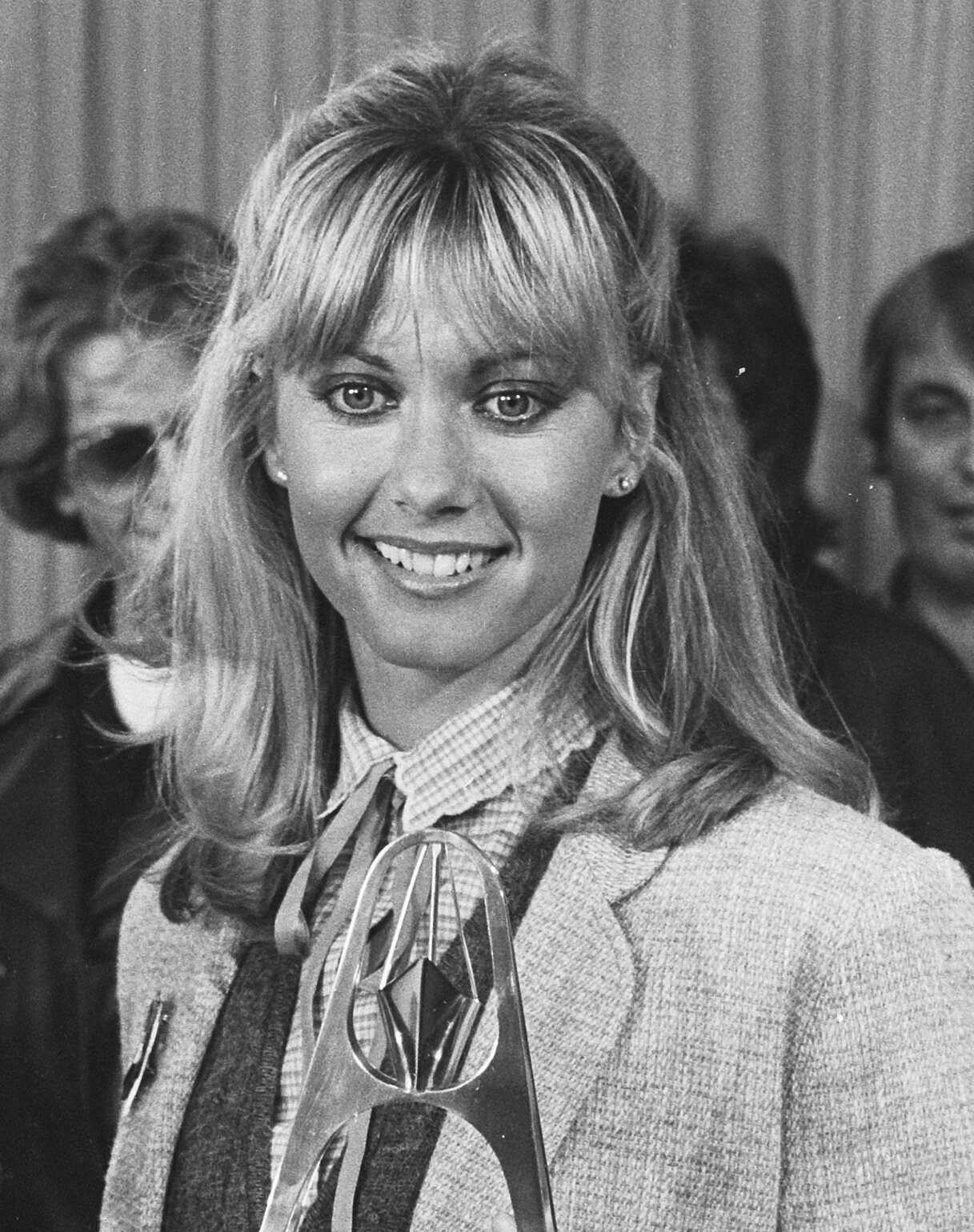
Olivia Newton-John venceu em 1975.

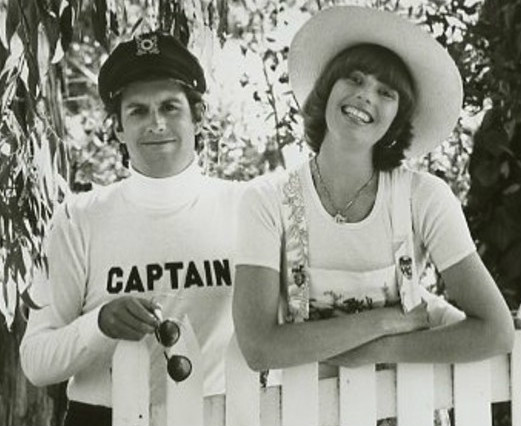
Captain & Tennille venceu em 1976.

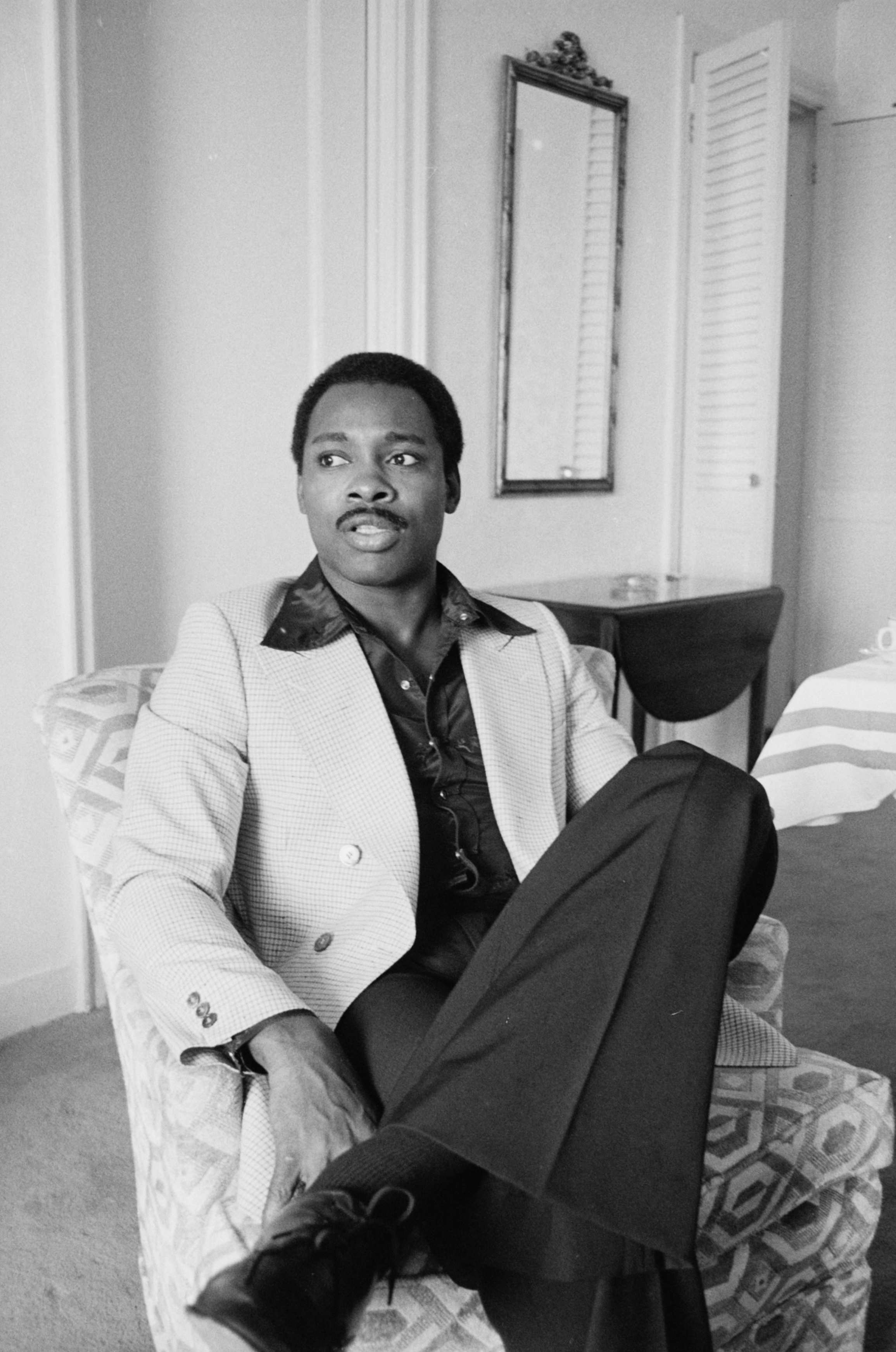
George Benson venceu em 1977.

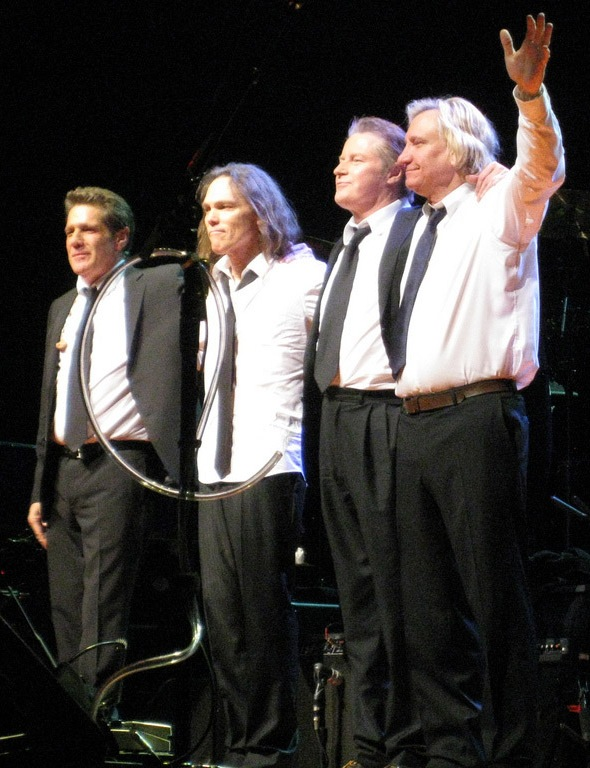
Eagles venceu em 1978.

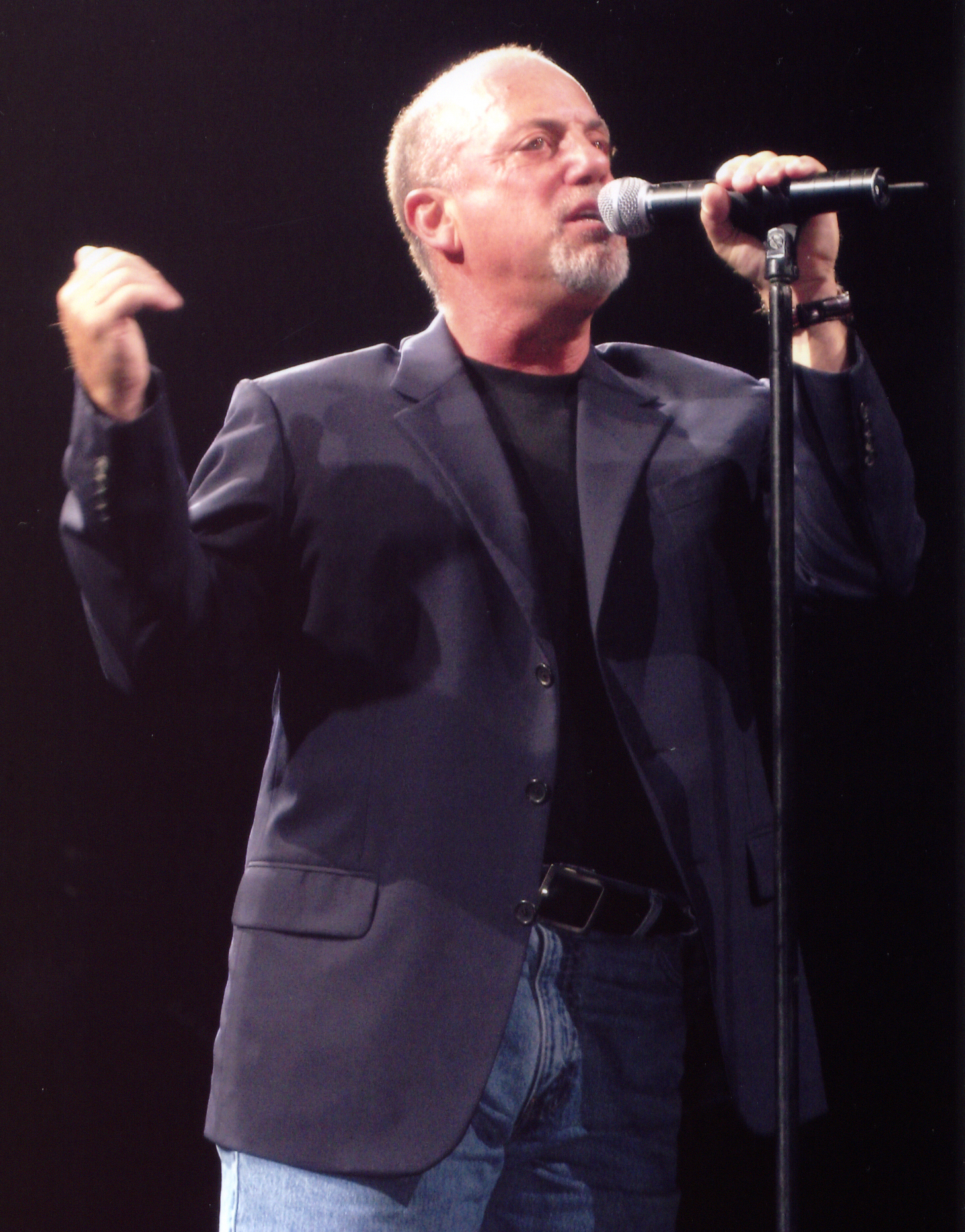
Billy Joel venceu em 1979.

| Ano  | Gravação                                     | Artista(s)           | Equipe de produção                                    | Ref.   |
| ---- | -------------------------------------------- | -------------------- | ----------------------------------------------------- | ------ |
| 1970 | "Aquarius/Let the Sunshine In"               | The 5th Dimension    | Bones Howe, produtor                                  | [ 34 ] |
| 1970 | "A Boy Named Sue"                            | Johnny Cash          | Bob Johnston, produtor                                | [ 34 ] |
| 1970 | "Is That All There Is?"                      | Peggy Lee            | Jerry Leiber & Mike Stoller, produtores               | [ 34 ] |
| 1970 | "Love Theme from Romeo and Juliet"           | Henry Mancini        | Joe Reisman, produtor                                 | [ 34 ] |
| 1970 | "Spinning Wheel"                             | Blood, Sweat & Tears | James Guercio, produtor                               | [ 34 ] |
| 1971 | "Bridge over Troubled Water"                 | Simon & Garfunkel    | Roy Halee & Simon & Garfunkel, produtores             | [ 35 ] |
| 1971 | "(They Long to Be) Close to You"             | The Carpenters       | Jack Daugherty, produtor                              | [ 35 ] |
| 1971 | "Everything Is Beautiful"                    | Ray Stevens          | Ray Stevens, produtor                                 | [ 35 ] |
| 1971 | "Fire and Rain"                              | James Taylor         | Peter Asher, produtor                                 | [ 35 ] |
| 1971 | "Let It Be"                                  | The Beatles          | George Martin, produtor                               | [ 35 ] |
| 1972 | "It's Too Late"                              | Carole King          | Lou Adler, produtor                                   | [ 36 ] |
| 1972 | "Joy to the World"                           | Three Dog Night      | Richard Podolor, produtor                             | [ 36 ] |
| 1972 | "My Sweet Lord"                              | George Harrison      | George Harrison & Phil Spector, produtores            | [ 36 ] |
| 1972 | "Theme from Shaft"                           | Isaac Hayes          | Isaac Hayes, produtor                                 | [ 36 ] |
| 1972 | "You've Got a Friend"                        | James Taylor         | Peter Asher, produtor                                 | [ 36 ] |
| 1973 | "The First Time Ever I Saw Your Face"        | Roberta Flack        | Joel Dorn, produtor                                   | [ 37 ] |
| 1973 | "Alone Again (Naturally)"                    | Gilbert O'Sullivan   | Gordon Mills & Gilbert O'Sullivan, produtores         | [ 37 ] |
| 1973 | "American Pie"                               | Don McLean           | Ed Freeman, produtor                                  | [ 37 ] |
| 1973 | "Song Sung Blue"                             | Neil Diamond         | Tom Catalano & Neil Diamond, produtores               | [ 37 ] |
| 1973 | "Without You"                                | Harry Nilsson        | Richard Perry, produtor                               | [ 37 ] |
| 1974 | "Killing Me Softly with His Song"            | Roberta Flack        | Joel Dorn, produtor                                   | [ 38 ] |
| 1974 | "Bad, Bad Leroy Brown"                       | Jim Croce            | Terry Cashman & Tommy West, produtores                | [ 38 ] |
| 1974 | "Behind Closed Doors"                        | Charlie Rich         | Billy Sherrill, produtor                              | [ 38 ] |
| 1974 | "You Are the Sunshine of My Life"            | Stevie Wonder        | Stevie Wonder, produtor                               | [ 38 ] |
| 1974 | "You're So Vain"                             | Carly Simon          | Richard Perry, produtor                               | [ 38 ] |
| 1975 | "I Honestly Love You"                        | Olivia Newton-John   | John Farrar, produtor                                 | [ 39 ] |
| 1975 | "Don't Let the Sun Go Down on Me"            | Elton John           | Gus Dudgeon, produtor                                 | [ 39 ] |
| 1975 | "Feel Like Makin' Love"                      | Roberta Flack        | Rubina Flake, produtor                                | [ 39 ] |
| 1975 | "Help Me"                                    | Joni Mitchell        | Joni Mitchell & Henry Lewy, produtores                | [ 39 ] |
| 1975 | "Midnight at the Oasis"                      | Maria Muldaur        | Joe Boyd & Lenny Waronker, produtores                 | [ 39 ] |
| 1976 | "Love Will Keep Us Together"                 | Captain & Tennille   | Daryl Dragon, produtor                                | [ 40 ] |
| 1976 | "At Seventeen"                               | Janis Ian            | Brooks Arthur, produtor                               | [ 40 ] |
| 1976 | "Lyin' Eyes"                                 | Eagles               | Bill Szymczyk, produtor                               | [ 40 ] |
| 1976 | "Mandy"                                      | Barry Manilow        | Ron Dante, Barry Manilow & Clive Davis, produtores    | [ 40 ] |
| 1976 | "Rhinestone Cowboy"                          | Glen Campbell        | Dennis Lambert & Brian Potter, produtores             | [ 40 ] |
| 1977 | "This Masquerade"                            | George Benson        | Tommy LiPuma, produtor                                | [ 41 ] |
| 1977 | "Afternoon Delight"                          | Starland Vocal Band  | Milt Okun, produtor                                   | [ 41 ] |
| 1977 | "50 Ways to Leave Your Lover"                | Paul Simon           | Paul Simon & Phil Ramone, produtores                  | [ 41 ] |
| 1977 | "I Write the Songs"                          | Barry Manilow        | Ron Dante & Barry Manilow, produtores                 | [ 41 ] |
| 1977 | "If You Leave Me Now"                        | Chicago              | James Guercio, produtor                               | [ 41 ] |
| 1978 | "Hotel California"                           | Eagles               | Bill Szymczyk, produtor                               | [ 42 ] |
| 1978 | "Blue Bayou"                                 | Linda Ronstadt       | Peter Asher, produtor                                 | [ 42 ] |
| 1978 | "Don't It Make My Brown Eyes Blue"           | Crystal Gayle        | Allen Reynolds, produtor                              | [ 42 ] |
| 1978 | "Evergreen (Love Theme from A Star Is Born)" | Barbra Streisand     | Barbra Streisand & Phil Ramone, produtores            | [ 42 ] |
| 1978 | "You Light Up My Life"                       | Debby Boone          | Joe Brooks, produtor                                  | [ 42 ] |
| 1979 | "Just the Way You Are"                       | Billy Joel           | Phil Ramone, produtor                                 | [ 43 ] |
| 1979 | "Baker Street"                               | Gerry Rafferty       | Hugh Murphy & Gerry Rafferty, produtores              | [ 43 ] |
| 1979 | "Feels So Good"                              | Chuck Mangione       | Chuck Mangione, produtor                              | [ 43 ] |
| 1979 | "Stayin' Alive"                              | Bee Gees             | Bee Gees, Albhy Galuten & Karl Richardson, produtores | [ 43 ] |
| 1979 | "You Needed Me"                              | Anne Murray          | Jim Ed Norman, produtor                               | [ 43 ] |

### Década de 1980

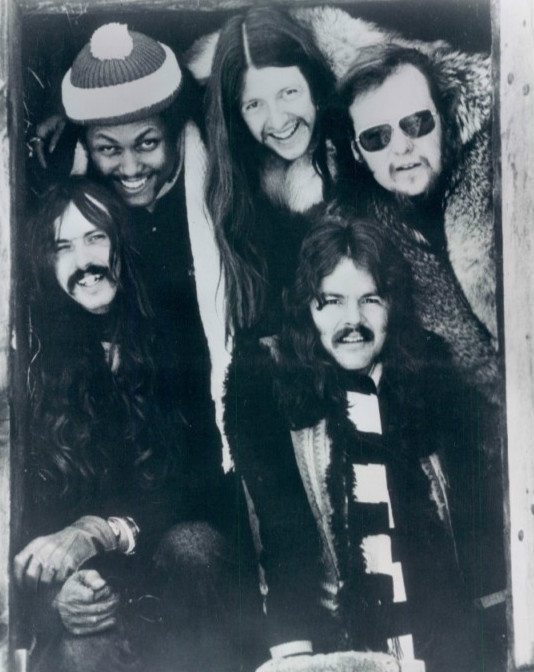
The Doobie Brothers venceu em 1980.

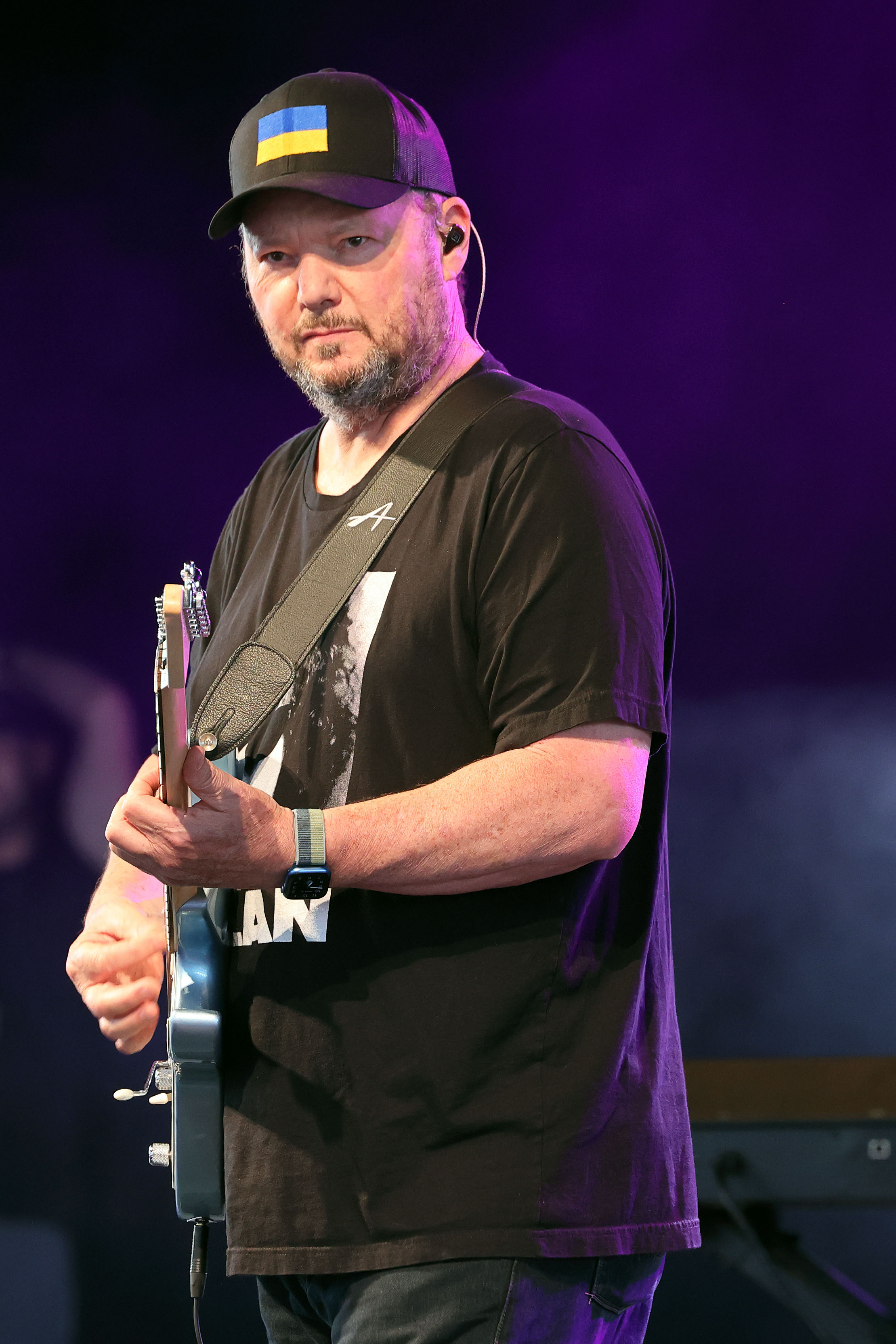
Christopher Cross venceu em 1981.

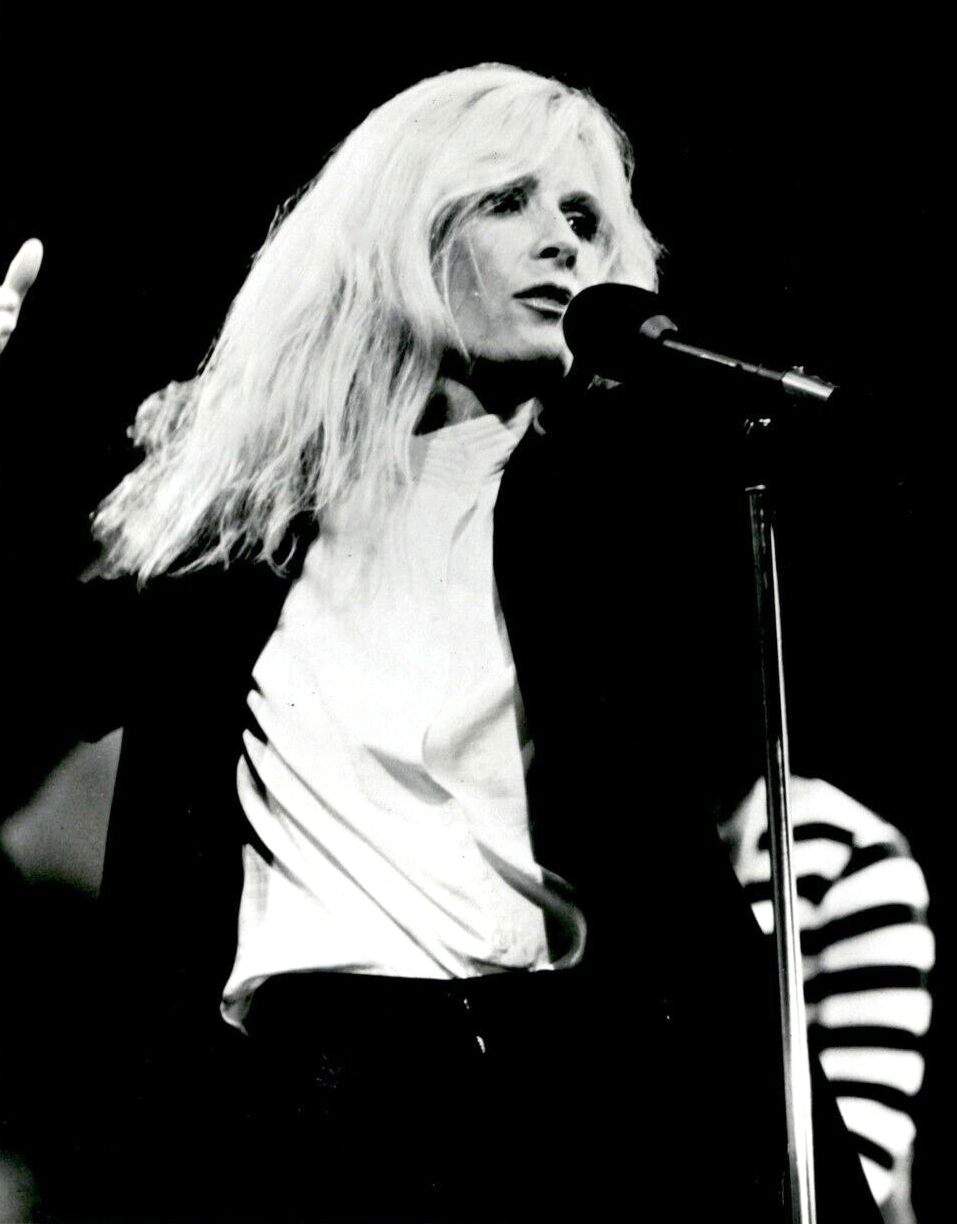
Kim Carnes venceu em 1982.

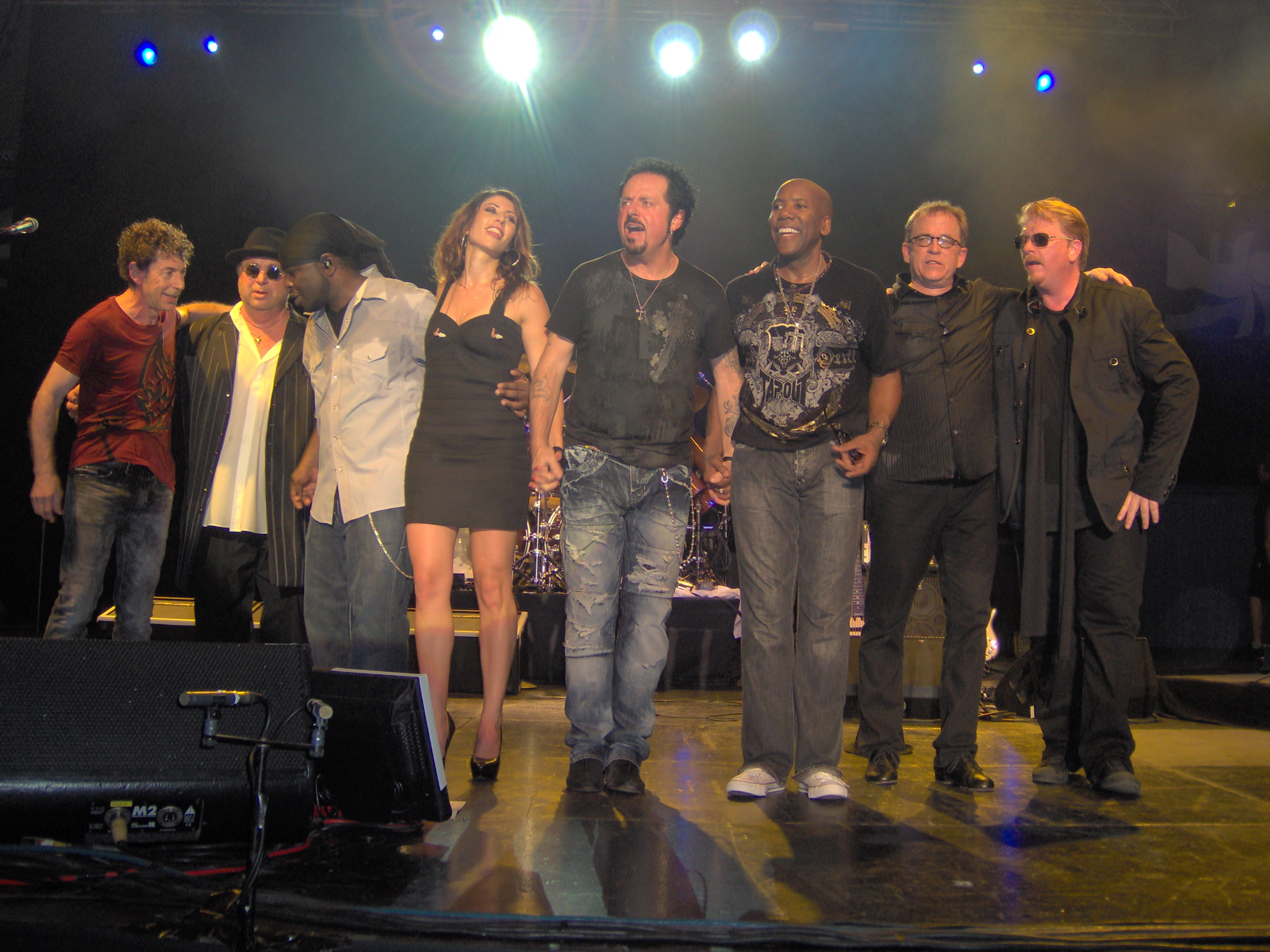
Toto venceu em 1983.

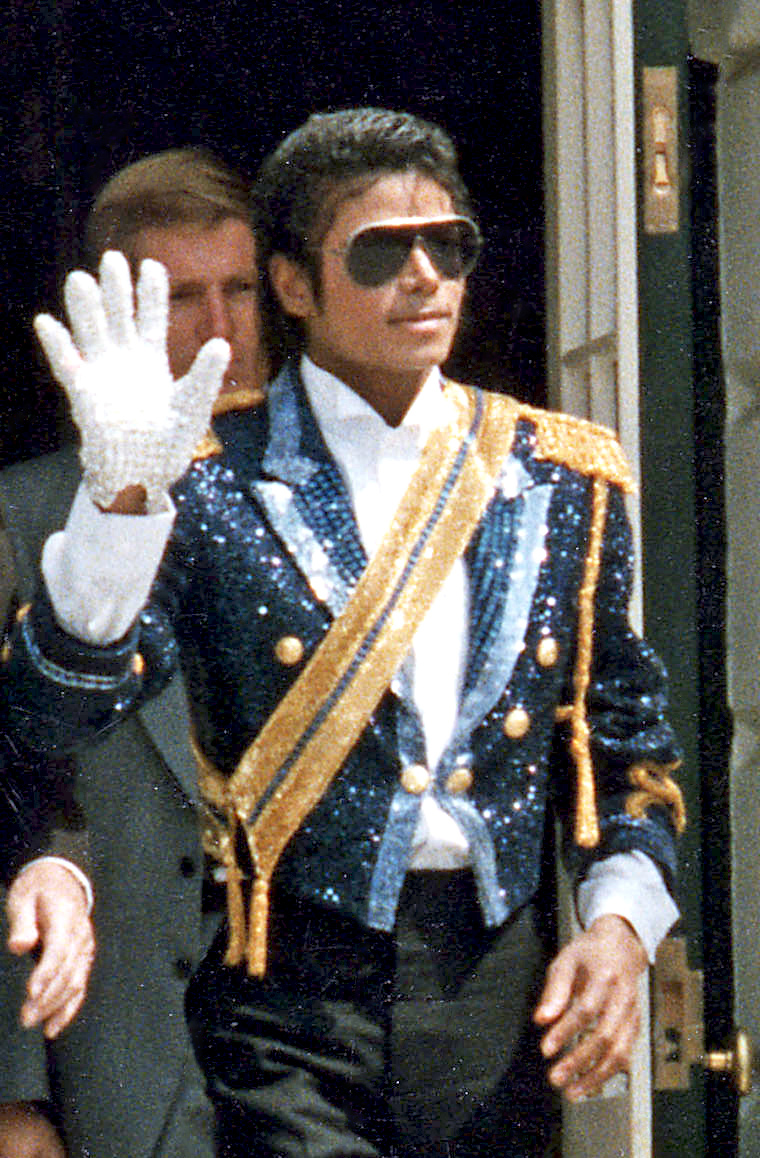
Michael Jackson venceu em 1984.

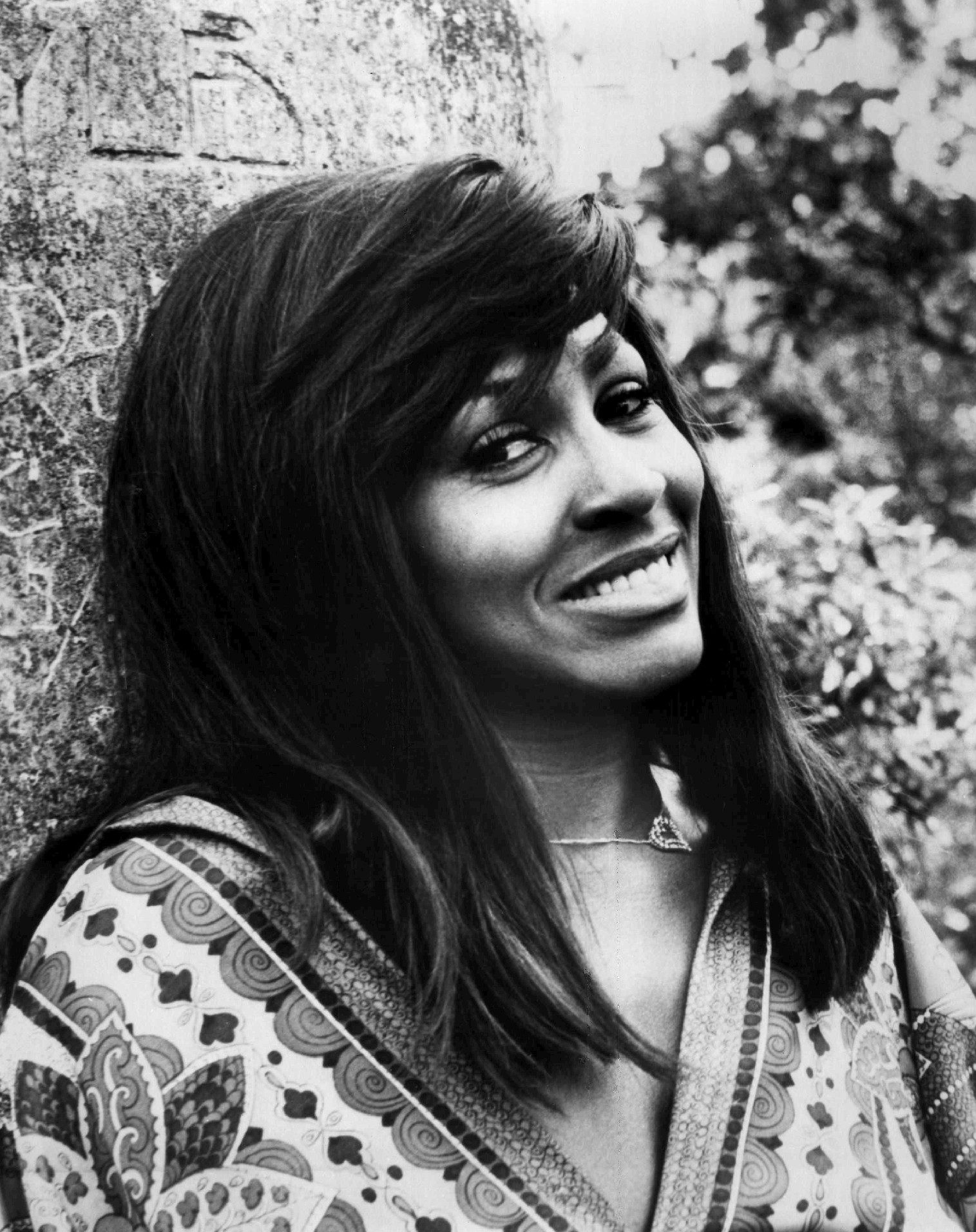
Tina Turner venceu em 1985.

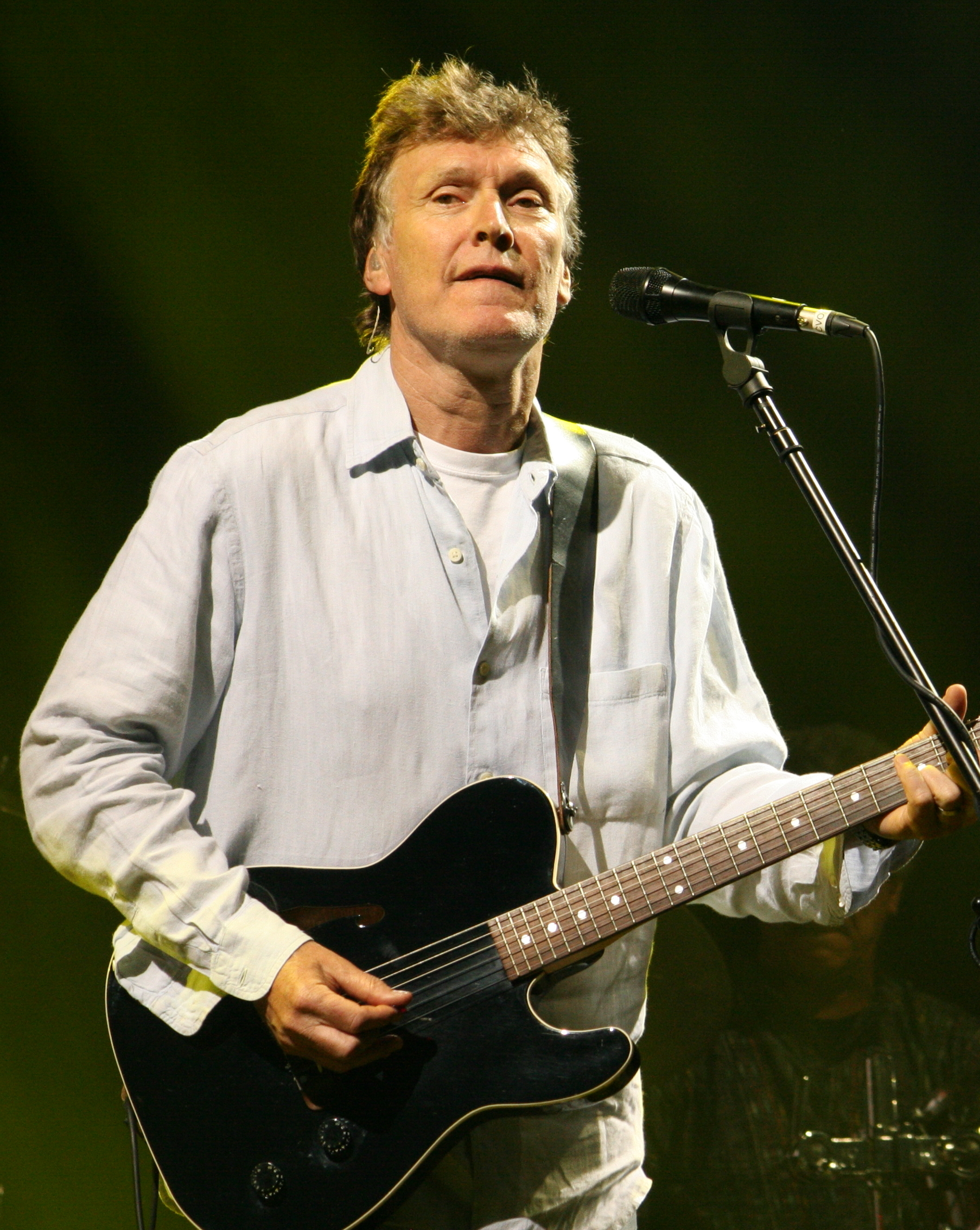
Steve Winwood venceu em 1987.

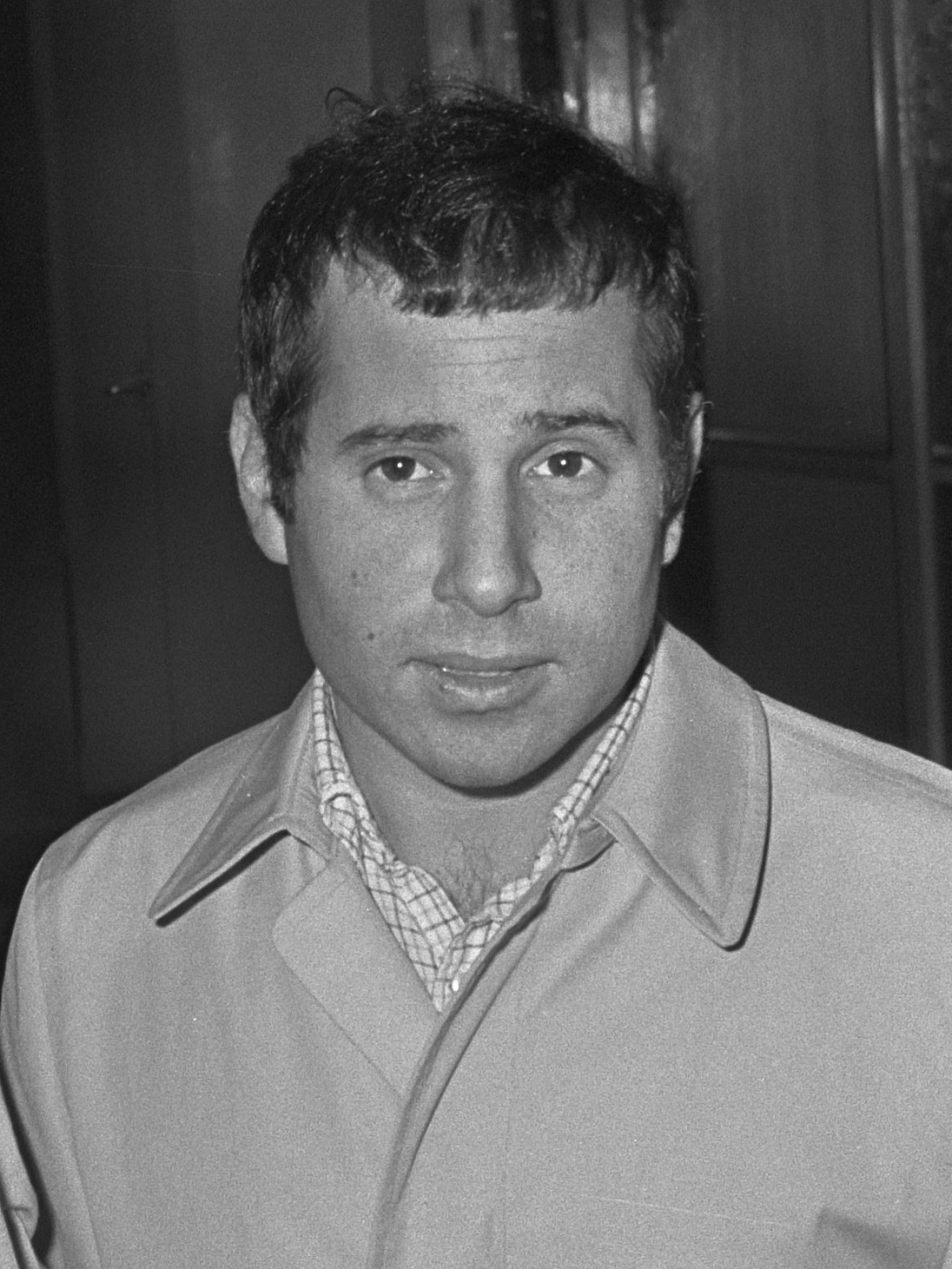
Paul Simon venceu três vezes ("Mrs. Robinson" em 1969, "Bridge Over Troubled Water" em 1971, ambos como parte de Simon & Garfunkel; e "Graceland" em 1988).

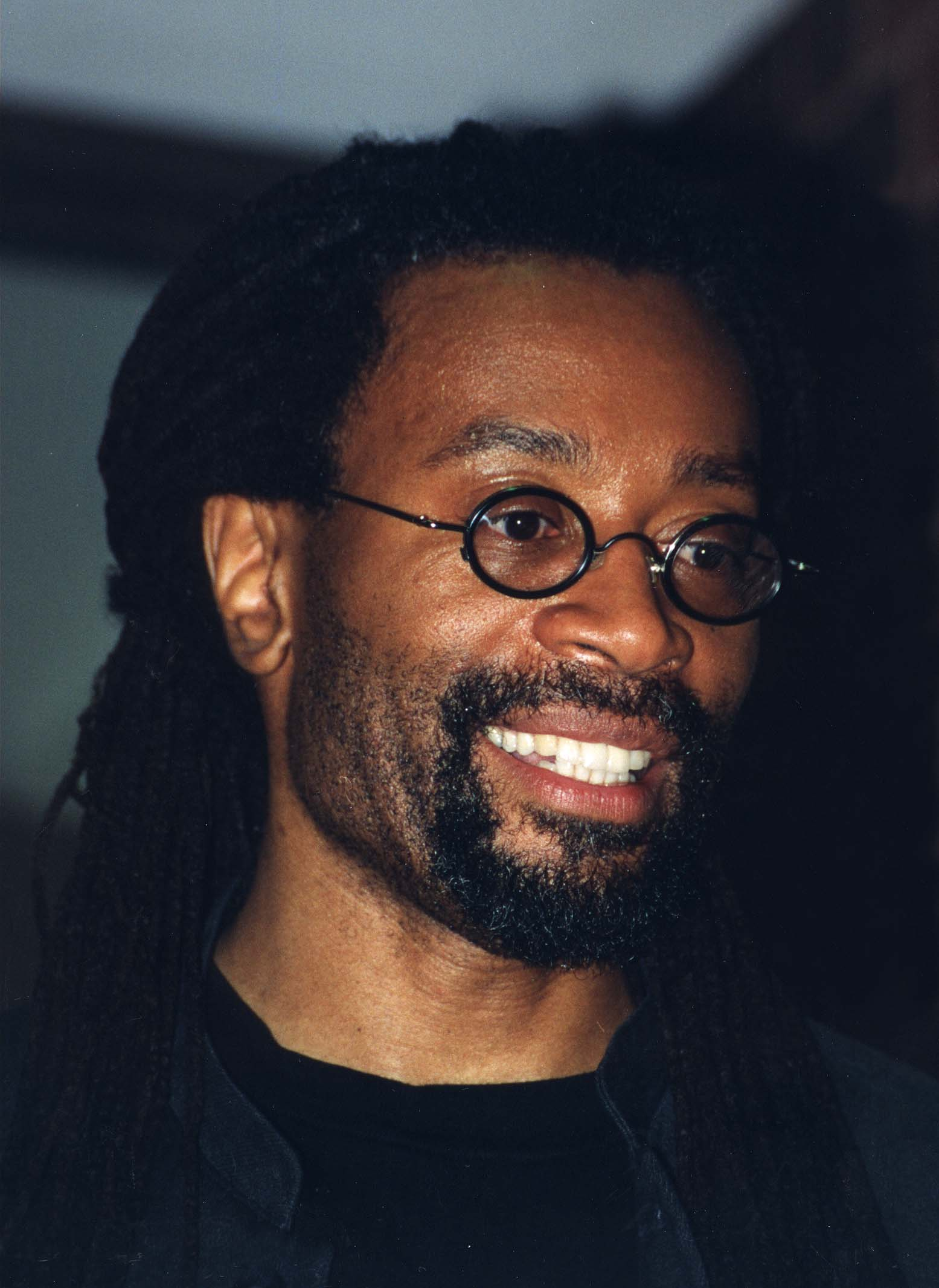
Bobby McFerrin venceu em 1989.

| Ano  | Gravação                                     | Artista(s)                                                           | Equipe de produção                                                       | Ref.   |
| ---- | -------------------------------------------- | -------------------------------------------------------------------- | ------------------------------------------------------------------------ | ------ |
| 1980 | "What a Fool Believes"                       | The Doobie Brothers                                                  | Ted Templeman, produtor                                                  | [ 44 ] |
| 1980 | "After the Love Has Gone"                    | Earth, Wind & Fire                                                   | Maurice White, produtor                                                  | [ 44 ] |
| 1980 | "The Gambler"                                | Kenny Rogers                                                         | Larry Butler, produtor                                                   | [ 44 ] |
| 1980 | "I Will Survive"                             | Gloria Gaynor                                                        | Freddie Perren & Dino Fekaris, produtores                                | [ 44 ] |
| 1980 | "You Don't Bring Me Flowers"                 | Barbra Streisand & Neil Diamond                                      | Bob Gaudio, produtor                                                     | [ 44 ] |
| 1981 | "Sailing"                                    | Christopher Cross                                                    | Michael Omartian, produtor                                               | [ 45 ] |
| 1981 | "Lady"                                       | Kenny Rogers                                                         | Lionel Richie, produtor                                                  | [ 45 ] |
| 1981 | "The Rose"                                   | Bette Midler                                                         | Paul A. Rothchild, produtor                                              | [ 45 ] |
| 1981 | "Theme from New York, New York"              | Frank Sinatra                                                        | Sonny Burke, produtor                                                    | [ 45 ] |
| 1981 | "Woman in Love"                              | Barbra Streisand                                                     | Gibb-Galuten-Richardson, produtores                                      | [ 45 ] |
| 1982 | "Bette Davis Eyes"                           | Kim Carnes                                                           | Val Garay, produtor                                                      | [ 46 ] |
| 1982 | "Arthur's Theme (Best That You Can Do)"      | Christopher Cross                                                    | Michael Omartian, produtor                                               | [ 46 ] |
| 1982 | "Endless Love"                               | Diana Ross & Lionel Richie                                           | Lionel Richie, produtor                                                  | [ 46 ] |
| 1982 | "Just the Two of Us"                         | Grover Washington Jr. with Bill Withers                              | Ralph MacDonald & Grover Washington Jr., produtores                      | [ 46 ] |
| 1982 | "(Just Like) Starting Over"                  | John Lennon                                                          | John Lennon, Yoko Ono & Jack Douglas, produtores                         | [ 46 ] |
| 1983 | "Rosanna"                                    | Toto                                                                 | Toto, produtores                                                         | [ 47 ] |
| 1983 | "Always on My Mind"                          | Willie Nelson                                                        | Chips Moman, produtor                                                    | [ 47 ] |
| 1983 | "Chariots of Fire"                           | Vangelis                                                             | Vangelis, produtor                                                       | [ 47 ] |
| 1983 | "Ebony and Ivory"                            | Paul McCartney & Stevie Wonder                                       | George Martin, produtor                                                  | [ 47 ] |
| 1983 | "Steppin' Out"                               | Joe Jackson                                                          | David Kershenbaum & Joe Jackson, produtores                              | [ 47 ] |
| 1984 | "Beat It"                                    | Michael Jackson                                                      | Michael Jackson & Quincy Jones, produtores                               | [ 48 ] |
| 1984 | "All Night Long (All Night)"                 | Lionel Richie                                                        | Lionel Richie & James Anthony Carmichael, produtores                     | [ 48 ] |
| 1984 | "Every Breath You Take"                      | The Police                                                           | The Police & Hugh Padgham, produtores                                    | [ 48 ] |
| 1984 | "Flashdance... What a Feeling"               | Irene Cara                                                           | Giorgio Moroder, produtor                                                | [ 48 ] |
| 1984 | "Maniac"                                     | Michael Sembello                                                     | Phil Ramone & Michael Sembello, produtores                               | [ 48 ] |
| 1985 | "What's Love Got to Do with It"              | Tina Turner                                                          | Terry Britten, produtor                                                  | [ 49 ] |
| 1985 | "Dancing in the Dark"                        | Bruce Springsteen                                                    | Jon Landau, Chuck Plotkin, Little Steven & Bruce Springsteen, produtores | [ 49 ] |
| 1985 | "Girls Just Want to Have Fun"                | Cyndi Lauper                                                         | Rick Chertoff, produtor                                                  | [ 49 ] |
| 1985 | "Hard Habit to Break"                        | Chicago                                                              | David Foster, produtor                                                   | [ 49 ] |
| 1985 | "The Heart of Rock & Roll"                   | Huey Lewis and the News                                              | Huey Lewis and the News, produtores                                      | [ 49 ] |
| 1986 | "We Are the World"                           | USA for Africa                                                       | Quincy Jones, produtor                                                   | [ 50 ] |
| 1986 | "Born in the U.S.A."                         | Bruce Springsteen                                                    | Jon Landau, Chuck Plotkin, Little Steven & Bruce Springsteen, produtores | [ 50 ] |
| 1986 | "The Boys of Summer"                         | Don Henley                                                           | Don Henley, Danny Kortchmar, Greg Ladanyi & Mike Campbell, produtores    | [ 50 ] |
| 1986 | "Money for Nothing"                          | Dire Straits                                                         | Neil Dorfsman & Mark Knopfler, produtores                                | [ 50 ] |
| 1986 | "The Power of Love"                          | Huey Lewis and the News                                              | Huey Lewis and the News, produtores                                      | [ 50 ] |
| 1987 | "Higher Love"                                | Steve Winwood                                                        | Russ Titelman & Steve Winwood, produtores                                | [ 51 ] |
| 1987 | "Addicted to Love"                           | Robert Palmer                                                        | Bernard Edwards, produtor                                                | [ 51 ] |
| 1987 | "Greatest Love of All"                       | Whitney Houston                                                      | Michael Masser, produtor                                                 | [ 51 ] |
| 1987 | "Sledgehammer"                               | Peter Gabriel                                                        | Peter Gabriel & Daniel Lanois, produtores                                | [ 51 ] |
| 1987 | "That's What Friends Are For"                | Dionne Warwick & Friends (Elton John, Gladys Knight & Stevie Wonder) | Burt Bacharach & Carole Bayer Sager, produtores                          | [ 51 ] |
| 1988 | "Graceland"                                  | Paul Simon                                                           | Paul Simon, produtor                                                     | [ 52 ] |
| 1988 | "Back in the High Life Again"                | Steve Winwood                                                        | Russ Titelman & Steve Winwood, produtores                                | [ 52 ] |
| 1988 | "La Bamba"                                   | Los Lobos                                                            | Los Lobos & Mitchell Froom, produtores                                   | [ 52 ] |
| 1988 | "I Still Haven't Found What I'm Looking For" | U2                                                                   | Brian Eno & Daniel Lanois, produtores                                    | [ 52 ] |
| 1988 | "Luka"                                       | Suzanne Vega                                                         | Steve Addabbo & Lenny Kaye, produtores                                   | [ 52 ] |
| 1989 | "Don't Worry, Be Happy"                      | Bobby McFerrin                                                       | Linda Goldstein, produtor                                                | [ 53 ] |
| 1989 | "Fast Car"                                   | Tracy Chapman                                                        | David Kershenbaum, produtor                                              | [ 53 ] |
| 1989 | "Giving You the Best That I Got"             | Anita Baker                                                          | Michael J. Powell, produtor                                              | [ 53 ] |
| 1989 | "Man in the Mirror"                          | Michael Jackson                                                      | Michael Jackson & Quincy Jones, produtores                               | [ 53 ] |
| 1989 | "Roll with It"                               | Steve Winwood                                                        | Steve Winwood & Tom Lord-Alge, produtores                                | [ 53 ] |

### Década de 1990

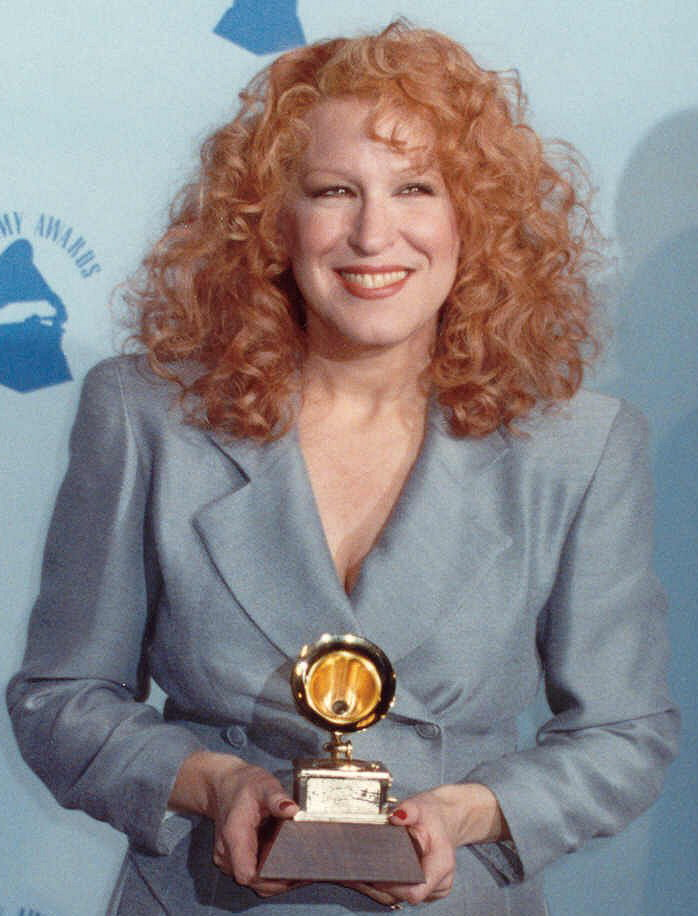
Bette Midler venceu em 1990.

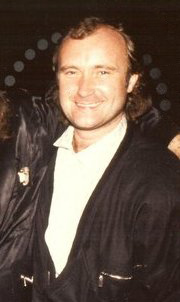
Phil Collins venceu em 1991.

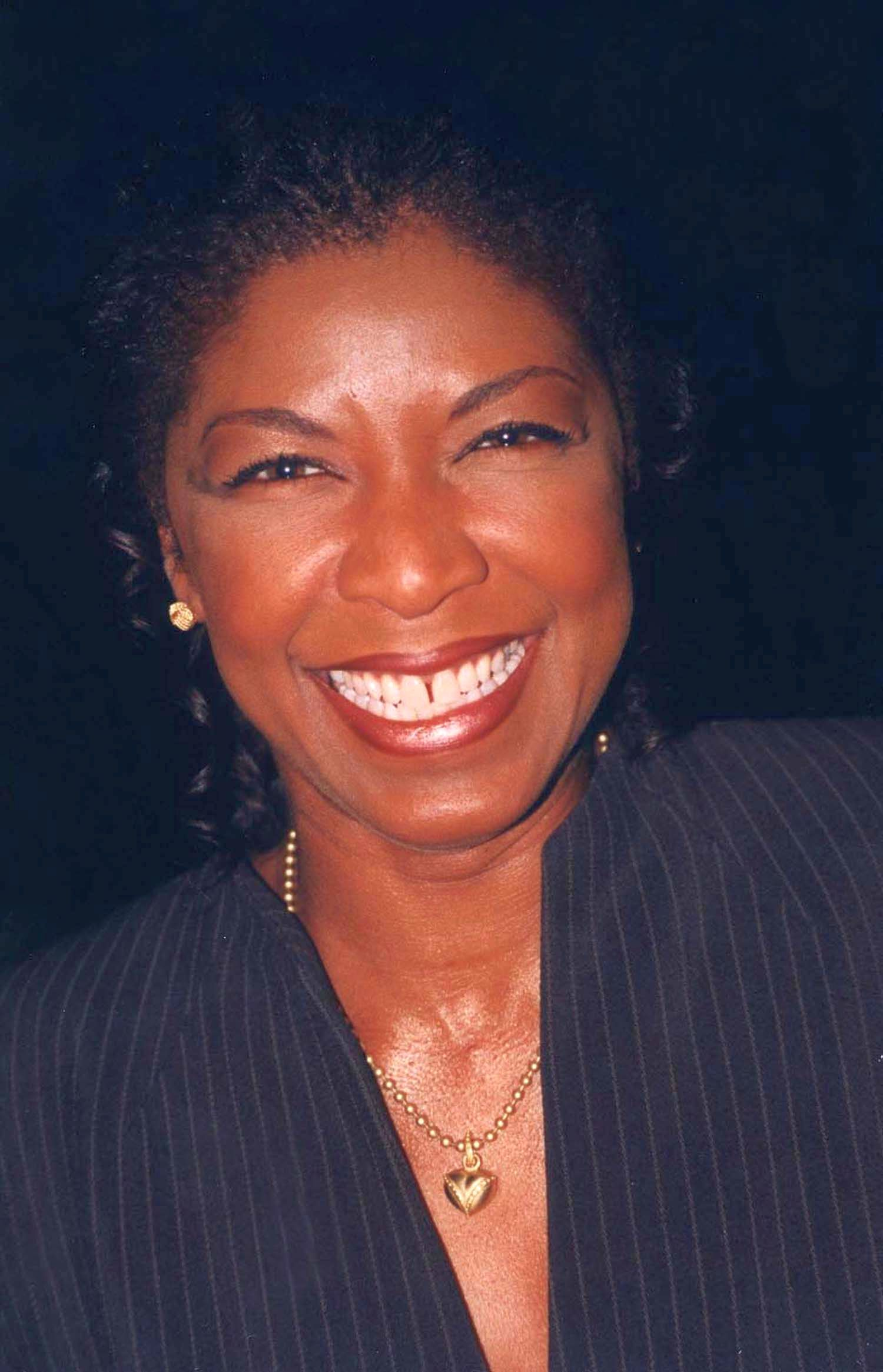
Natalie Cole venceu em 1992.

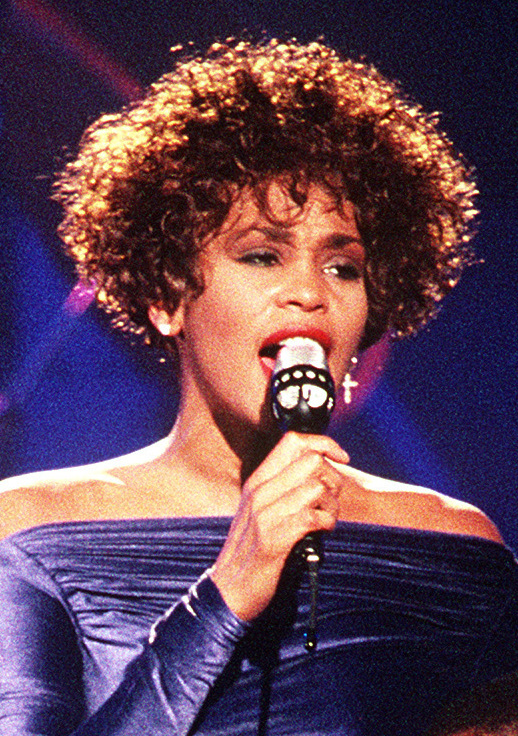
Whitney Houston venceu em 1994.

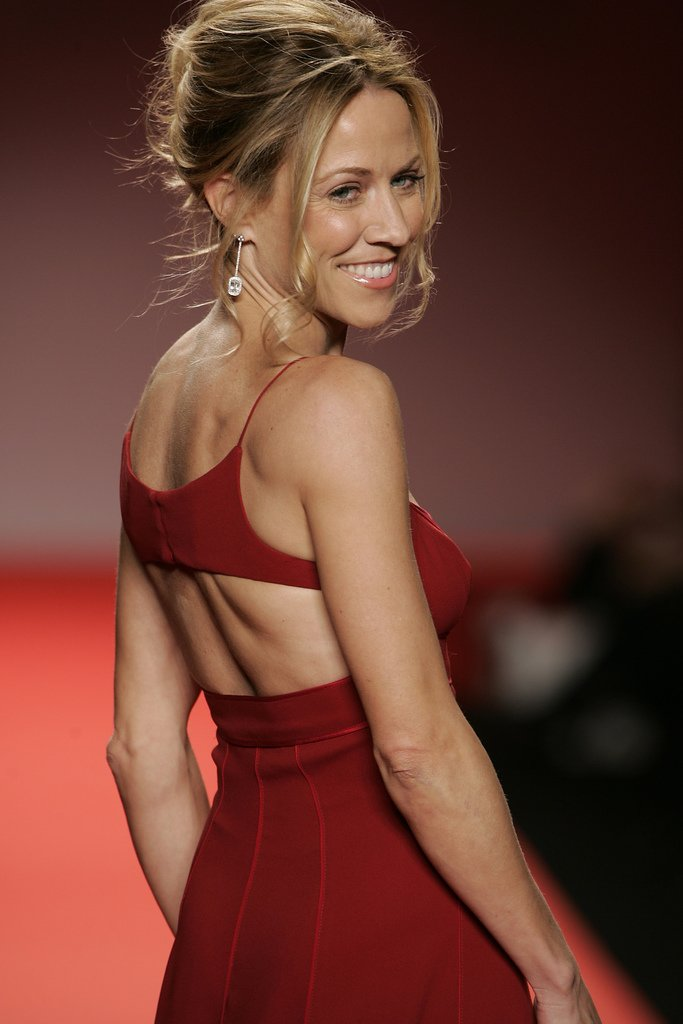
Sheryl Crow venceu em 1995.

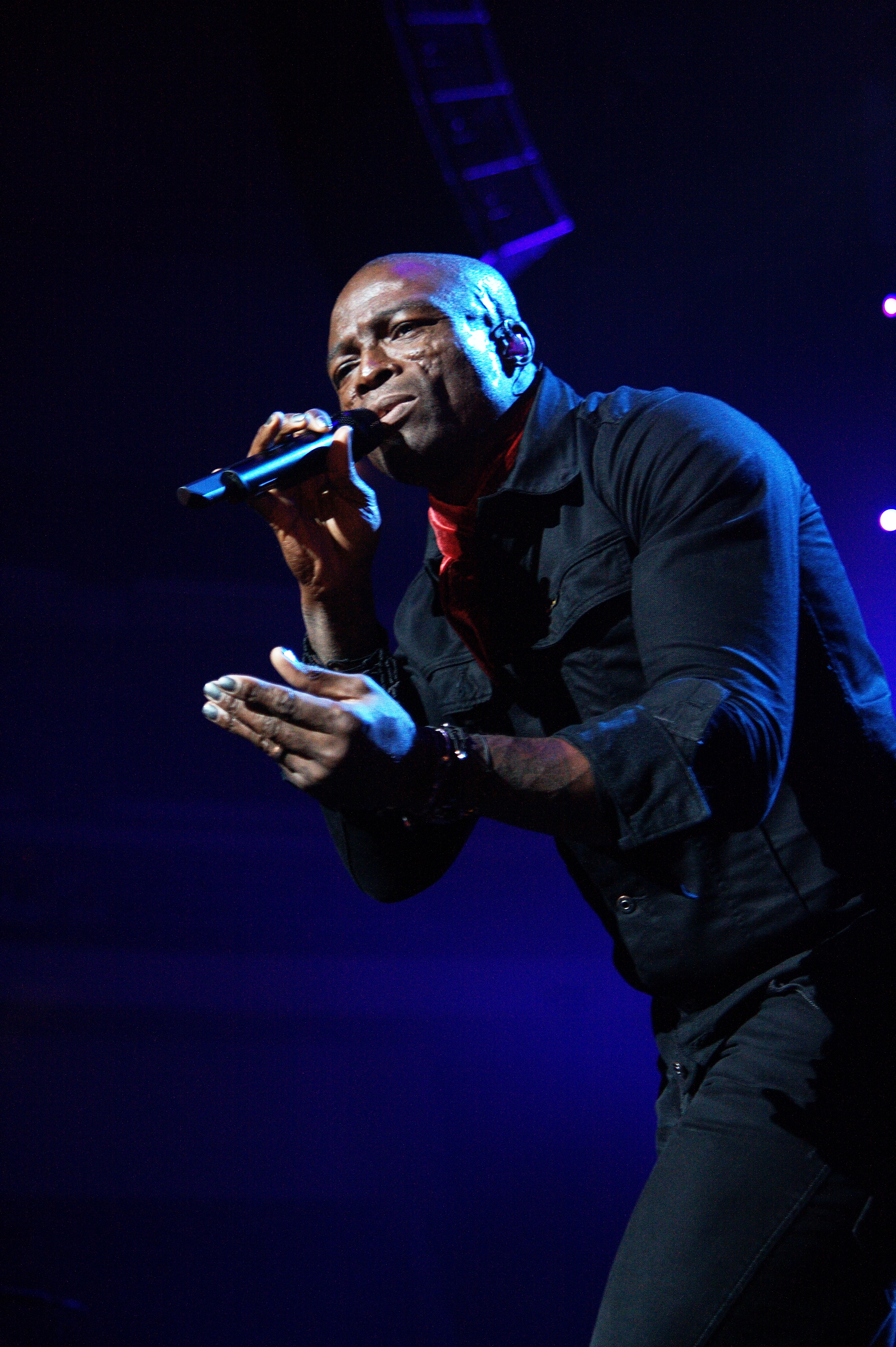
Seal venceu em 1996.

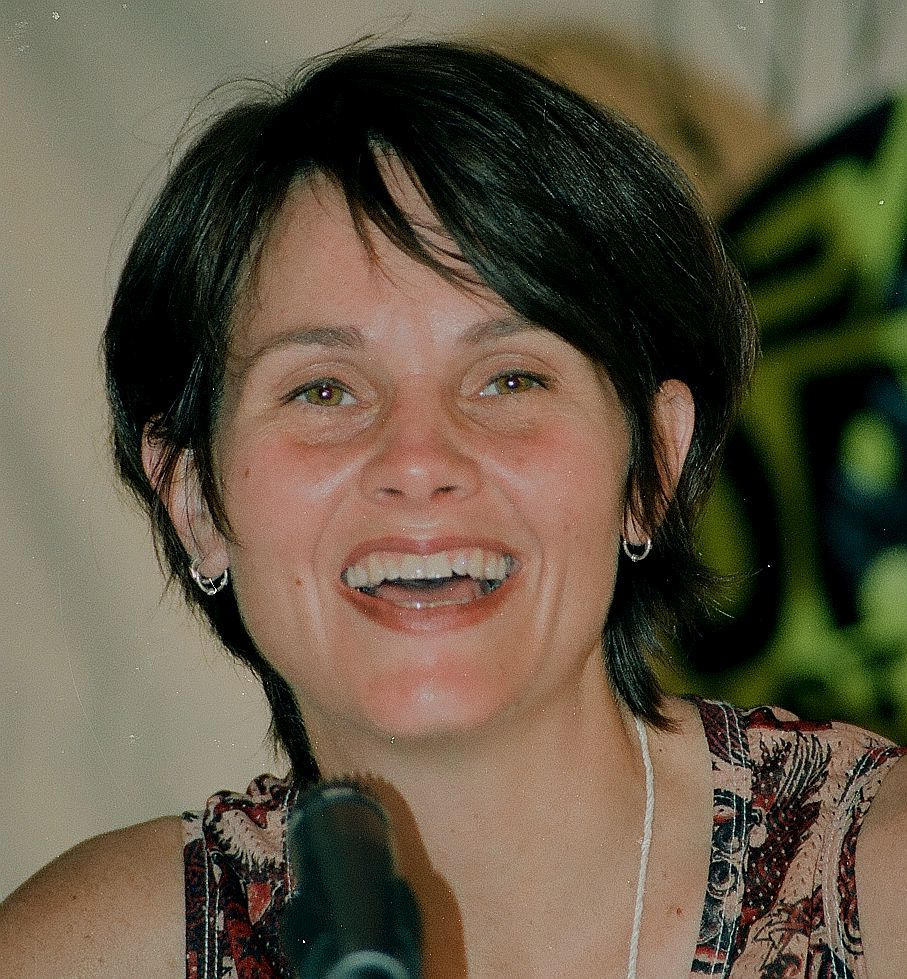
Shawn Colvin venceu em 1998.

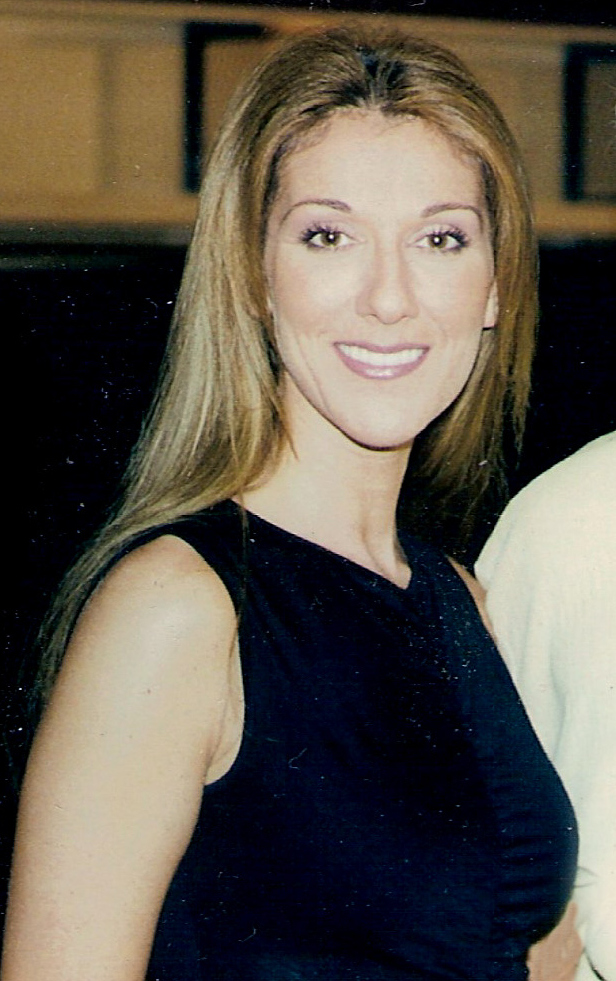
Céline Dion venceu em 1999.

| Ano  | Gravação                            | Artista(s)                       | Equipe de produção | Ref.   |
| ---- | ----------------------------------- | -------------------------------- | --- | ------ |
| 1990 | "Wind Beneath My Wings"             | Bette Midler                     | Arif Mardin, produtores | [ 54 ] |
| 1990 | "The End of the Innocence"          | Don Henley                       | Don Henley & Bruce Hornsby, produtores | [ 54 ] |
| 1990 | "The Living Years"                  | Mike + The Mechanics             | Christopher Neil & Mike Rutherford, produtores                                                                                                 | [ 54 ] |
| 1990 | "She Drives Me Crazy"               | Fine Young Cannibals             | David Z & Fine Young Cannibals, produtores | [ 54 ] |
| 1990 | "We Didn't Start the Fire"          | Billy Joel                       | Mick Jones & Billy Joel, produtores | [ 54 ] |
| 1991 | "Another Day in Paradise"           | Phil Collins                     | Hugh Padgham & Phil Collins, produtores | [ 55 ] |
| 1991 | "From a Distance"                   | Bette Midler                     | Arif Mardin, produtores | [ 55 ] |
| 1991 | "Nothing Compares 2 U"              | Sinéad O'Connor                  | Sinéad O'Connor & Nellee Hooper, produtores | [ 55 ] |
| 1991 | "U Can't Touch This"                | MC Hammer                        | MC Hammer, produtores | [ 55 ] |
| 1991 | "Vision of Love"                    | Mariah Carey                     | Rhett Lawrence & Narada Michael Walden, produtores                                                                                             | [ 55 ] |
| 1992 | "Unforgettable"                     | Natalie Cole (com Nat King Cole) | David Foster, produtores | [ 56 ] |
| 1992 | "Baby Baby"                         | Amy Grant                        | Keith Thomas, produtores | [ 56 ] |
| 1992 | "(Everything I Do) I Do It for You" | Bryan Adams                      | Robert John "Mutt" Lange, produtores | [ 56 ] |
| 1992 | "Losing My Religion"                | R.E.M.                           | Scott Litt & R.E.M., produtores | [ 56 ] |
| 1992 | "Something to Talk About"           | Bonnie Raitt                     | Bonnie Raitt & Don Was, produtores | [ 56 ] |
| 1993 | "Tears in Heaven"                   | Eric Clapton                     | Russ Titelman, produtores | [ 57 ] |
| 1993 | "Achy Breaky Heart"                 | Billy Ray Cyrus                  | Joe Scaife & Jim Cotton, produtores | [ 57 ] |
| 1993 | "Beauty and the Beast"              | Celine Dion & Peabo Bryson       | Walter Afanasieff, produtores | [ 57 ] |
| 1993 | "Constant Craving"                  | K. d. lang                       | Greg Penny, Ben Mink & k.d. lang, produtores                                                                                                   | [ 57 ] |
| 1993 | "Save the Best for Last"            | Vanessa Williams                 | Keith Thomas, produtores | [ 57 ] |
| 1994 | "I Will Always Love You"            | Whitney Houston                  | David Foster, produtores | [ 58 ] |
| 1994 | "Harvest Moon"                      | Neil Young                       | Neil Young & Ben Keith, produtores | [ 58 ] |
| 1994 | "If I Ever Lose My Faith in You"    | Sting                            | Sting & Hugh Padgham, produtores | [ 58 ] |
| 1994 | "The River of Dreams"               | Billy Joel                       | Joe Nicolo & Danny Kortchmar, produtores | [ 58 ] |
| 1994 | "A Whole New World"                 | Peabo Bryson & Regina Belle      | Walter Afanasieff, produtores | [ 58 ] |
| 1995 | "All I Wanna Do"                    | Sheryl Crow                      | Bill Bottrell, produtores | [ 59 ] |
| 1995 | "He Thinks He'll Keep Her"          | Mary Chapin Carpenter            | Mary Chapin Carpenter & John Jennings, produtores                                                                                              | [ 59 ] |
| 1995 | "I'll Make Love to You"             | Boyz II Men                      | Babyface, produtores | [ 59 ] |
| 1995 | "Love Sneakin' Up On You"           | Bonnie Raitt                     | Don Was & Bonnie Raitt, produtores | [ 59 ] |
| 1995 | "Streets of Philadelphia"           | Bruce Springsteen                | Bruce Springsteen & Chuck Plotkin, produtores                                                                                                  | [ 59 ] |
| 1996 | "Kiss from a Rose"                  | Seal                             | Trevor Horn, produtores | [ 60 ] |
| 1996 | "Gangsta's Paradise"                | Coolio                           | Doug Rasheed, produtores | [ 60 ] |
| 1996 | "One of Us"                         | Joan Osborne                     | Rick Chertoff, produtores | [ 60 ] |
| 1996 | "One Sweet Day"                     | Mariah Carey & Boyz II Men       | Mariah Carey & Walter Afanasieff, produtores                                                                                                   | [ 60 ] |
| 1996 | "Waterfalls"                        | TLC                              | Patrick Brown, Rico Wade & Ray Murray, produtores                                                                                              | [ 60 ] |
| 1997 | "Change the World"                  | Eric Clapton                     | Babyface, produtores | [ 61 ] |
| 1997 | "1979"                              | The Smashing Pumpkins            | Flood & Alan Moulder, produtores | [ 61 ] |
| 1997 | "Because You Loved Me"              | Celine Dion                      | David Foster, produtores | [ 61 ] |
| 1997 | "Give Me One Reason"                | Tracy Chapman                    | Tracy Chapman & Don Gehman, produtores | [ 61 ] |
| 1997 | "Ironic"                            | Alanis Morissette                | Glen Ballard, produtores | [ 61 ] |
| 1998 | "Sunny Came Home"                   | Shawn Colvin                     | John Leventhal, produtores | [ 62 ] |
| 1998 | "Everyday Is a Winding Road"        | Sheryl Crow                      | Sheryl Crow, produtores | [ 62 ] |
| 1998 | "I Believe I Can Fly"               | R. Kelly                         | R. Kelly, produtores | [ 62 ] |
| 1998 | "MMMBop"                            | Hanson                           | Dust Brothers & Stephen Lironi, produtores | [ 62 ] |
| 1998 | "Where Have All the Cowboys Gone?"  | Paula Cole                       | Paula Cole, produtores | [ 62 ] |
| 1999 | "My Heart Will Go On"               | Céline Dion                      | Walter Afanasieff, Simon Franglen & James Horner, produtores; Simon Franglen, Humberto Gatica & David Gleeson, engenheiros/misturadores        | [ 63 ] |
| 1999 | "The Boy Is Mine"                   | Brandy & Monica                  | Dallas Austin, Brandy & Rodney Jerkins, produtores; Leslie Brathwalte, Ben Garrison, Rodney Jerkins & Dexter Simmons, engenheiros/misturadores | [ 63 ] |
| 1999 | "Iris"                              | Goo Goo Dolls                    | Rob Cavallo & Goo Goo Dolls, produtores; Jack Joseph Puig & Allen Sides, engenheiros/misturadores                                              | [ 63 ] |
| 1999 | "Ray of Light"                      | Madonna                          | Madonna & William Orbit, produtores; Pat McCarthy, engenheiro/misturador                                                                       | [ 63 ] |
| 1999 | "You're Still the One"              | Shania Twain                     | Robert John "Mutt" Lange, produtores; Jeff Balding & Mike Shipley, engenheiros/misturadores                                                    | [ 63 ] |

### Década de 2000

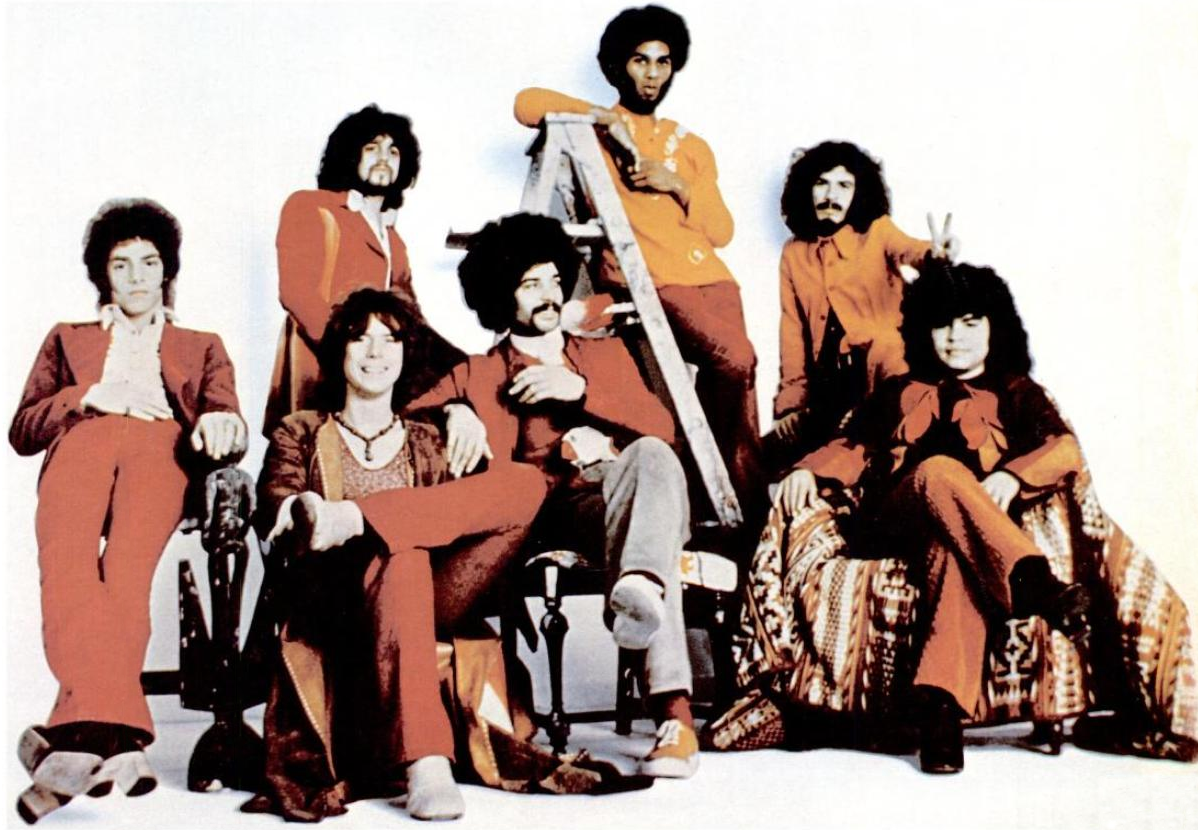
Santana venceu em 2000.

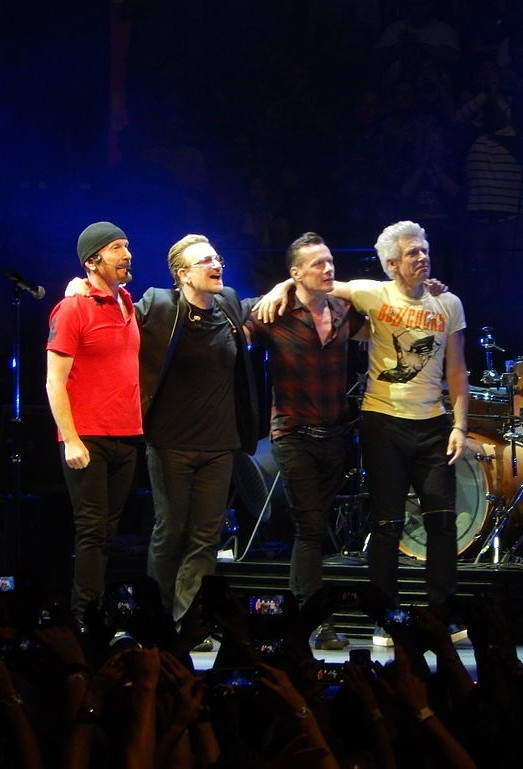
U2 venceu duas vezes (2001 e 2002).

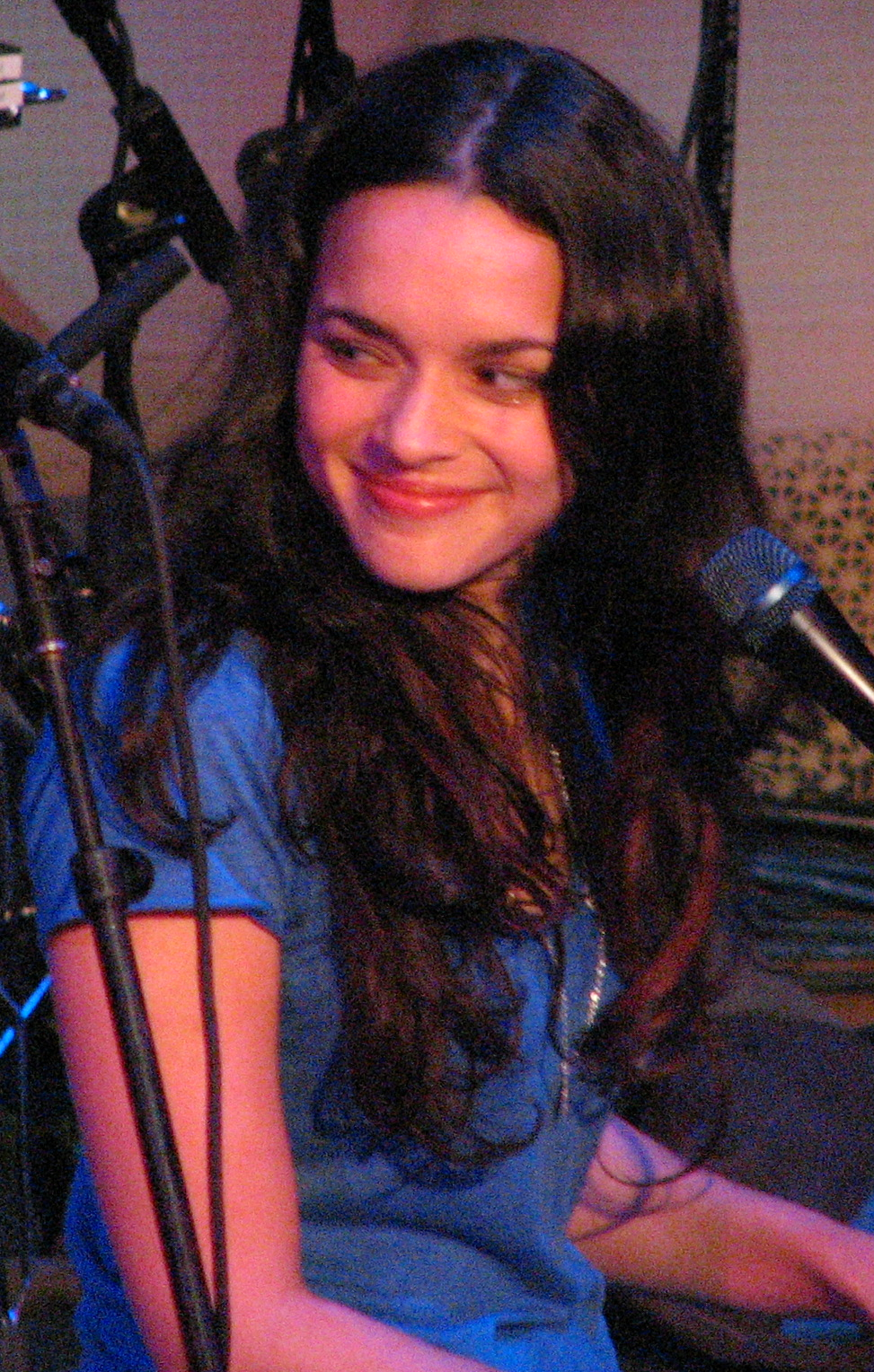
Norah Jones venceu duas vezes (2003 e 2005).

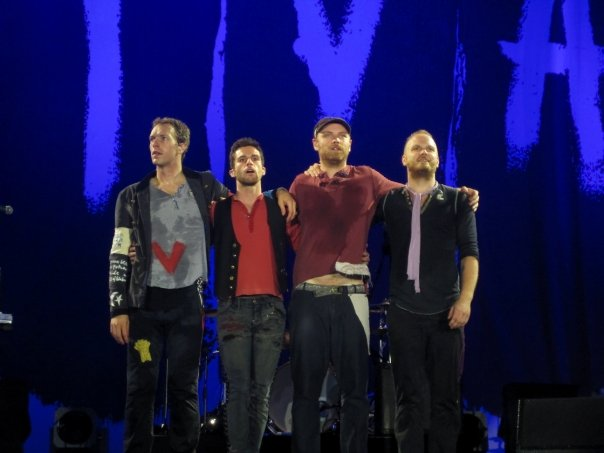
Coldplay venceu em 2004.

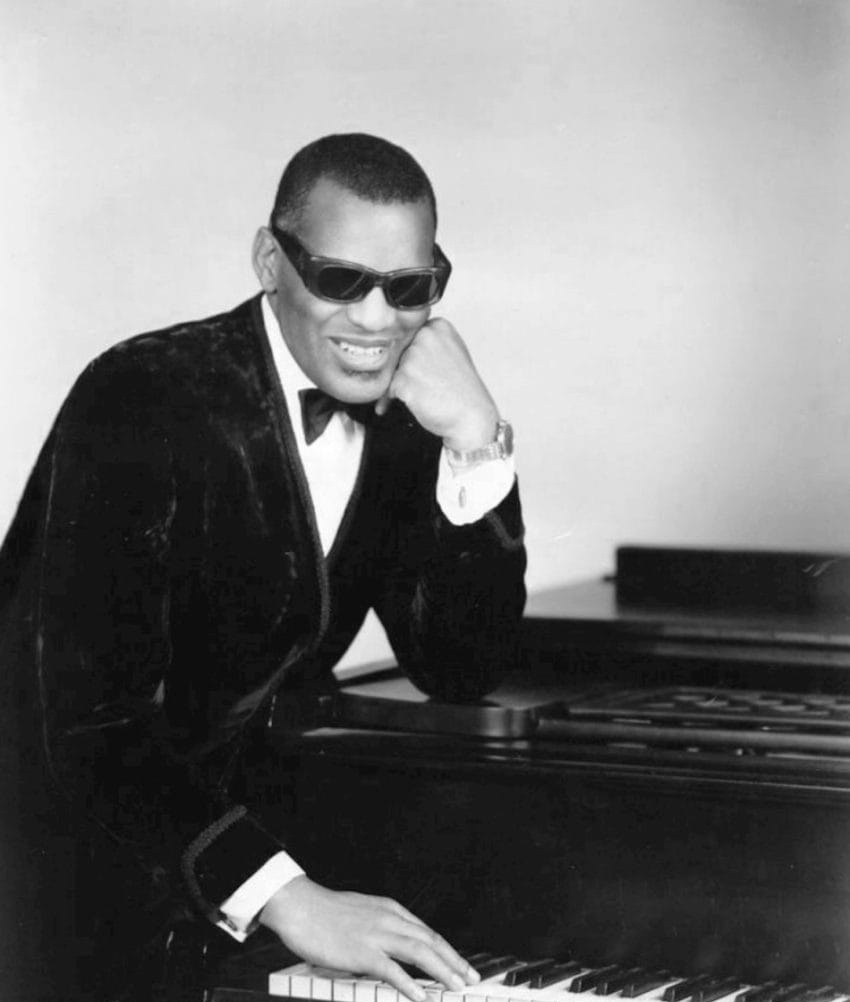
Ray Charles venceu em 2005.

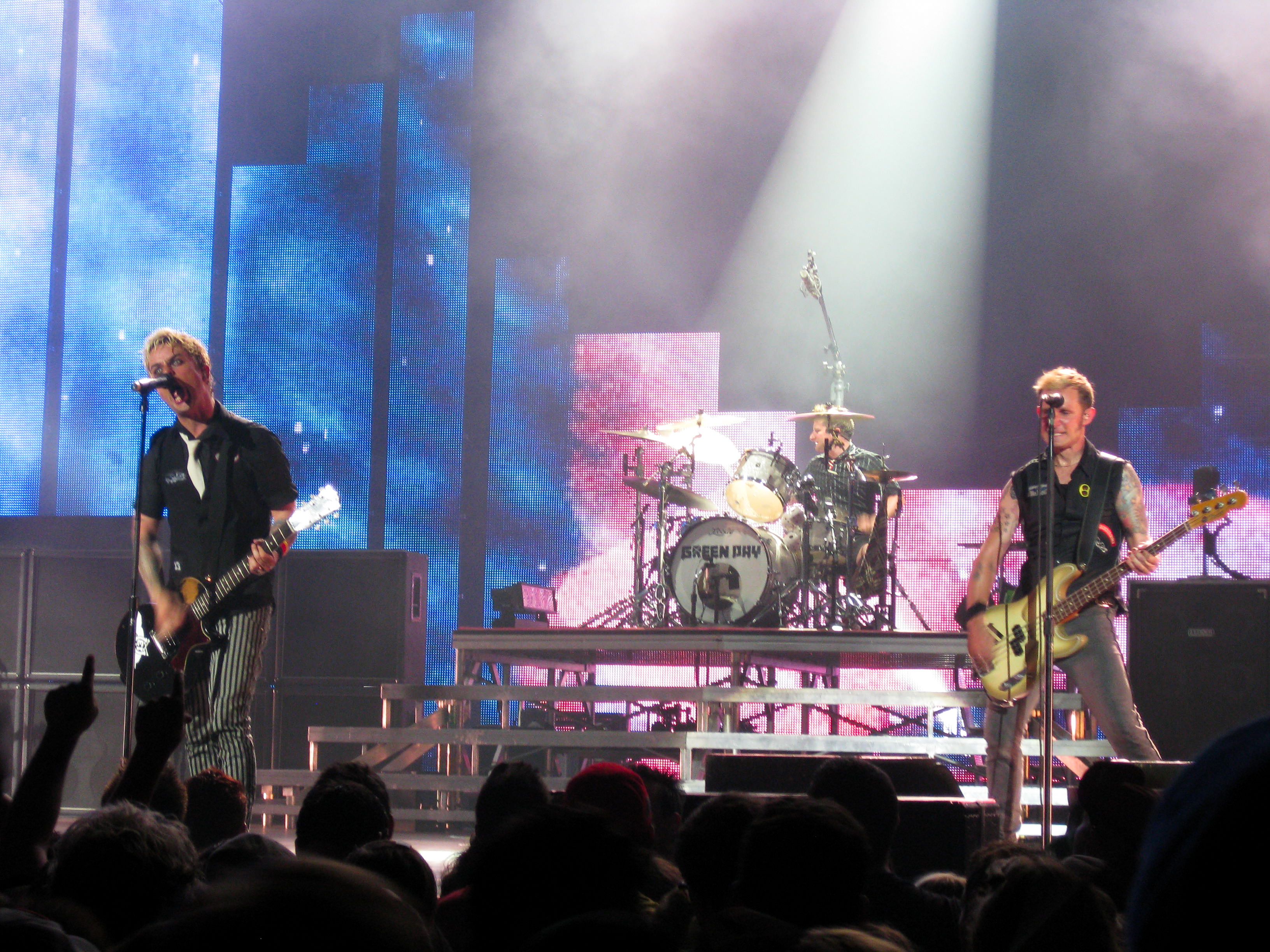
Green Day venceu em 2006.

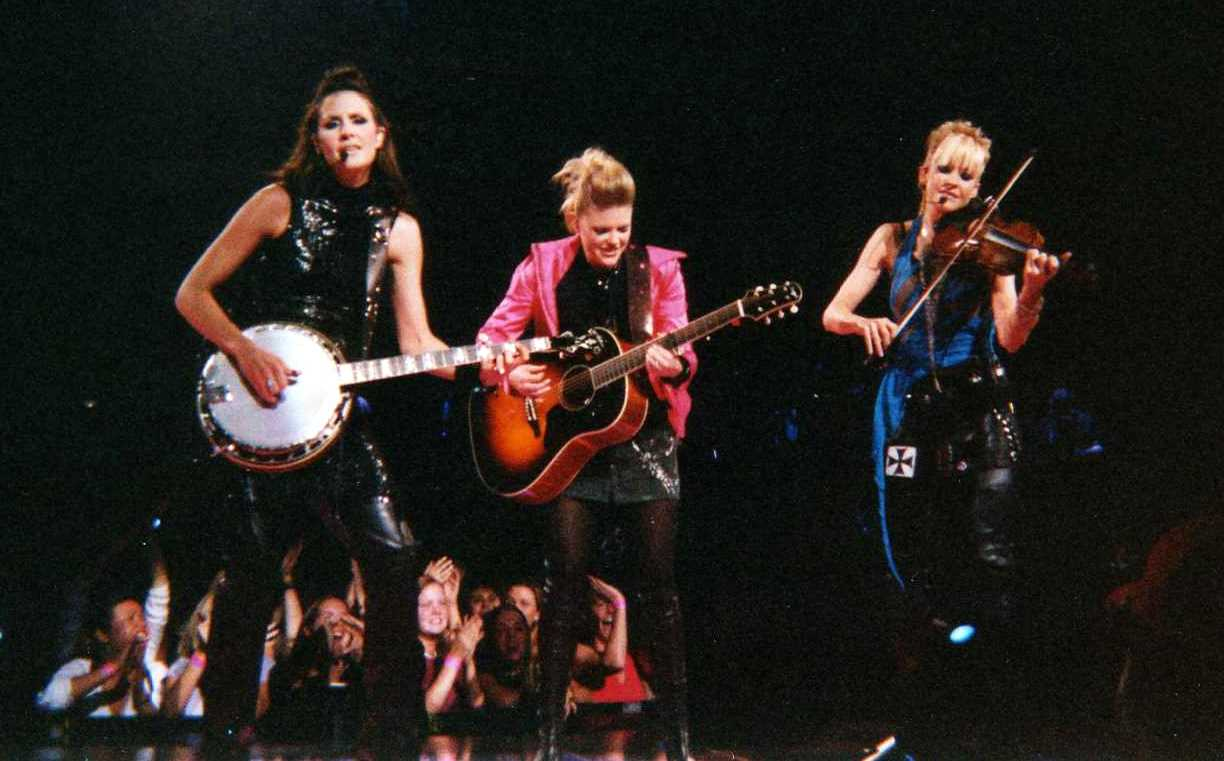
Dixie Chicks venceu em 2007.

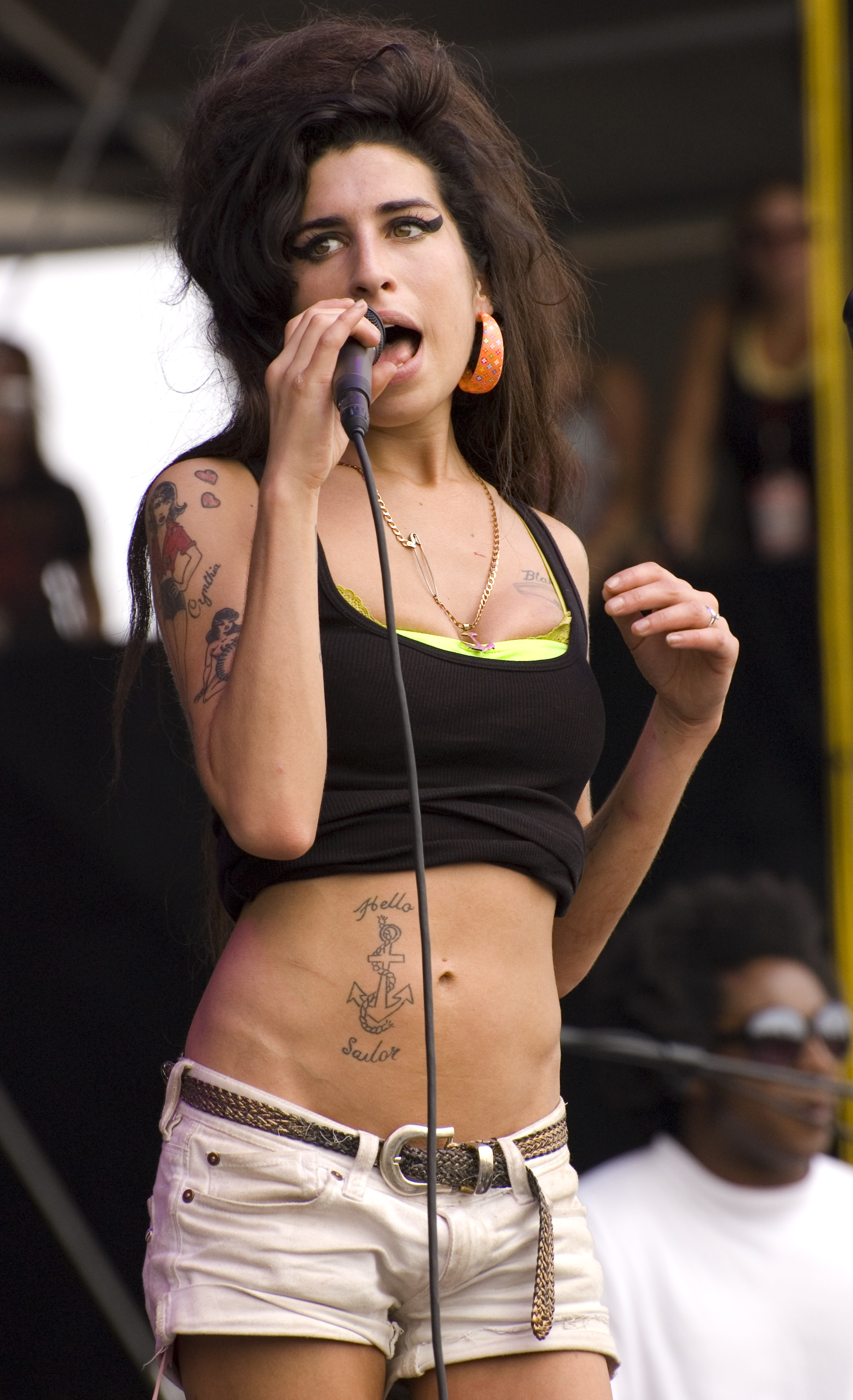
Amy Winehouse venceu em 2008.

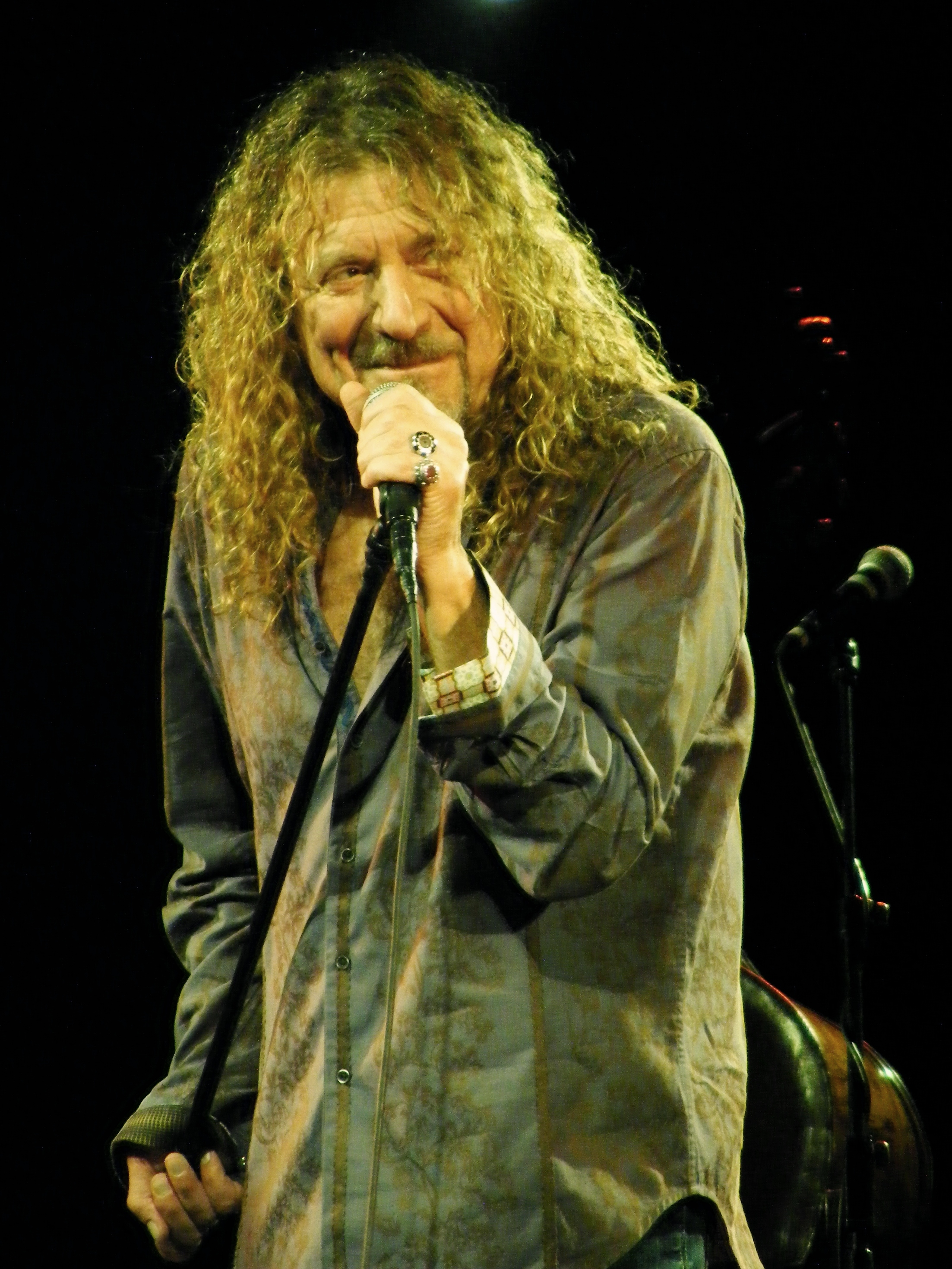
Robert Plant venceu em 2009.

| Ano  | Gravação                           | Artista(s)                              | Equipe de produção | Ref.   |
| ---- | ---------------------------------- | --------------------------------------- | --- | ------ |
| 2000 | "Smooth"                           | Santana com part. de Rob Thomas         | Matt Serletic, produtor; David Thoener, engenheiro/misturador                                                                                  | [ 64 ] |
| 2000 | "Believe"                          | Cher                                    | Brian Rawling & Mark Taylor, produtores; Mark Taylor, engenheiro/misturador                                                                    | [ 64 ] |
| 2000 | "I Want It That Way"               | Backstreet Boys                         | Kristian Lundin & Max Martin, produtores; Kristian Lundin & Max Martin, engenheiros/misturadores                                               | [ 64 ] |
| 2000 | "Livin' la Vida Loca"              | Ricky Martin                            | Desmond Child & Robi Rosa, produtores; Charles Dye, engenheiro/misturador                                                                      | [ 64 ] |
| 2000 | "No Scrubs"                        | TLC                                     | Kevin "Shekspere" Briggs, produtor; Leslie Brathwaite & Carlton Lynn, engenheiros/misturadores                                                 | [ 64 ] |
| 2001 | "Beautiful Day"                    | U2                                      | Brian Eno & Daniel Lanois, produtores; Steve Lillywhite & Richard Rainey, engenheiro/misturador                                                | [ 65 ] |
| 2001 | "Bye Bye Bye"                      | *NSYNC                                  | Jake Lundin & Kristian Lundin, produtores; Mike Tucker, engenheiro/misturador                                                                  | [ 65 ] |
| 2001 | "I Try"                            | Macy Gray                               | Andrew Slater, produtor; Darryl Swann & Dave Way, engenheiros/misturadores                                                                     | [ 65 ] |
| 2001 | "Music"                            | Madonna                                 | Mirwais Ahmadzaï & Madonna, produtores | [ 65 ] |
| 2001 | "Say My Name"                      | Destiny's Child                         | Rodney Jerkins, produtor; LaShawn Daniels, Brad Gilderman & Jean-Marie Horvat, engenheiros/misturadores                                        | [ 65 ] |
| 2002 | "Walk On"                          | U2                                      | Brian Eno & Daniel Lanois, produtores; Steve Lillywhite & Richard Rainey, engenheiro/misturador                                                | [ 66 ] |
| 2002 | "Drops of Jupiter"                 | Train                                   | Brendan O'Brien, produtor; Nick DiDia, Brendan O'Brien & Ryan Williams, engenheiro/misturador                                                  | [ 66 ] |
| 2002 | "Fallin'"                          | Alicia Keys                             | Alicia Keys, produtor; Kerry “Krucial” Brothers & Russ Elevado, engenheiro/misturador                                                          | [ 66 ] |
| 2002 | "Ms. Jackson"                      | Outkast                                 | Earthtone III, produtor; John Frye & Neal H. Pogue, engenheiro/misturador                                                                      | [ 66 ] |
| 2002 | "Video"                            | India.Arie                              | India.Arie & Carlos “Six July” Broady, produtores; Kevin Haywood & Mike Shipley, engenheiro/misturador                                         | [ 66 ] |
| 2003 | "Don't Know Why"                   | Norah Jones                             | Norah Jones, Arif Mardin & Jay Newland, produtores; Arif Mardin & Jay Newland, engenheiros/misturadores                                        | [ 67 ] |
| 2003 | "Dilemma"                          | Nelly com part. de Kelly Rowland        | Bam & Ryan Bowser, produtores; Brian Garten, engenheiro/misturador                                                                             | [ 67 ] |
| 2003 | "How You Remind Me"                | Nickelback                              | Nickelback & Rick Parashar, produtores; Joey Moi & Randy Staub, engenheiros/misturadores                                                       | [ 67 ] |
| 2003 | "A Thousand Miles"                 | Vanessa Carlton                         | Ron Fair, produtor; Tal Herzberg, Jack Joseph Puig & Michael C. Ross, engenheiros/misturadores                                                 | [ 67 ] |
| 2003 | "Without Me"                       | Eminem                                  | Jeff Bass & Eminem, produtores; Steve King, engenheiro/misturador                                                                              | [ 67 ] |
| 2004 | "Clocks"                           | Coldplay                                | Coldplay & Ken Nelson, produtores; Coldplay, Ken Nelson & Mark Phythian, engenheiros/misturadores                                              | [ 68 ] |
| 2004 | "Crazy in Love"                    | Beyoncé com part. de Jay-Z              | Rich Harrison & Beyoncé Knowles, produtores; Jim Caruana & Tony Maserati, engenheiros/misturadores                                             | [ 68 ] |
| 2004 | "Hey Ya!"                          | Outkast                                 | André 3000, produtor; Kevin “KD” Davis, John Frye, Robert Hannon, Pete Novak & Neal Pogue, engenheiros/misturadores                            | [ 68 ] |
| 2004 | "Lose Yourself"                    | Eminem                                  | Eminem, produtor; Eminem, Steve King & Micheal Strange Jr., engenheiros/misturadores                                                           | [ 68 ] |
| 2004 | "Where Is the Love?"               | The Black Eyed Peas & Justin Timberlake | Ron Fair & will.i.am, produtores; Dylan Dresdow & Tony Maserati, engenheiros/misturadores                                                      | [ 68 ] |
| 2005 | "Here We Go Again"                 | Ray Charles & Norah Jones               | John Burk, produtor; Mark Fleming, Terry Howard & Al Schmitt, engenheiros/misturadores                                                         | [ 69 ] |
| 2005 | "American Idiot"                   | Green Day                               | Billie Joe Armstrong, Rob Cavallo, Mike Dirnt & Tré Cool, produtores; Chris Lord-Alge & Doug McKean, engenheiros/misturadores                  | [ 69 ] |
| 2005 | "Heaven"                           | Los Lonely Boys                         | John Porter, produtor; Steve Chadie & John Porter, engenheiros/misturadores                                                                    | [ 69 ] |
| 2005 | "Let's Get It Started"             | The Black Eyed Peas                     | Will.i.am, produtor; Mark "Spike" Stent & will.i.am, engenheiros/misturadores                                                                  | [ 69 ] |
| 2005 | "Yeah"                             | Usher com part. de Lil Jon & Ludacris   | Jonathan "Lil Jon" Smith, produtor; John Frye, Donnie Scantz, Jonathan "Lil Jon" Smith, The Trak Starz & Mark Vinten, engenheiros/misturadores | [ 69 ] |
| 2006 | "Boulevard of Broken Dreams"       | Green Day                               | Rob Cavallo & Green Day, produtores; Chris Lord-Alge & Doug McKean, engenheiros/misturadores                                                   | [ 70 ] |
| 2006 | "Feel Good Inc."                   | Gorillaz com part. de De La Soul        | Jason Cox, Danger Mouse, Dring & Gorillaz, produtores; Jason Cox, Danger Mouse & Gorillaz, engenheiros/misturadores                            | [ 70 ] |
| 2006 | "Gold Digger"                      | Kanye West                              | Jon Brion & Kanye West, produtores; Tom Biller, Andrew Dawson, Mike Dean & Anthony Kilhoffer, engenheiros/misturadores                         | [ 70 ] |
| 2006 | "Hollaback Girl"                   | Gwen Stefani                            | The Neptunes, produtores; Andrew Coleman & Phil Tan, engenheiros/misturadores                                                                  | [ 70 ] |
| 2006 | "We Belong Together"               | Mariah Carey                            | Mariah Carey, Jermaine Dupri & Manuel Seal, produtores; Brian Garten, John Horesco IV & Phil Tan, engenheiros/misturadores                     | [ 70 ] |
| 2007 | "Not Ready to Make Nice"           | Dixie Chicks                            | Rick Rubin, produtor; Richard Dodd, Jim Scott & Chris Testa, engenheiros/misturadores                                                          | [ 71 ] |
| 2007 | "Be Without You"                   | Mary J. Blige                           | Bryan-Michael Cox & Ron Fair, produtores; Danny Cheung, Tal Herzberg, Dave "Hard-Drive" Pensado & Allen Sides, engenheiros/misturadores        | [ 71 ] |
| 2007 | "Crazy"                            | Gnarls Barkley                          | Danger Mouse, produtor; Ben H. Allen, Danger Mouse & Kennie Takahashi, engenheiros/misturadores                                                | [ 71 ] |
| 2007 | "Put Your Records On"              | Corinne Bailey Rae                      | Steve Chrisanthou, produtor; Steve Chrisanthou & Jeremy Wheatley, engenheiros/misturadores                                                     | [ 71 ] |
| 2007 | "You're Beautiful"                 | James Blunt                             | Tom Rothrock, produtor; Tom Rothrock & Mike Tarantino, engenheiros/misturadores                                                                | [ 71 ] |
| 2008 | "Rehab"                            | Amy Winehouse                           | Mark Ronson, produtor; Tom Elmhirst, Mark Ronson, Dom Morley, Vaughan Merrick & Gabriel Roth, engenheiros/misturadores                         | [ 72 ] |
| 2008 | "Irreplaceable"                    | Beyoncé                                 | Beyoncé Knowles, Shaffer Smith & Stargate, produtores; Jim Caruana, Jason Goldstein & Geoff Rice, engenheiros/misturadores                     | [ 72 ] |
| 2008 | "The Pretender"                    | Foo Fighters                            | Gil Norton, produtor; Adrian Bushby & Rich Costey, engenheiros/misturadores                                                                    | [ 72 ] |
| 2008 | "Umbrella"                         | Rihanna com part. de Jay-Z              | Kuk Harrell & C. "Tricky" Stewart, produtores; Kuk Harrell & Manny Marroquin, engenheiros/misturadores                                         | [ 72 ] |
| 2008 | "What Goes Around... Comes Around" | Justin Timberlake                       | Nate (Danja) Hills, Timbaland & Justin Timberlake, produtores; Jimmy Douglass & Timbaland, engenheiros/misturadores                            | [ 72 ] |
| 2009 | "Please Read the Letter"           | Robert Plant & Alison Krauss            | T-Bone Burnett, produtor; Mike Piersante, engenheiro/misturador                                                                                | [ 73 ] |
| 2009 | "Bleeding Love"                    | Leona Lewis                             | Simon Cowell, Clive Davis & Ryan Tedder, produtores; Craig Durrance, Phil Tan & Ryan Tedder, engenheiros/misturadores                          | [ 73 ] |
| 2009 | "Chasing Pavements"                | Adele                                   | Eg White, produtor; Tom Elmhirst & Steve Price, engenheiro/misturador                                                                          | [ 73 ] |
| 2009 | "Paper Planes"                     | M.I.A.                                  | Diplo, produtor; Switch, engenheiro/misturador                                                                                                 | [ 73 ] |
| 2009 | "Viva la Vida"                     | Coldplay                                | Markus Dravs, Brian Eno & Rik Simpson, produtores; Michael Brauer & Rik Simpson, engenheiros/misturadores                                      | [ 73 ] |

### Década de 2010

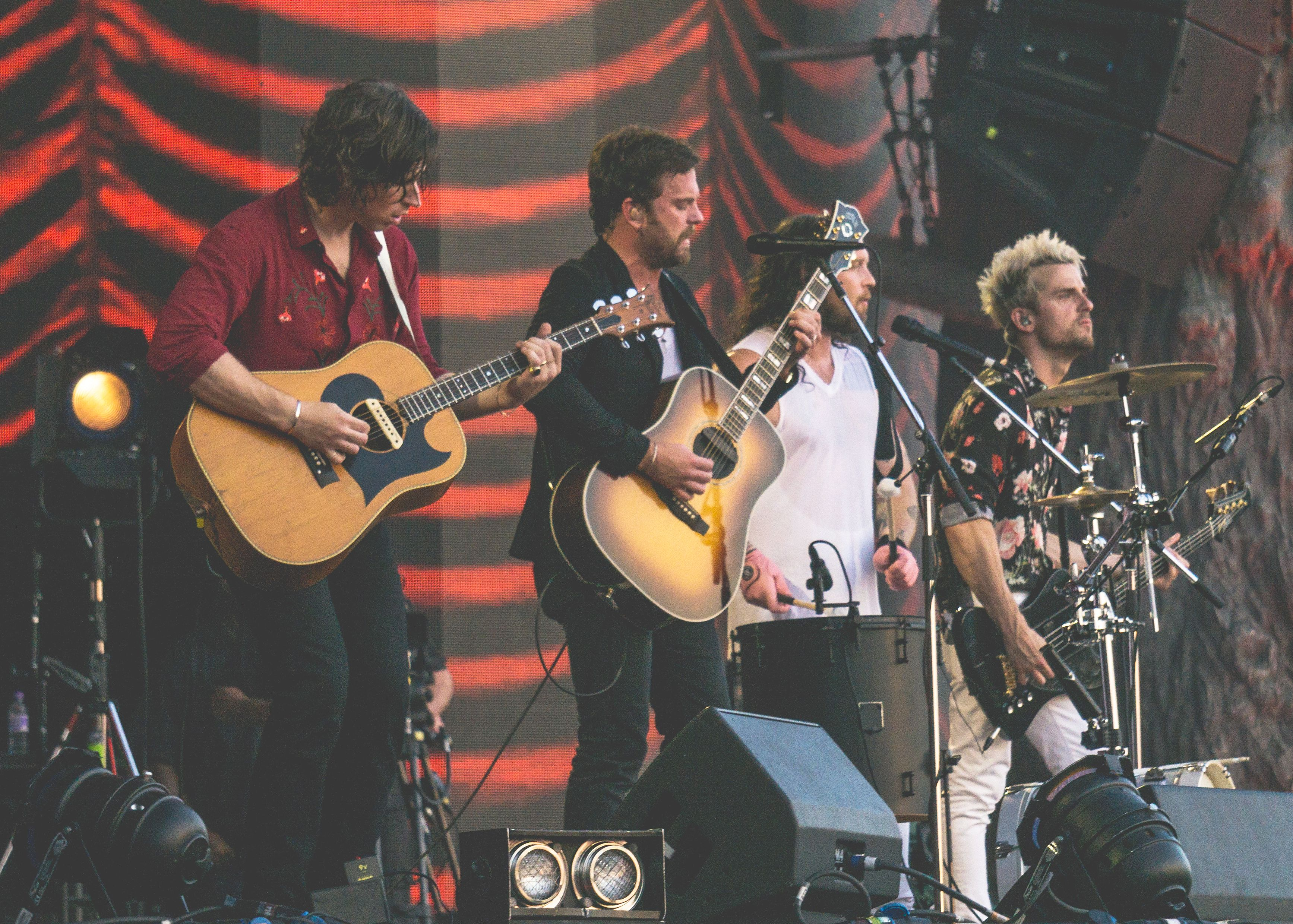
Kings of Leon venceu em 2010.

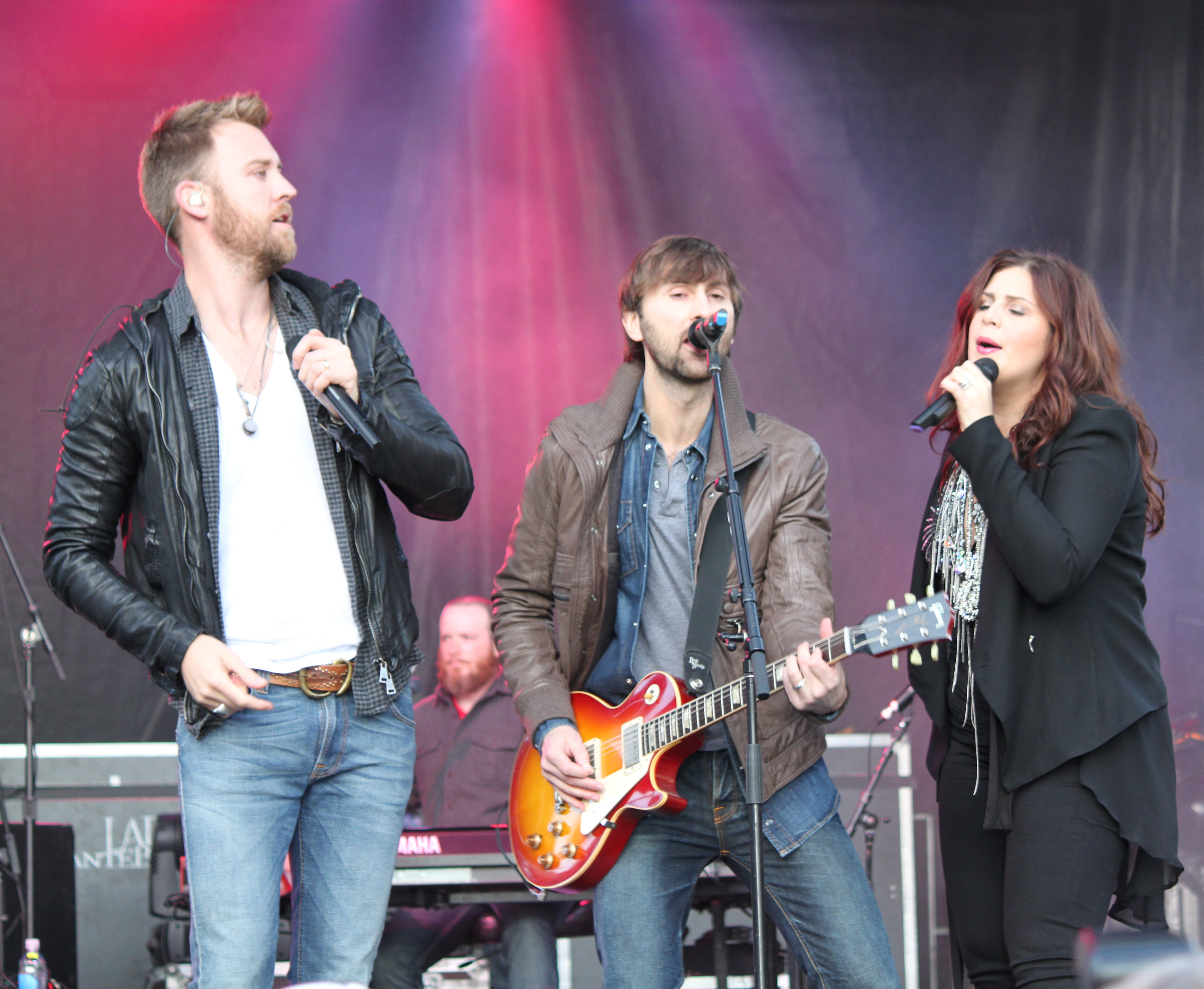
Lady Antebellum venceu em 2011.

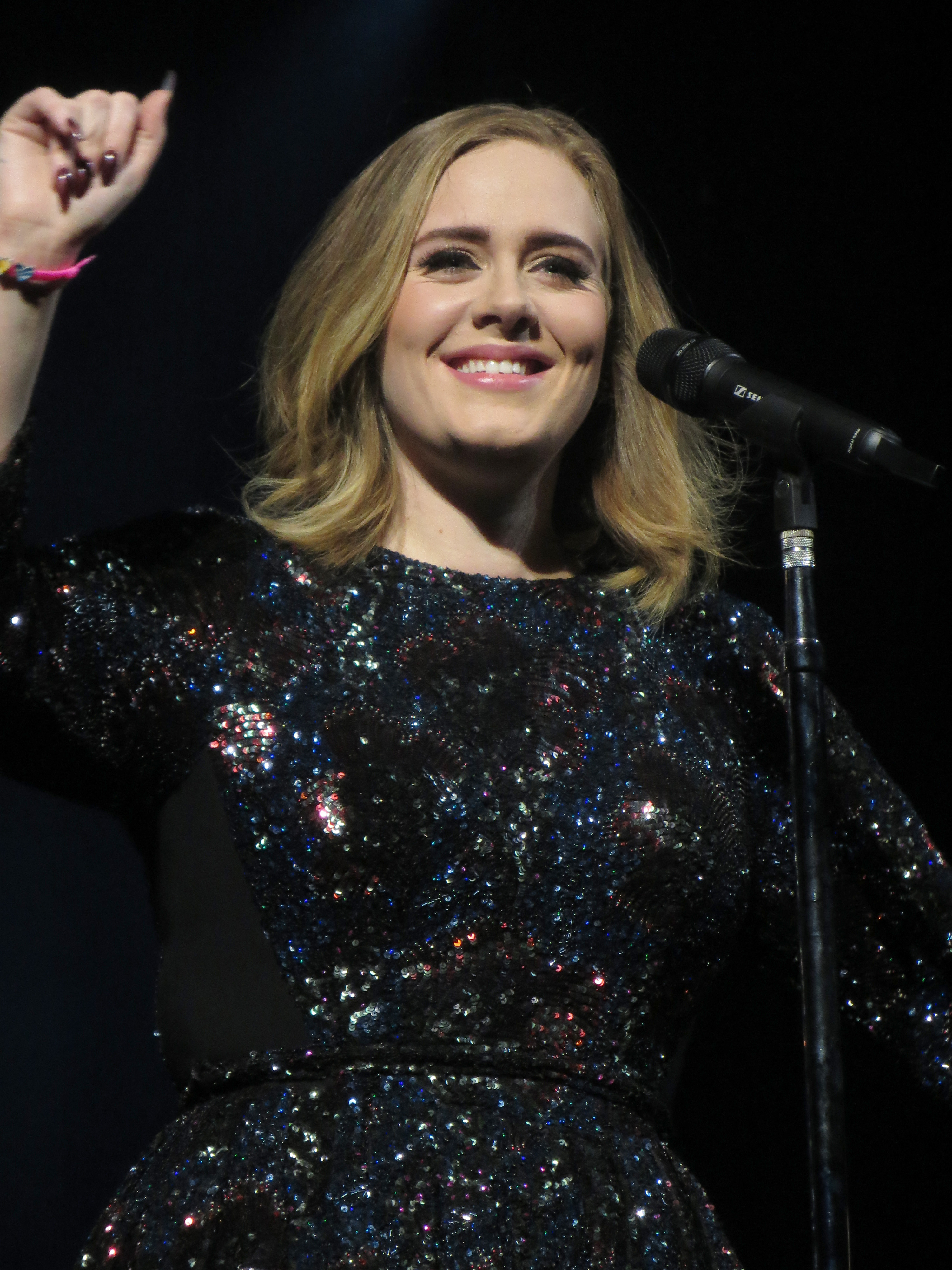
Adele venceu duas vezes (2012 e 2017).

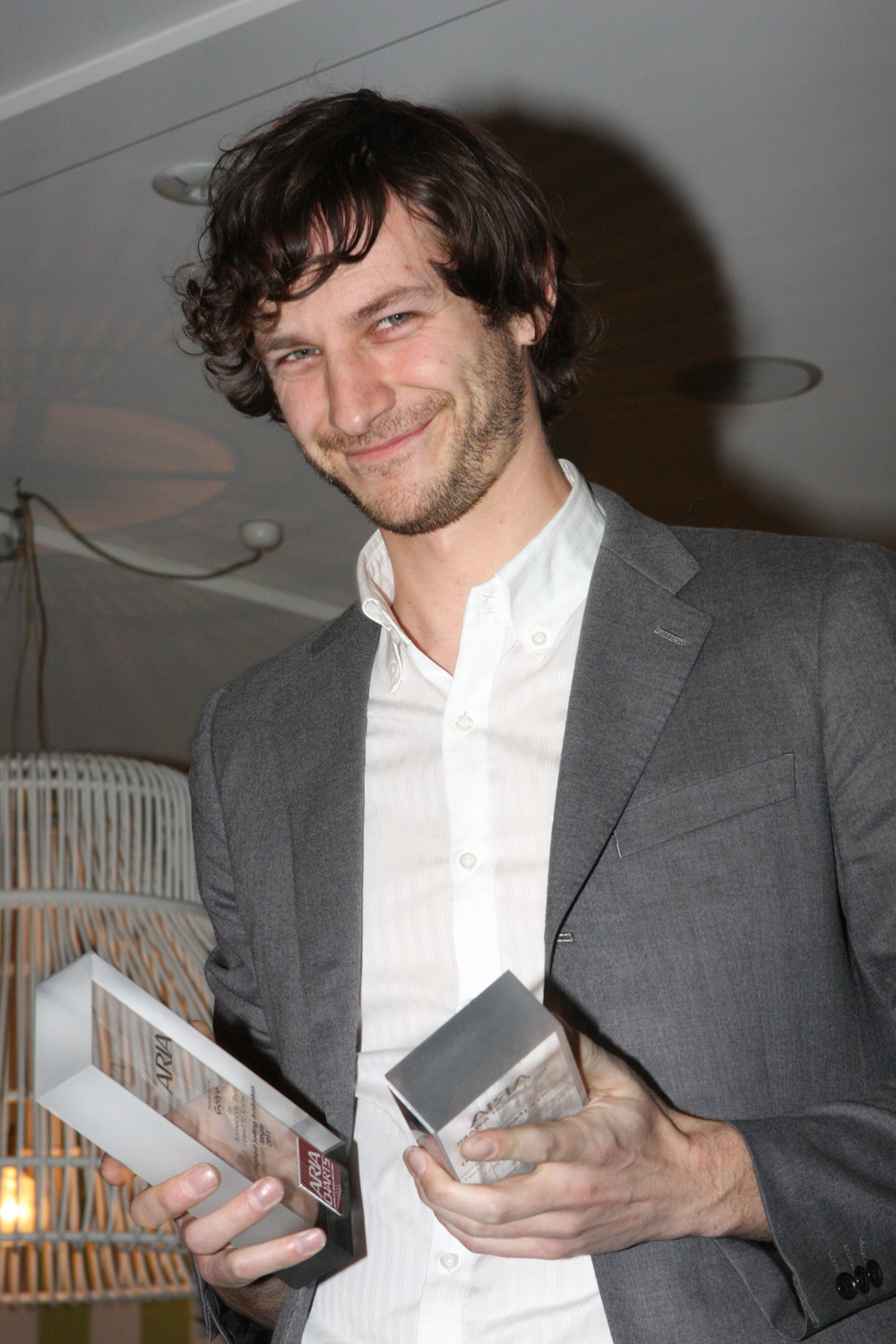
Gotye venceu em 2013.

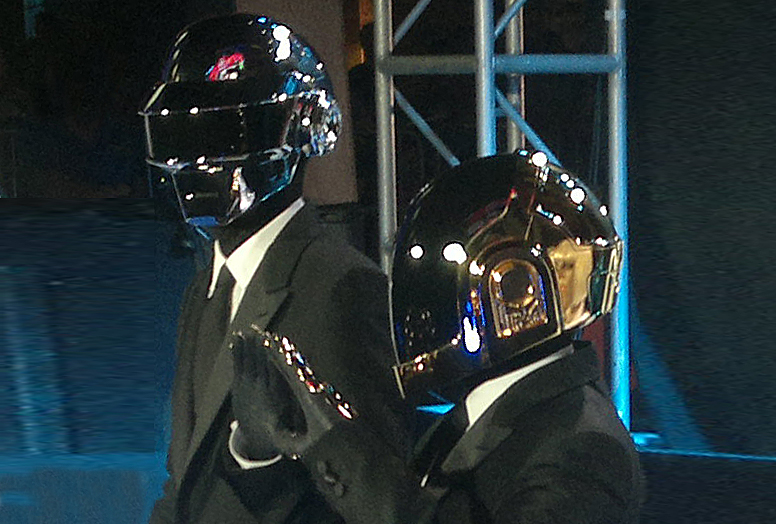
Daft Punk venceu em 2014.

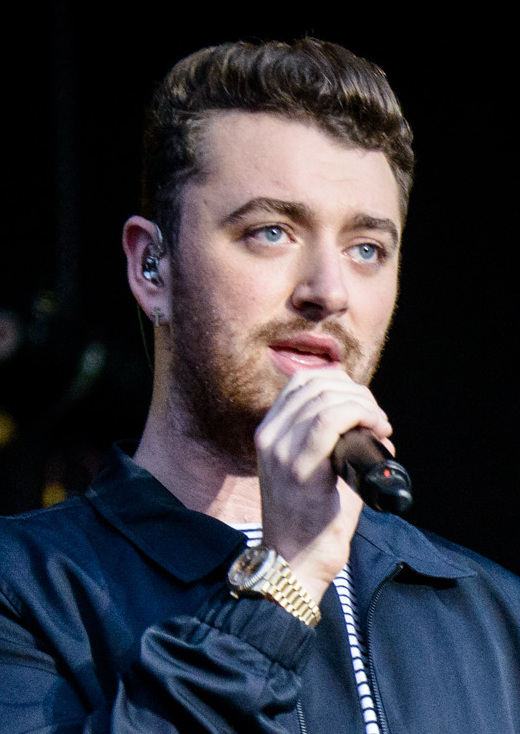
Sam Smith venceu em 2015.

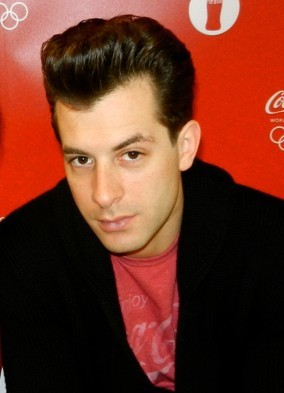
Mark Ronson venceu em 2016.

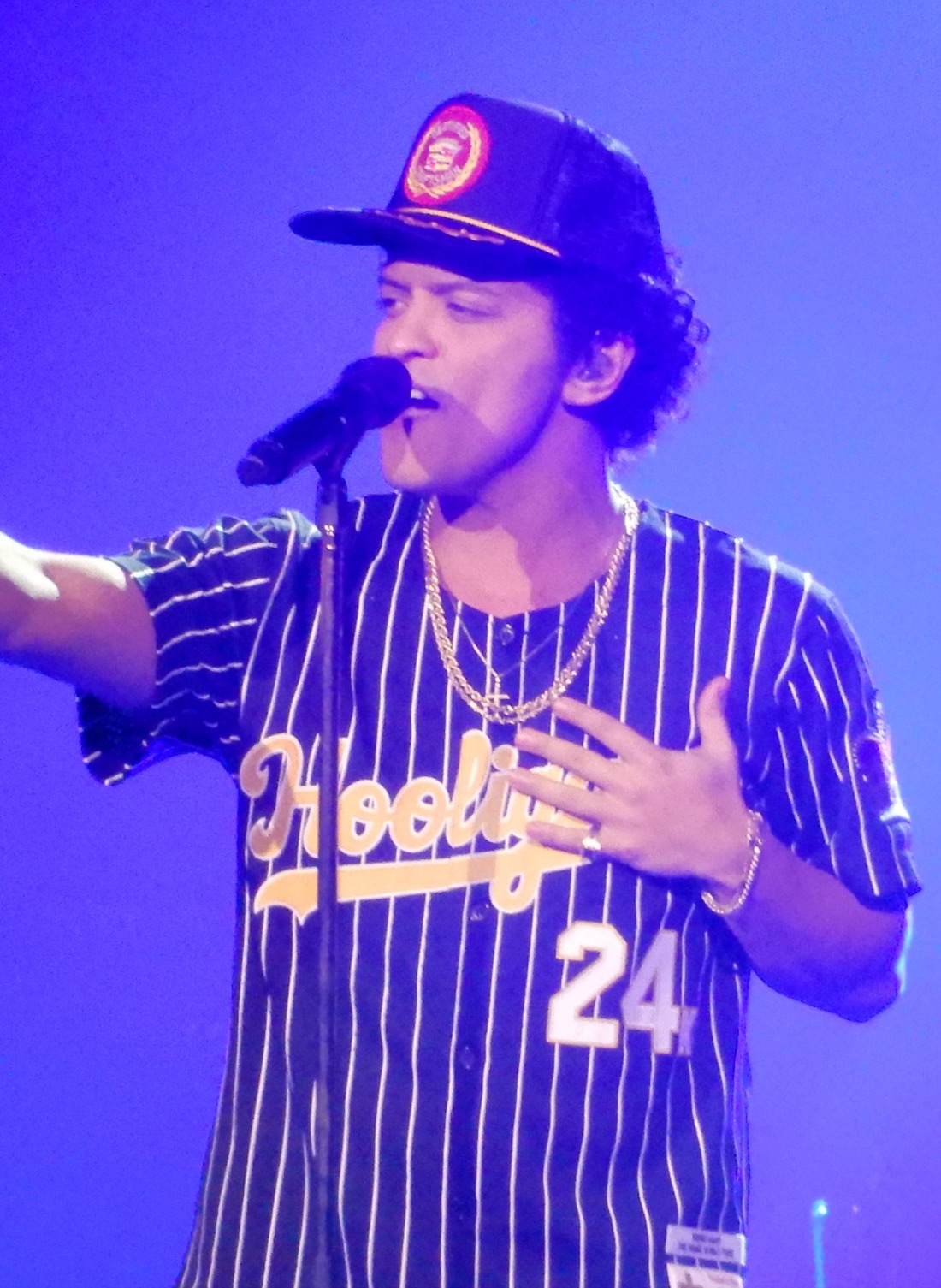
Bruno Mars venceu três vezes ("Uptown Funk" com Mark Ronson em 2016; "24K Magic" em 2018; e "Leave the Door Open" em 2022, como parte do Silk Sonic).

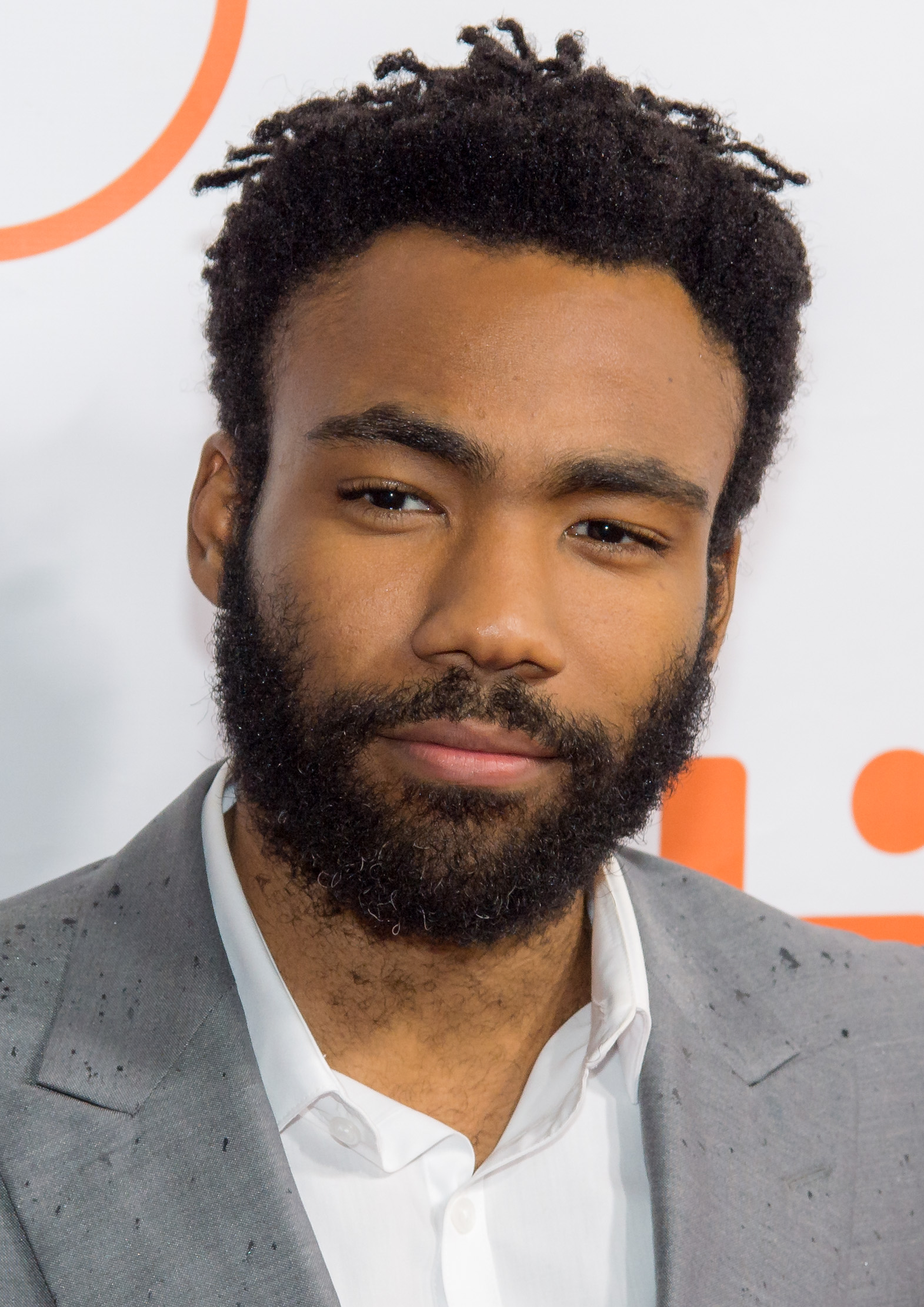
Childish Gambino venceu em 2019.

| Ano  | Gravação                                  | Artista(s)                                              | Equipe de produção | Ref.   |
| ---- | ----------------------------------------- | ------------------------------------------------------- | --- | ------ |
| 2010 | "Use Somebody"                            | Kings of Leon                                           | Jacquire King & Angelo Petraglia, produtores; Jacquire King, engenheiro/misturador | [ 74 ] |
| 2010 | "Halo"                                    | Beyoncé                                                 | Beyoncé Knowles & Ryan Tedder, produtores; Jim Caruana, Mark "Spike" Stent & Ryan Tedder, engenheiros/misturadores | [ 74 ] |
| 2010 | "I Gotta Feeling"                         | The Black Eyed Peas                                     | David Guetta & Frederick Riesterer, produtores; will.i.am, Dylan "3-D" Dresdow & Padraic "Padlock" Kerin, engenheiros/misturadores | [ 74 ] |
| 2010 | "Poker Face"                              | Lady Gaga                                               | RedOne, produtor; Robert Orton, RedOne & Dave Russell, engenheiros/misturadores | [ 74 ] |
| 2010 | "You Belong with Me"                      | Taylor Swift                                            | Nathan Chapman & Taylor Swift, produtores; Chad Carlson & Justin Niebank, engenheiros/misturadores | [ 74 ] |
| 2011 | "Need You Now"                            | Lady Antebellum                                         | Lady Antebellum & Paul Worley, produtores; Clarke Schleicher, engenheiro/misturador | [ 75 ] |
| 2011 | "Empire State of Mind"                    | Jay-Z com part. de Alicia Keys                          | Angela Hunte, Jane't "Jnay" Sewell-Ulepic & Al Shux, produtores; Ken Duro Ifill, Gimel "Young Guru" Keaton & Ann Mincieli, engenheiros/misturadores | [ 75 ] |
| 2011 | "F*** You"                                | CeeLo Green                                             | The Smeezingtons, produtores | [ 75 ] |
| 2011 | "Love the Way You Lie"                    | Eminem com part. de Rihanna                             | Alex da Kid & Makeba Riddick, produtores; Alex da Kid, Eminem & Mike Strange, engenheiros/misturadores | [ 75 ] |
| 2011 | "Nothin' on You"                          | B.o.B com part. de Bruno Mars                           | The Smeezingtons, produtores; Ari Levine, engenheiro/misturador | [ 75 ] |
| 2012 | "Rolling in the Deep"                     | Adele                                                   | Paul Epworth, produtor; Tom Elmhirst & Mark Rankin, engenheiros/misturadores | [ 76 ] |
| 2012 | "The Cave"                                | Mumford & Sons                                          | Markus Dravs, produtor; Francois Chevallier & Ruadhri Cushnan, engenheiros/misturadores | [ 76 ] |
| 2012 | "Firework"                                | Katy Perry                                              | Mikkel S. Eriksen, Tor Erik Hermansen & Sandy Vee, produtores; Mikkel S. Eriksen, Phil Tan, Sandy Vee & Miles Walker, engenheiros/misturadores | [ 76 ] |
| 2012 | "Grenade"                                 | Bruno Mars                                              | The Smeezingtons, produtores; Ari Levine & Manny Marroquin, engenheiros/misturadores | [ 76 ] |
| 2012 | "Holocene"                                | Bon Iver                                                | Justin Vernon, produtor; Brian Joseph & Justin Vernon, engenheiros/misturadores | [ 76 ] |
| 2013 | "Somebody That I Used to Know"            | Gotye com part. de Kimbra                               | Wally de Backer, produtor; Wally de Backer & François Tétaz, engenheiros/misturadores; William Bowden, engenheiro de masterização | [ 77 ] |
| 2013 | "Lonely Boy"                              | The Black Keys                                          | The Black Keys & Danger Mouse, produtores; Tom Elmhirst & Kennie Takahashi, engenheiros/misturadores; Brian Lucey, engenheiro de masterização | [ 77 ] |
| 2013 | "Stronger (What Doesn't Kill You)"        | Kelly Clarkson                                          | Greg Kurstin, produtor; Serban Ghenea, John Hanes, Greg Kurstin & Jesse Shatkin, engenheiros/misturadores; Chris Gehringer, engenheiro de masterização | [ 77 ] |
| 2013 | "Thinkin Bout You"                        | Frank Ocean                                             | Frank Ocean, produtor; Jeff Ellis, Pat Thrall & Marcos Tovar, engenheiros/misturadores; Vlado Meller, engenheiro de masterização | [ 77 ] |
| 2013 | "We Are Never Ever Getting Back Together" | Taylor Swift                                            | Max Martin, Shellback & Taylor Swift, produtores; Serban Ghenea, engenheiro/misturador; Tom Coyne, engenheiro de masterização | [ 77 ] |
| 2013 | "We Are Young"                            | Fun. com part. de Janelle Monáe                         | Jeff Bhasker, produtor; Jeff Bhasker, Andrew Dawson & Stuart White, engenheiros/misturadores; Chris Gehringer, engenheiro de masterização | [ 77 ] |
| 2014 | "Get Lucky"                               | Daft Punk com part. de Pharrell Williams & Nile Rodgers | Thomas Bangalter & Guy-Manuel de Homem-Christo, produtores; Peter Franco, Mick Guzauski, Florian Lagatta & Daniel Lerner, engenheiros/misturadores; Antoine Chabert & Bob Ludwig, engenheiro de masterização                                                        | [ 78 ] |
| 2014 | "Blurred Lines"                           | Robin Thicke com part. de T.I. & Pharrell Williams      | Pharrell Williams, produtor; Andrew Coleman & Tony Maserati, engenheiros/misturadores; Chris Gehringer, engenheiro de masterização | [ 78 ] |
| 2014 | "Locked Out of Heaven"                    | Bruno Mars                                              | Jeff Bhasker, Emile Haynie, Mark Ronson & The Smeezingtons, produtores; Alalal, Josh Blair, Wayne Gordon, Ari Levine, Manny Marroquin & Mark Ronson, engenheiros/misturadores; David Kutch, engenheiro de masterização                                              | [ 78 ] |
| 2014 | "Radioactive"                             | Imagine Dragons                                         | Alex da Kid, produtor; Manny Marroquin & Josh Mosser, engenheiros/misturadores; Joe LaPorta, engenheiro de masterização | [ 78 ] |
| 2014 | "Royals"                                  | Lorde                                                   | Joel Little, produtor; Joel Little, engenheiro/misturador; Stuart Hawkes, engenheiro de masterização | [ 78 ] |
| 2015 | "Stay with Me (Darkchild Version)"        | Sam Smith                                               | Steve Fitzmaurice, Rodney Jerkins & Jimmy Napes, produtores; Steve Fitzmaurice, Jimmy Napes & Steve Price, engenheiros/misturadores; Tom Coyne, engenheiro de masterização                                                                                          | [ 79 ] |
| 2015 | "All About That Bass"                     | Meghan Trainor                                          | Kevin Kadish, produtor; Kevin Kadish, engenheiro/misturador; Dave Kutch, engenheiro de masterização | [ 79 ] |
| 2015 | "Chandelier"                              | Sia                                                     | Greg Kurstin & Jesse Shatkin, produtores; Greg Kurstin, Manny Marroquin & Jesse Shatkin, engenheiros/misturadores; Emily Lazar, engenheiro de masterização | [ 79 ] |
| 2015 | "Fancy"                                   | Iggy Azalea com part. de Charli XCX                     | The Arcade & The Invisible Men, produtores; John Armstrong, Anthony Kilhoffer & Eric Weaver, engenheiros/misturadores; Miles Showell, engenheiro de masterização | [ 79 ] |
| 2015 | "Shake It Off"                            | Taylor Swift                                            | Max Martin & Shellback, produtores; Serban Ghenea, John Hanes, Sam Holland & Michael Ilbert, engenheiros/misturadores; Tom Coyne, engenheiro de masterização | [ 79 ] |
| 2016 | "Uptown Funk"                             | Mark Ronson com part. de Bruno Mars                     | Jeff Bhasker, Bruno Mars & Mark Ronson, produtores; Josh Blair, Serban Ghenea, Wayne Gordon, John Hanes, Inaam Haq, Boo Mitchell, Charles Moniz & Mark Ronson, engenheiros/misturadores; Tom Coyne, engenheiro de masterização                                      | [ 80 ] |
| 2016 | "Blank Space"                             | Taylor Swift                                            | Max Martin & Shellback, produtores; Serban Ghenea, John Hanes, Sam Holland & Michael Ilbert, engenheiros/misturadores; Tom Coyne, engenheiro de masterização | [ 80 ] |
| 2016 | "Can't Feel My Face"                      | The Weeknd                                              | Max Martin & Ali Payami, produtores; Serban Ghenea, John Hanes & Sam Holland, engenheiros/misturadores; Tom Coyne, engenheiro de masterização | [ 80 ] |
| 2016 | "Really Love"                             | D'Angelo & The Vanguard                                 | D'Angelo, produtor; Russell Elevado & Ben Kane, engenheiros/misturadores; Dave Collins, engenheiro de masterização | [ 80 ] |
| 2016 | "Thinking Out Loud"                       | Ed Sheeran                                              | Jake Gosling, produtor; Jake Gosling, Mark "Spike" Stent & Geoff Swan, engenheiros/misturadores; Stuart Hawkes, engenheiro de masterização | [ 80 ] |
| 2017 | "Hello"                                   | Adele                                                   | Greg Kurstin, produtor; Julian Burg, Tom Elmhirst, Emile Haynie, Greg Kurstin, Liam Nolan & Alex Pasco & Joe Visciano, engenheiros/misturadores; Tom Coyne & Randy Merrill, engenheiro de masterizaçãos                                                             | [ 81 ] |
| 2017 | "7 Years"                                 | Lukas Graham                                            | Future Animals & Pilo, produtores; Delbert Bowers, Sebastian Fogh, Stefan Forrest & David LaBrel, engenheiros/misturadores; Tom Coyne, engenheiro de masterização                                                                                                   | [ 81 ] |
| 2017 | "Formation"                               | Beyoncé                                                 | Beyoncé Knowles, Mike Will Made It & Pluss, produtores; Jaycen Joshua & Stuart White, engenheiros/misturadores; Dave Kutch, engenheiro de masterização | [ 81 ] |
| 2017 | "Stressed Out"                            | Twenty One Pilots                                       | Mike Elizondo & Tyler Joseph, produtores; Neal Avron & Adam Hawkins, engenheiros/misturadores; Chris Gehringer, engenheiro de masterização | [ 81 ] |
| 2017 | "Work"                                    | Rihanna com part. de Drake                              | Boi-1da, produtor; Noel "Gadget" Campbell, Kuk Harrell, Manny Marroquin, Noah "40" Shebib & Marcos Tovar, engenheiros/misturadores; Chris Gehringer, engenheiro de masterização                                                                                     | [ 81 ] |
| 2018 | "24K Magic"                               | Bruno Mars                                              | Shampoo Press & Curl, produtores; Serban Ghenea, John Hanes & Charles Moniz, engenheiros/misturadores; Tom Coyne, engenheiro de masterização | [ 82 ] |
| 2018 | "Despacito"                               | Luis Fonsi & Daddy Yankee com part. de Justin Bieber    | Josh Gudwin, Mauricio Rengifo & Andrés Torres, produtores; Josh Gudwin, Jaycen Joshua, Chris :TEK' O'Ryan, Mauricio Rengifo, Juan G Rivera "Gaby Music", Luis 'Salda" Saldarriaga & Andrés Torres, engenheiros/misturadores; Dave Kutch, engenheiro de masterização | [ 82 ] |
| 2018 | "Humble."                                 | Kendrick Lamar                                          | Asheton Hogan & Mike Will Made It, produtores; Derek "MixedByAli" Ali, James Hunt & Matt Schaeffer, engenheiros/misturadores; Mike Bozzi, engenheiro de masterização                                                                                                | [ 82 ] |
| 2018 | "Redbone"                                 | Childish Gambino                                        | Donald Glover & Ludwig Göransson, produtores; Donald Glover, Ludwig Göransson, Riley Mackin & Ruben Rivera, engenheiros/misturadores; Bernie Grundman, engenheiro de masterização                                                                                   | [ 82 ] |
| 2018 | "The Story of O.J."                       | Jay-Z                                                   | Jay-Z & No I.D., produtores; Jimmy Douglass & Gimel "Young Guru" Keaton, engenheiros/misturadores; Dave Kutch, engenheiro de masterização | [ 82 ] |
| 2019 | "This Is America"                         | Childish Gambino                                        | Donald Glover & Ludwig Göransson, produtores; Derek "MixedByAli" Ali, Kesha Lee, Riley Mackin, Shaan Singh & Alex Tumay, engenheiros/misturadores; Mike Bozzi, engenheiro de masterização                                                                           | [ 83 ] |
| 2019 | "All the Stars"                           | Kendrick Lamar & SZA                                    | Al Shux & Sounwave, produtores; Sam Ricci & Matt Schaeffer, engenheiros/misturadores; Mike Bozzi, engenheiro de masterização | [ 83 ] |
| 2019 | "God's Plan"                              | Drake                                                   | Boi-1da, Cardo & Young Exclusive, produtores; Noel Cadastre, Noel "Gadget" Campbell & Noah Shebib, engenheiros/misturadores; Chris Athens, engenheiro de masterização                                                                                               | [ 83 ] |
| 2019 | "I Like It"                               | Cardi B, Bad Bunny & J Balvin                           | Invincible, J. White Did It, Craig Kallman & Tainy, produtores; Leslie Brathwaite, Kuk Harrell, Evan LaRay & Simone Torres, engenheiros/misturadores; Colin Leonard, engenheiro de masterização                                                                     | [ 83 ] |
| 2019 | "The Joke"                                | Brandi Carlile                                          | Dave Cobb & Shooter Jennings, produtores; Tom Elmhirst & Eddie Spear, engenheiros/misturadores; Pete Lyman, engenheiro de masterização | [ 83 ] |
| 2019 | "The Middle"                              | Zedd, Maren Morris & Grey                               | Grey, The Monsters and the Strangerz & Zedd, produtores; Grey, Tom Norris, Ryan Shanahan & Zedd, engenheiros/misturadores; Mike Marsh, engenheiro de masterização                                                                                                   | [ 83 ] |
| 2019 | "Rockstar"                                | Post Malone com part. de 21 Savage                      | Louis Bell & Tank God, produtores; Louis Bell, Lorenzo Cardona, Manny Marroquin & Ethan Stevens, engenheiros/misturadores; Mike Bozzi, engenheiro de masterização                                                                                                   | [ 83 ] |
| 2019 | "Shallow"                                 | Lady Gaga & Bradley Cooper                              | Lady Gaga & Benjamin Rice, produtores; Brandon Bost & Tom Elmhirst, engenheiros/misturadores; Randy Merrill, engenheiro de masterização | [ 83 ] |

### Década de 2020

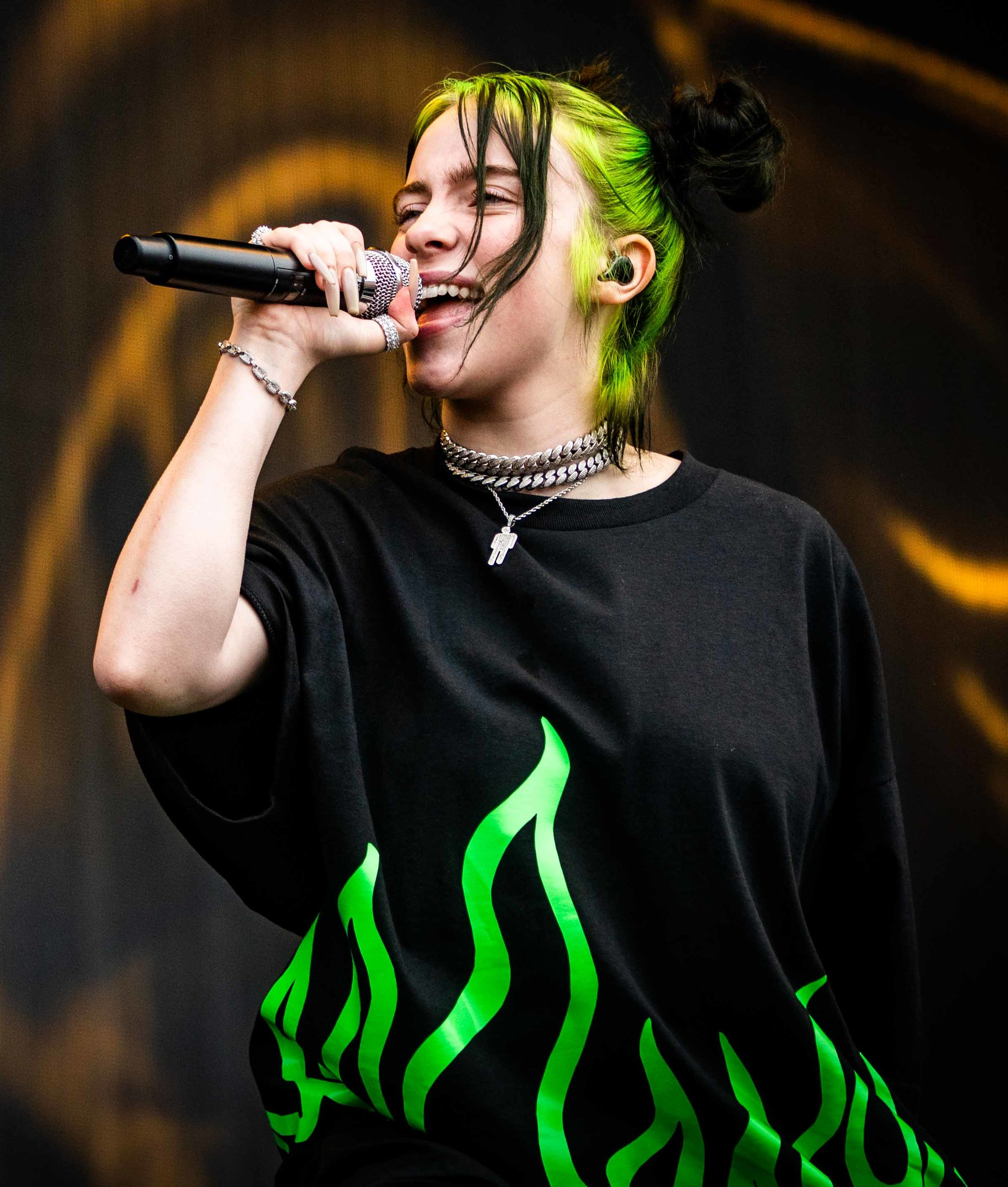
Billie Eilish venceu duas vezes (2020 e 2021).

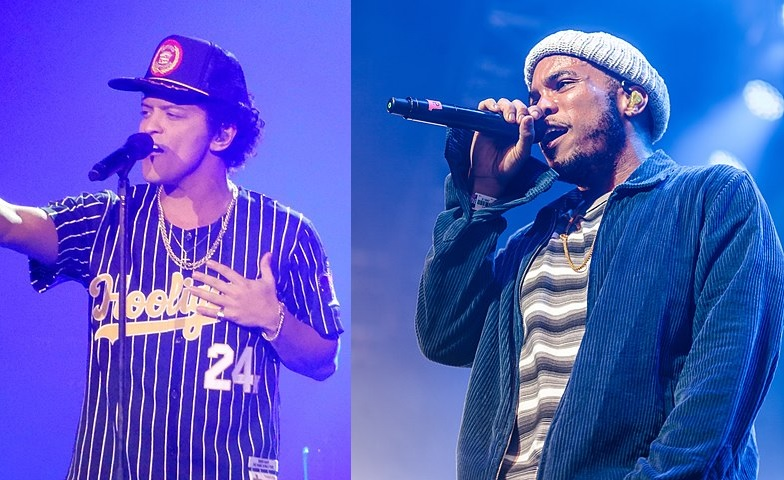
Silk Sonic venceu em 2022.

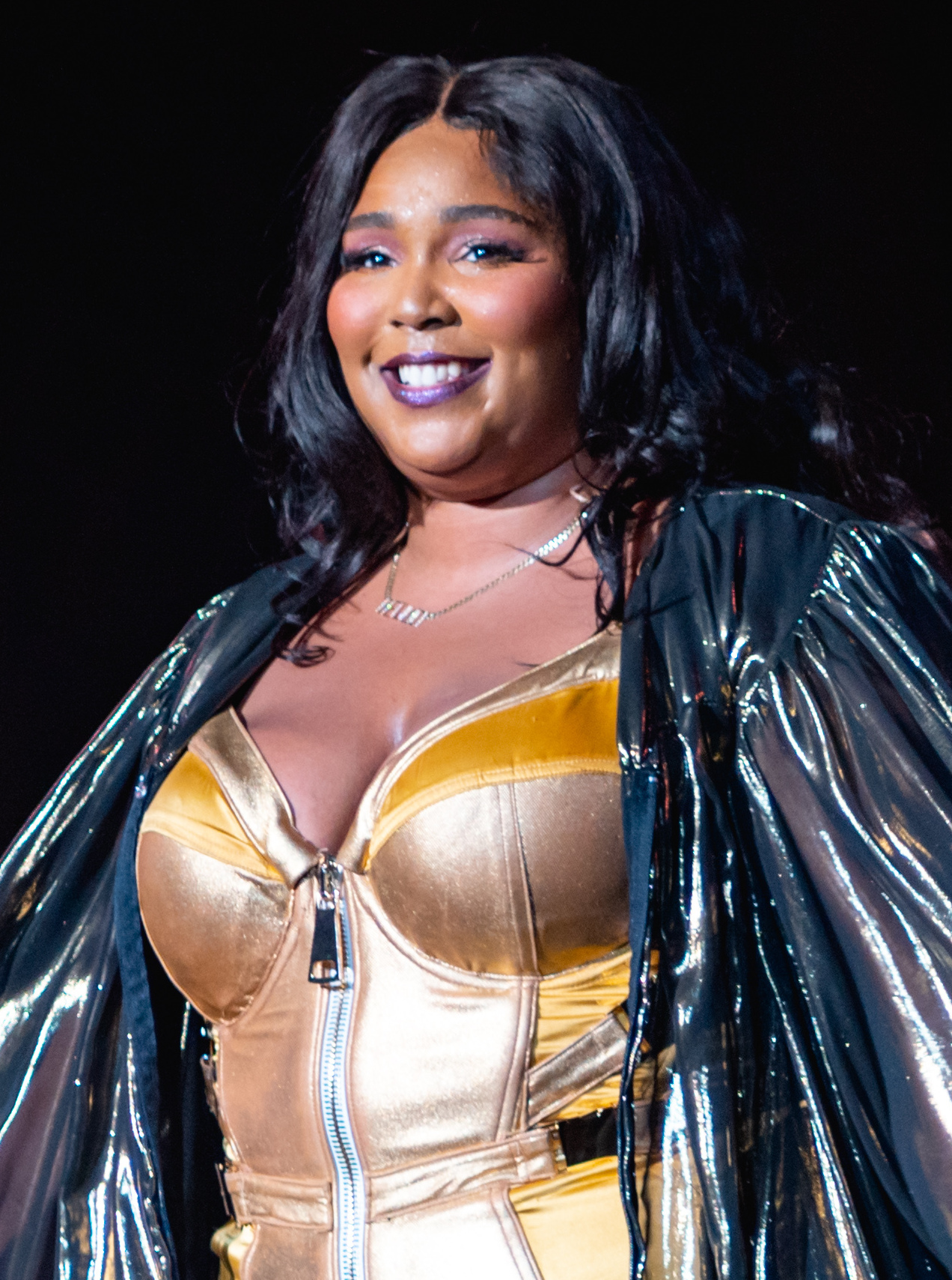
Lizzo venceu em 2023.

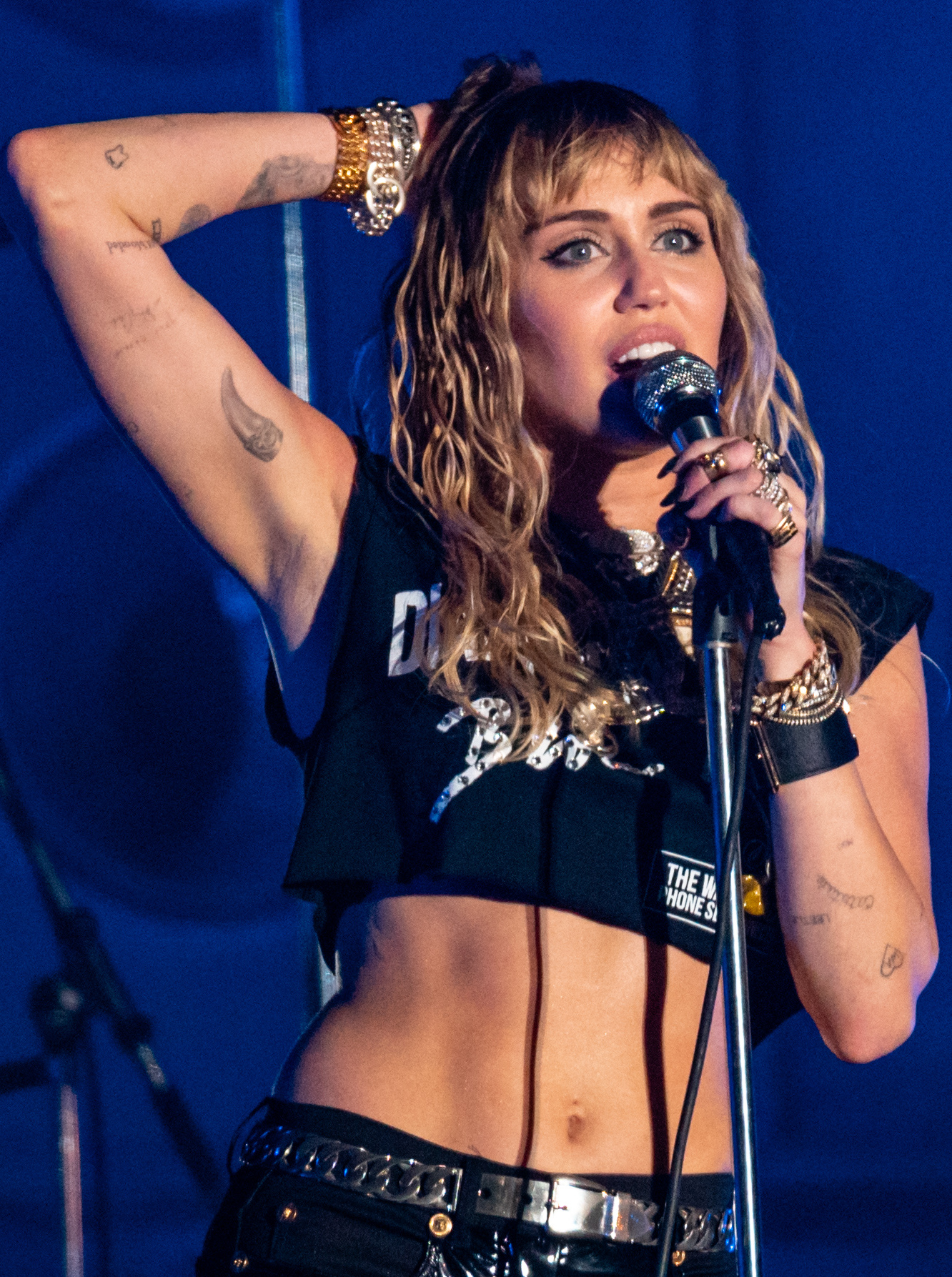
Miley Cyrus venceu em 2024.

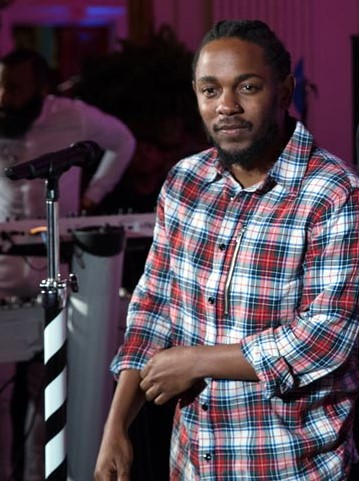
Kendrick Lamar venceu em 2025.

| Ano  | Gravação                         | Artista(s)                                          | Equipe de produção | Ref.   |
| ---- | -------------------------------- | --------------------------------------------------- | --- | ------ |
| 2020 | "Bad Guy"                        | Billie Eilish                                       | Finneas O'Connell, produtor; Rob Kinelski & Finneas O'Connell, engenheiros/misturadores; John Greenham, engenheiro de masterização | [ 84 ] |
| 2020 | "7 Rings"                        | Ariana Grande                                       | Charles Anderson, Tommy Brown, Michael Foster & Victoria Monet, produtores; Serban Ghenea, John Hanes, Billy Hickey & Brendan Morawski, engenheiros/misturadores; Randy Merrill, engenheiro de masterização                              | [ 84 ] |
| 2020 | "Hard Place"                     | H.E.R.                                              | Rodney “Darkchild” Jerkins, produtor; Joseph Hurtado, Jaycen Joshua, Derek Keota & Miki Tsutsumi, engenheiros/misturadores; Colin Leonard, engenheiro de masterização                                                                    | [ 84 ] |
| 2020 | "Hey, Ma"                        | Bon Iver                                            | BJ Burton, Brad Cook, Chris Messina & Justin Vernon, produtores; BJ Burton, Zach Hansen & Chris Messina, engenheiros/misturadores; Greg Calbi, engenheiro de masterização                                                                | [ 84 ] |
| 2020 | "Old Town Road"                  | Lil Nas X com part. de Billy Ray Cyrus              | Andrew "VoxGod" Bolooki, Jocelyn "Jozzy" Donald & YoungKio, produtores; Andrew "VoxGod" Bolooki & Cinco & Joe Grasso, engenheiros/misturadores; Eric Lagg, engenheiro de masterização                                                    | [ 84 ] |
| 2020 | "Sunflower”                      | Post Malone & Swae Lee                              | Louis Bell & Carter Lang, produtores; Louis Bell & Manny Marroquin, engenheiros/misturadores; Mike Bozzi, engenheiro de masterização | [ 84 ] |
| 2020 | "Talk"                           | Khalid                                              | Disclosure & Denis Kosiak, produtores; Ingmar Carlson, Jon Castelli, Josh Deguzman, John Kercy, Denis Kosiak, Guy Lawrence & Michael Romero, engenheiros/misturadores; Dale Becker, engenheiro de masterização                           | [ 84 ] |
| 2020 | "Truth Hurts"                    | Lizzo                                               | Ricky Reed & Tele, produtores; Chris Galland, Manny Marroquin & Ethan Shumaker, engenheiros/misturadores; Chris Gehringer, engenheiro de masterização                                                                                    | [ 84 ] |
| 2021 | "Everything I Wanted"            | Billie Eilish                                       | Finneas O'Connell, produtor; Rob Kinelski & Finneas O'Connell, engenheiros/misturadores; John Greenham, engenheiro de masterização | [ 85 ] |
| 2021 | "Black Parade"                   | Beyoncé                                             | Beyoncé & Derek Dixie, produtores; Stuart White, engenheiro/misturador; Colin Leonard, engenheiro de masterização | [ 85 ] |
| 2021 | "Circles"                        | Post Malone                                         | Louis Bell, Frank Dukes & Post Malone, produtores; Louis Bell & Manny Marroquin, engenheiros/misturadores; Mike Bozzi, engenheiro de masterização                                                                                        | [ 85 ] |
| 2021 | "Colors"                         | Black Pumas                                         | Adrian Quesada, produtor; Adrian Quesada, engenheiro/misturador; JJ Golden, engenheiro de masterização | [ 85 ] |
| 2021 | "Don't Start Now"                | Dua Lipa                                            | Caroline Ailin & Ian Kirkpatrick, produtores; Josh Gudwin, Drew Jurecka & Ian Kirkpatrick, engenheiros/misturadores; Chris Gehringer, engenheiro de masterização                                                                         | [ 85 ] |
| 2021 | "Rockstar"                       | DaBaby com part. de Roddy Ricch                     | SethinTheKitchen, produtor; Derek "MixedByAli" Ali, Chris Dennis & Liz Robson, engenheiros/misturadores; Susan Tabor, engenheiro de masterização                                                                                         | [ 85 ] |
| 2021 | "Savage"                         | Megan Thee Stallion com part. de Beyoncé            | Beyoncé & J. White Did It, produtores; Stuart White, engenheiro/misturador; Colin Leonard, engenheiro de masterização | [ 85 ] |
| 2021 | "Say So"                         | Doja Cat                                            | Tyson Trax, produtor; Clint Gibbs, engenheiro/misturador; Mike Bozzi, engenheiro de masterização | [ 85 ] |
| 2022 | "Leave the Door Open"            | Silk Sonic                                          | Dernst "D'Mile" Emile II & Bruno Mars, produtores; Serban Ghenea, John Hanes & Charles Moniz, engenheiros/misturadores; Randy Merrill, engenheiro de masterização                                                                        | [ 86 ] |
| 2022 | "Drivers License"                | Olivia Rodrigo                                      | Daniel Nigro, produtor; Mitch McCarthy & Nigro, engenheiros/misturadores; Randy Merrill, engenheiro de masterização | [ 86 ] |
| 2022 | "Freedom"                        | Jon Batiste                                         | Jon Batiste, Kizzo & Autumn Rowe, produtores; Russ Elevado, Kizzo & Manny Marroquin, engenheiros/misturadores; Michelle Mancini, engenheiro de masterização                                                                              | [ 86 ] |
| 2022 | "Happier Than Ever"              | Billie Eilish                                       | Finneas O'Connell, produtor; Billie Eilish, Finneas O'Connell & Rob Kinelski, engenheiros/misturadores; Dave Kutch, engenheiro de masterização                                                                                           | [ 86 ] |
| 2022 | "I Get a Kick Out of You"        | Tony Bennett & Lady Gaga                            | Dae Bennett, produtor; Dae Bennett & Josh Coleman, engenheiros/misturadores; Greg Calbi & Steve Fallone, engenheiros de masterização | [ 86 ] |
| 2022 | "I Still Have Faith in You"      | ABBA                                                | Benny Andersson & Björn Ulvaeus, produtores; Benny Andersson & Bernard Löhr, engenheiros/misturadores; Björn Engelmann, engenheiro de masterização                                                                                       | [ 86 ] |
| 2022 | "Kiss Me More"                   | Doja Cat com part. de SZA                           | Rogét Chahayed, tizhimself & Yeti Beats, produtores; Rob Bisel, Serban Ghenea, Rian Lewis & Joe Visciano, engenheiros/misturadores; Mike Bozzi, engenheiro de masterização                                                               | [ 86 ] |
| 2022 | "Montero (Call Me By Your Name)" | Lil Nas X                                           | Omer Fedi, Roy Lenzo & Take A Daytrip, produtores; Denzel Baptiste, Serban Ghenea & Roy Lenzo, engenheiros/misturadores; Chris Gehringer, engenheiro de masterização                                                                     | [ 86 ] |
| 2022 | "Peaches"                        | Justin Bieber com part. de Daniel Caesar and Giveon | Josh Gudwin, Harv, Shndo & Andrew Watt, produtores; Josh Gudwin & Andrew Watt, engenheiros/misturadores; Colin Leonard, engenheiro de masterização                                                                                       | [ 86 ] |
| 2022 | "Right on Time"                  | Brandi Carlile                                      | Dave Cobb & Shooter Jennings, produtores; Brandon Bell & Tom Elmhirst, engenheiros/misturadores; Pete Lyman, engenheiro de masterização                                                                                                  | [ 86 ] |
| 2023 | "About Damn Time"                | Lizzo                                               | Ricky Reed & Blake Slatkin, produtores; Patrick Kehrier, Bill Malina & Manny Marroquin, engenheiros/misturadores; Emerson Mancini, engenheiro de masterização                                                                            | [ 87 ] |
| 2023 | "Don't Shut Me Down"             | ABBA                                                | Benny Andersson, produtor; Benny Andersson & Bernard Löhr, engenheiros/misturadores; Björn Engelmann, engenheiro de masterização | [ 87 ] |
| 2023 | "Easy on Me"                     | Adele                                               | Greg Kurstin, produtor; Julian Burg, Tom Elmhirst & Greg Kurstin, engenheiros/misturadores; Randy Merrill, engenheiro de masterização | [ 87 ] |
| 2023 | "Break My Soul"                  | Beyoncé                                             | Beyoncé, Terius "The-Dream" Gesteelde-Diamant, Jens Christian Isaksen & Christopher "Tricky" Stewart, produtores; Brandon Harding, Chris McLaughlin & Stuart White, engenheiros/misturadores; Colin Leonard, engenheiro de masterização  | [ 87 ] |
| 2023 | "Good Morning Gorgeous"          | Mary J. Blige                                       | D'Mile & H.E.R., produtores; Bryce Bordone, Serban Ghenea & Pat Kelly, engenheiros/misturadores | [ 87 ] |
| 2023 | "You and Me on the Rock"         | Brandi Carlile com part. de Lucius                  | Dave Cobb & Shooter Jennings, produtores; Brandon Bell, Tom Elmhirst & Michael Harris, engenheiros/misturadores; Pete Lyman, engenheiro de masterização                                                                                  | [ 87 ] |
| 2023 | "Woman"                          | Doja Cat                                            | Crate Classics, Linden Jay, Aynzli Jones & Yeti Beats, produtores; Jesse Ray Ernster, Tyler Sheppard, Kalani Thompson & Rian Lewis, engenheiros/misturadores; Mike Bozzi, engenheiro de masterização                                     | [ 87 ] |
| 2023 | "Bad Habit"                      | Steve Lacy                                          | Steve Lacy, produtor; Neal Pogue & Karl Wingate, engenheiros/misturadores; Mike Bozzi, engenheiro de masterização | [ 87 ] |
| 2023 | "The Heart Part 5"               | Kendrick Lamar                                      | Beach Noise, produtor; Beach Noise, Rob Bisel, Ray Charles Brown Jr., James Hunt, Johnny Kosich, Matt Schaeffer & Johnathan Turner, engenheiros/misturadores; Emerson Mancini, engenheiro de masterização                                | [ 87 ] |
| 2023 | "As It Was"                      | Harry Styles                                        | Tyler Johnson & Kid Harpoon, produtores; Jeremy Hatcher & Spike Stent, engenheiros/misturadores; Randy Merrill, engenheiro de masterização                                                                                               | [ 87 ] |
| 2024 | "Flowers"                        | Miley Cyrus                                         | Kid Harpoon & Tyler Johnson, produtores; Michael Pollack, Brian Rajaratnam & Mark "Spike" Stent, engenheiros/misturadores; Joe LaPorta, engenheiro de masterização                                                                       | [ 88 ] |
| 2024 | "Worship"                        | Jon Batiste                                         | Jon Batiste, Jon Bellion, Pete Nappi & Tenroc, produtores; Serban Ghenea & Pete Nappi, engenheiros/misturadores; Chris Gehringer, engenheiro de masterização                                                                             | [ 88 ] |
| 2024 | "Not Strong Enough"              | Boygenius                                           | Boygenius & Catherine Marks, produtores; Owen Lantz, Catherine Marks, Mike Mogis, Bobby Mota, Kaushlesh "Garry" Purohit & Sarah Tudzin, engenheiros/misturadores; Pat Sullivan, engenheira de masterização                               | [ 88 ] |
| 2024 | "What Was I Made For?"           | Billie Eilish                                       | Billie Eilish & Finneas O'Connell, produtores; Billie Eilish, Rob Kinelski & Finneas O'Connell, engenheiros/misturadores; Chris Gehringer, engenheiro de masterização                                                                    | [ 88 ] |
| 2024 | "On My Mama"                     | Victoria Monét                                      | Deputy, Dernst Emile II & Jeff Gitelman, produtores; Patrizio Pigliapoco & Todd Robinson, engenheiros/misturadores; Colin Leonard, engenheiro de masterização                                                                            | [ 88 ] |
| 2024 | "Vampire"                        | Olivia Rodrigo                                      | Daniel Nigro, produtor; Serban Ghenea, Michael Harris, Chris Kasych, Daniel Nigro & Dan Viafore, engenheiros/misturadores; Randy Merrill, engenheiro de masterização                                                                     | [ 88 ] |
| 2024 | "Anti-Hero"                      | Taylor Swift                                        | Jack Antonoff & Taylor Swift, produtores; Jack Antonoff, Serban Ghenea, Laura Sisk & Lorenzo Wolff, engenheiros/misturadores; Randy Merrill, engenheiro de masterização                                                                  | [ 88 ] |
| 2024 | "Kill Bill"                      | SZA                                                 | Rob Bisel & Carter Lang, produtores; Rob Bisel, engenheiros/misturadores; Dale Becker, engenheiro de masterização | [ 88 ] |
| 2025 | "Not Like Us"                    | Kendrick Lamar                                      | Sean Momberger, Mustard & Sounwave, produtores; Ray Charles Brown Jr. & Jonathan Turner, engenheiros/misturadores; Nicolas de Porcel, engenheiro de masterização                                                                         | [ 89 ] |
| 2025 | "Now and Then"                   | The Beatles                                         | Giles Martin & Paul McCartney, produtores; Geoff Emerick, Steve Genewick, Jon Jacobs, Greg McAllister, Steve Orchard, Keith Smith, Mark 'Spike' Stent & Bruce Sugar, engenheiros/misturadores; Miles Showell, engenheiro de masterização | [ 89 ] |
| 2025 | "Texas Hold 'Em"                 | Beyoncé                                             | Beyoncé, Nate Ferraro, Killah B & Raphael Saadiq, produtores; Hotae Alexander Jang, Alex Nibley & Stuart White, engenheiros/misturadores; Colin Leonard, engenheiro de masterização                                                      | [ 89 ] |
| 2025 | "Espresso"                       | Sabrina Carpenter                                   | Julian Bunetta, produtor; Julian Bunetta & Jeff Gunnell, engenheiros/misturadores; Nathan Dantzler, engenheiro de masterização | [ 89 ] |
| 2025 | "360"                            | Charli xcx                                          | Cirkut & A. G. Cook, produtores; Cirkut & Manny Marroquin, engenheiros/misturadores; Idania Valencia, engenheira de masterização | [ 89 ] |
| 2025 | "Birds of a Feather"             | Billie Eilish                                       | Finneas & Billie Eilish, produtores; Thom Beemer, Jon Castelli, Billie Eilish, Aron Forbes, Brad Lauchert, Finneas & Chaz Sexton, engenheiros/misturadores; Dale Becker, engenheiro de masterização                                      | [ 89 ] |
| 2025 | "Good Luck, Babe!"               | Chappell Roan                                       | Dan Nigro, produtor; Mitch McCarthy & Dan Nigro, engenheiros/misturadores; Randy Merrill, engenheiro de masterização | [ 89 ] |
| 2025 | "Fortnight"                      | Taylor Swift com part. de Post Malone               | Jack Antonoff, Louis Bell & Taylor Swift, produtores; Louis Bell, Bryce Bordone, Serban Ghenea, Sean Hutchinson, Oli Jacobs, Michael Riddleberger & Laura Sisk, engenheiros/misturadores; Randy Merrill, engenheiro de masterização      | [ 89 ] |